# Copa Perú 2016
La Copa Perú 2016 fue la edición número 44.º de la competición futbolística peruana de fútbol amateur a nivel nacional. Se disputa desde el mes de febrero con las ligas distritales y provinciales en cada departamento del Perú.
El campeonato fue reorganizado en la edición 2015 con un nuevo formato, denominado Formato de Zonas, de creación de Leandro Shara (creador de una serie de nuevos formatos de competencia), este consta de tres fases, la primera, consiste en los partidos de ida y vuelta a nivel distrital y provincial. La segunda etapa consiste en clasificar a los 50 mejores equipos a nivel nacional que también se eliminarán en partidos de ida y vuelta, pero jugando sólo 6 partidos cada uno (con los contrincantes más cercanos geográficamente). La tercera etapa o fase final consta de un fixture de 16 equipos.
La Federación de Fútbol del Perú promulgó la Resolución 005-FPF-2016, ésta indica que el subcampeón de la Copa Perú queda obligado a participar de la Segunda División el año siguiente; no se permitirá que elija permanecer en el amateurismo (como era su opción hasta ahora). Si el club se rehúsa a jugar en dicha competición, será inhabilitado de participar en competencias de la FPF por un año calendario, al cabo del cual deberá reafiliarse, pero a su Liga Distrital correspondiente. Si el equipo se decide por esta opción se cubrirá esa plaza vacante con el siguiente equipo mejor ubicado en la fase final de la Copa Perú.
El campeón fue Sport Rosario que ganó el ascenso a la Primera División, dándole derecho a jugar el Campeonato Descentralizado 2017. El subcampeón Deportivo Hualgayoc tuvo derecho a participar en la Segunda División de Perú 2017.

## Etapa distrital, provincial y departamental
Se juega desde la primera semana de febrero hasta fines de mayo, en cada una de las ligas distritales de todo el país. Los campeones y subcampeones pasarán a jugar la siguiente etapa (provincial) que culminará en agosto. Luego de la etapa provincial, donde se batirán dos representantes por cada provincia en su ámbito departamental, clasificarán 2 por cada región a la etapa nacional.
Resumen de los Torneos de la Etapa Departamental
Al final de cada cuadro se indican a los dos equipos que lograron la clasificación a la Etapa Nacional.
| Etapa Departamental de Amazonas                                                   | Etapa Departamental de Amazonas | Etapa Departamental de Amazonas | Etapa Departamental de Amazonas | Etapa Departamental de Amazonas | Etapa Departamental de Amazonas |
| Local                                                                             | Resultado                       | Visitante                       | Estadio                         | Ciudad                          | Fecha                           |
| Semifinales: Ida                                                                  | Semifinales: Ida                | Semifinales: Ida                | Semifinales: Ida                | Semifinales: Ida                | Semifinales: Ida                |
| --------------------------------------------------------------------------------- | ------------------------------- | ------------------------------- | ------------------------------- | ------------------------------- | ------------------------------- |
| Unión Santo Domingo                                                               | 2 - 1                           | Sporting Victoria               | Gran Kuélap                     | Chachapoyas                     | 7 de agosto                     |
| Unión Comercial                                                                   | 1 - 2                           | Higos Urco                      | Municipal Sarita López          | Pedro Ruíz Gallo                | 7 de agosto                     |
| Semifinales: Vuelta                                                               |                                 |                                 |                                 |                                 |                                 |
| Sporting Victoria                                                                 | 0 - 0                           | Unión Santo Domingo             | San Luis                        | Bagua Grande                    | 14 de agosto                    |
| Higos Urco                                                                        | 2 - 1                           | Unión Comercial                 | Gran Kuélap                     | Chachapoyas                     | 14 de agosto                    |
| Final Departamental                                                               |                                 |                                 |                                 |                                 |                                 |
| Higos Urco                                                                        | 0 - 1                           | Unión Santo Domingo             | Gran Kuélap                     | Chachapoyas                     | 21 de agosto                    |
| Clasifican a la Nacional: Unión Santo Domingo (Campeón) e Higos Urco (Subcampeón) |                                 |                                 |                                 |                                 |                                 |

| Etapa Departamental de Ancash                                                     | Etapa Departamental de Ancash | Etapa Departamental de Ancash | Etapa Departamental de Ancash  | Etapa Departamental de Ancash | Etapa Departamental de Ancash |
| Local                                                                             | Resultado                     | Visitante                     | Estadio                        | Ciudad                        | Fecha                         |
| Semifinales: Ida                                                                  | Semifinales: Ida              | Semifinales: Ida              | Semifinales: Ida               | Semifinales: Ida              | Semifinales: Ida              |
| --------------------------------------------------------------------------------- | ----------------------------- | ----------------------------- | ------------------------------ | ----------------------------- | ----------------------------- |
| Bello Horizonte de Machac                                                         | 1 - 0                         | Sport Rosario                 | Rubén Alfaro                   | San Marcos                    | 7 de agosto                   |
| Deportivo Delusa                                                                  | 3 - 1                         | Héroes de Chinchobamba        | Valeriano López                | Casma                         | 7 de agosto                   |
| Semifinales: Vuelta                                                               |                               |                               |                                |                               |                               |
| Sport Rosario                                                                     | 8 - 0                         | Bello Horizonte de Machac     | Complejo Deportivo La Videnita | Huaraz                        | 10 de agosto                  |
| Héroes de Chinchobamba                                                            | 0 - 2                         | Deportivo Delusa              | Héroes del Cenepa              | Sihuas                        | 14 de agosto                  |
| Final Departamental: Ida                                                          |                               |                               |                                |                               |                               |
| Sport Rosario                                                                     | 3 - 1                         | Deportivo Delusa              | Rosas Pampa                    | Huaraz                        | 17 de agosto                  |
| Final Departamental: Vuelta                                                       |                               |                               |                                |                               |                               |
| Deportivo Delusa                                                                  | 1 - 1                         | Sport Rosario                 | Valeriano López                | Casma                         | 21 de agosto                  |
| Clasifican a la Nacional: Sport Rosario (Campeón) y Deportivo Delusa (Subcampeón) |                               |                               |                                |                               |                               |

| Etapa Departamental de Apurímac | Etapa Departamental de Apurímac | Etapa Departamental de Apurímac | Etapa Departamental de Apurímac | Etapa Departamental de Apurímac | Etapa Departamental de Apurímac | Etapa Departamental de Apurímac | Etapa Departamental de Apurímac | Etapa Departamental de Apurímac | Etapa Departamental de Apurímac | Etapa Departamental de Apurímac | Etapa Departamental de Apurímac |                    |                    |                    |                    |                    |                    |                    |                    |                    |                    |                    |                    |                    |                    |                    |                    |                    |                    |                    |                    |                    |                    |                    |                    |                    |                    |                    |                    |
| Local | Resultado                       | Visitante                       | Estadio                         | Ciudad                          | Fecha                           |                                 |                                 |                                 |                                 |                                 |                                 |                    |                    |                    |                    |                    |                    |                    |                    |                    |                    |                    |                    |                    |                    |                    |                    |                    |                    |                    |                    |                    |                    |                    |                    |                    |                    |                    |                    |
| Cuadrangular Final | Cuadrangular Final              | Cuadrangular Final              | Cuadrangular Final              | Cuadrangular Final              | Cuadrangular Final              | Cuadrangular Final              | Cuadrangular Final              | Cuadrangular Final              | Cuadrangular Final              | Cuadrangular Final              | Cuadrangular Final              | Cuadrangular Final | Cuadrangular Final | Cuadrangular Final | Cuadrangular Final | Cuadrangular Final | Cuadrangular Final | Cuadrangular Final | Cuadrangular Final | Cuadrangular Final | Cuadrangular Final | Cuadrangular Final | Cuadrangular Final | Cuadrangular Final | Cuadrangular Final | Cuadrangular Final | Cuadrangular Final | Cuadrangular Final | Cuadrangular Final | Cuadrangular Final | Cuadrangular Final | Cuadrangular Final | Cuadrangular Final | Cuadrangular Final | Cuadrangular Final | Cuadrangular Final | Cuadrangular Final | Cuadrangular Final | Cuadrangular Final |
| --- | ------------------------------- | ------------------------------- | ------------------------------- | ------------------------------- | ------------------------------- | ------------------------------- | ------------------------------- | ------------------------------- | ------------------------------- | ------------------------------- | ------------------------------- | ------------------ | ------------------ | ------------------ | ------------------ | ------------------ | ------------------ | ------------------ | ------------------ | ------------------ | ------------------ | ------------------ | ------------------ | ------------------ | ------------------ | ------------------ | ------------------ | ------------------ | ------------------ | ------------------ | ------------------ | ------------------ | ------------------ | ------------------ | ------------------ | ------------------ | ------------------ | ------------------ | ------------------ |
| Miguel Grau | 0 - 1                           | Deportivo La Victoria           | Condebamba                      | Abancay                         | 27 de julio                     |                                 |                                 |                                 |                                 |                                 |                                 |                    |                    |                    |                    |                    |                    |                    |                    |                    |                    |                    |                    |                    |                    |                    |                    |                    |                    |                    |                    |                    |                    |                    |                    |                    |                    |                    |                    |
| José María Arguedas | 1 - 0                           | DECH                            | Los Chankas                     | Andahuaylas                     | 27 de julio                     |                                 |                                 |                                 |                                 |                                 |                                 |                    |                    |                    |                    |                    |                    |                    |                    |                    |                    |                    |                    |                    |                    |                    |                    |                    |                    |                    |                    |                    |                    |                    |                    |                    |                    |                    |                    |
| Deportivo La Victoria | 3 - 1                           | Miguel Grau                     | Condebamba                      | Abancay                         | 31 de julio                     |                                 |                                 |                                 |                                 |                                 |                                 |                    |                    |                    |                    |                    |                    |                    |                    |                    |                    |                    |                    |                    |                    |                    |                    |                    |                    |                    |                    |                    |                    |                    |                    |                    |                    |                    |                    |
| DECH | 1 - 1                           | José María Arguedas             | Los Chankas                     | Andahuaylas                     | 31 de julio                     |                                 |                                 |                                 |                                 |                                 |                                 |                    |                    |                    |                    |                    |                    |                    |                    |                    |                    |                    |                    |                    |                    |                    |                    |                    |                    |                    |                    |                    |                    |                    |                    |                    |                    |                    |                    |
| Miguel Grau | 0 - 1                           | José María Arguedas             | Condebamba                      | Abancay                         | 7 de agosto                     |                                 |                                 |                                 |                                 |                                 |                                 |                    |                    |                    |                    |                    |                    |                    |                    |                    |                    |                    |                    |                    |                    |                    |                    |                    |                    |                    |                    |                    |                    |                    |                    |                    |                    |                    |                    |
| Deportivo La Victoria | 2 - 2                           | DECH                            | Condebamba                      | Abancay                         | 7 de agosto                     |                                 |                                 |                                 |                                 |                                 |                                 |                    |                    |                    |                    |                    |                    |                    |                    |                    |                    |                    |                    |                    |                    |                    |                    |                    |                    |                    |                    |                    |                    |                    |                    |                    |                    |                    |                    |
| José María Arguedas | 3 - 0                           | Miguel Grau                     | Los Chankas                     | Andahuaylas                     | 13 de agosto                    |                                 |                                 |                                 |                                 |                                 |                                 |                    |                    |                    |                    |                    |                    |                    |                    |                    |                    |                    |                    |                    |                    |                    |                    |                    |                    |                    |                    |                    |                    |                    |                    |                    |                    |                    |                    |
| DECH | 2 - 1                           | Deportivo La Victoria           | Los Chankas                     | Andahuaylas                     | 13 de agosto                    |                                 |                                 |                                 |                                 |                                 |                                 |                    |                    |                    |                    |                    |                    |                    |                    |                    |                    |                    |                    |                    |                    |                    |                    |                    |                    |                    |                    |                    |                    |                    |                    |                    |                    |                    |                    |
| Miguel Grau | 0 - 4                           | DECH                            | Condebamba                      | Abancay                         | 17 de agosto                    |                                 |                                 |                                 |                                 |                                 |                                 |                    |                    |                    |                    |                    |                    |                    |                    |                    |                    |                    |                    |                    |                    |                    |                    |                    |                    |                    |                    |                    |                    |                    |                    |                    |                    |                    |                    |
| Deportivo La Victoria | 2 - 1                           | José María Arguedas             | Condebamba                      | Abancay                         | 17 de agosto                    |                                 |                                 |                                 |                                 |                                 |                                 |                    |                    |                    |                    |                    |                    |                    |                    |                    |                    |                    |                    |                    |                    |                    |                    |                    |                    |                    |                    |                    |                    |                    |                    |                    |                    |                    |                    |
| José María Arguedas | 3 - 0                           | Deportivo La Victoria           | Los Chankas                     | Andahuaylas                     | 21 de agosto                    |                                 |                                 |                                 |                                 |                                 |                                 |                    |                    |                    |                    |                    |                    |                    |                    |                    |                    |                    |                    |                    |                    |                    |                    |                    |                    |                    |                    |                    |                    |                    |                    |                    |                    |                    |                    |
| DECH | 0 - 0                           | Miguel Grau                     | Los Chankas                     | Andahuaylas                     | 21 de agosto                    |                                 |                                 |                                 |                                 |                                 |                                 |                    |                    |                    |                    |                    |                    |                    |                    |                    |                    |                    |                    |                    |                    |                    |                    |                    |                    |                    |                    |                    |                    |                    |                    |                    |                    |                    |                    |
| Clasifican a la Nacional: José María Arguedas (Campeón) y Deportivo La Victoria (Subcampeón) (*) La CJ-FPF declaró Infundado el reclamo de Deportivo Educación Chanka en contra de José María Arguedas debido a la mala inscripción de un jugador. Validando el empate obtenido en su partido ante Arguedas, por lo cual Deportivo La Victoria lo supera en la Tabla Final clasificando a la Etapa Nacional. |                                 |                                 |                                 |                                 |                                 |                                 |                                 |                                 |                                 |                                 |                                 |                    |                    |                    |                    |                    |                    |                    |                    |                    |                    |                    |                    |                    |                    |                    |                    |                    |                    |                    |                    |                    |                    |                    |                    |                    |                    |                    |                    |

| Etapa Departamental de Arequipa                                                   | Etapa Departamental de Arequipa | Etapa Departamental de Arequipa | Etapa Departamental de Arequipa | Etapa Departamental de Arequipa | Etapa Departamental de Arequipa | Etapa Departamental de Arequipa | Etapa Departamental de Arequipa | Etapa Departamental de Arequipa | Etapa Departamental de Arequipa | Etapa Departamental de Arequipa | Etapa Departamental de Arequipa |                    |                    |                    |                    |                    |                    |                    |                    |                    |                    |                    |                    |                    |                    |                    |                    |                    |                    |                    |                    |                    |                    |                    |                    |                    |                    |                    |                    |
| Local                                                                             | Resultado                       | Visitante                       | Estadio                         | Ciudad                          | Fecha                           |                                 |                                 |                                 |                                 |                                 |                                 |                    |                    |                    |                    |                    |                    |                    |                    |                    |                    |                    |                    |                    |                    |                    |                    |                    |                    |                    |                    |                    |                    |                    |                    |                    |                    |                    |                    |
| Cuadrangular Final                                                                | Cuadrangular Final              | Cuadrangular Final              | Cuadrangular Final              | Cuadrangular Final              | Cuadrangular Final              | Cuadrangular Final              | Cuadrangular Final              | Cuadrangular Final              | Cuadrangular Final              | Cuadrangular Final              | Cuadrangular Final              | Cuadrangular Final | Cuadrangular Final | Cuadrangular Final | Cuadrangular Final | Cuadrangular Final | Cuadrangular Final | Cuadrangular Final | Cuadrangular Final | Cuadrangular Final | Cuadrangular Final | Cuadrangular Final | Cuadrangular Final | Cuadrangular Final | Cuadrangular Final | Cuadrangular Final | Cuadrangular Final | Cuadrangular Final | Cuadrangular Final | Cuadrangular Final | Cuadrangular Final | Cuadrangular Final | Cuadrangular Final | Cuadrangular Final | Cuadrangular Final | Cuadrangular Final | Cuadrangular Final | Cuadrangular Final | Cuadrangular Final |
| --------------------------------------------------------------------------------- | ------------------------------- | ------------------------------- | ------------------------------- | ------------------------------- | ------------------------------- | ------------------------------- | ------------------------------- | ------------------------------- | ------------------------------- | ------------------------------- | ------------------------------- | ------------------ | ------------------ | ------------------ | ------------------ | ------------------ | ------------------ | ------------------ | ------------------ | ------------------ | ------------------ | ------------------ | ------------------ | ------------------ | ------------------ | ------------------ | ------------------ | ------------------ | ------------------ | ------------------ | ------------------ | ------------------ | ------------------ | ------------------ | ------------------ | ------------------ | ------------------ | ------------------ | ------------------ |
| Deportivo Binacional                                                              | 1 - 1                           | La Colina                       | Melgar                          | Arequipa                        | 31 de julio                     |                                 |                                 |                                 |                                 |                                 |                                 |                    |                    |                    |                    |                    |                    |                    |                    |                    |                    |                    |                    |                    |                    |                    |                    |                    |                    |                    |                    |                    |                    |                    |                    |                    |                    |                    |                    |
| Juventus Corazón                                                                  | 0 - 1                           | San Jacinto                     | Almirante Miguel Grau           | El Pedregal                     | 31 de julio                     |                                 |                                 |                                 |                                 |                                 |                                 |                    |                    |                    |                    |                    |                    |                    |                    |                    |                    |                    |                    |                    |                    |                    |                    |                    |                    |                    |                    |                    |                    |                    |                    |                    |                    |                    |                    |
| San Jacinto                                                                       | 1 - 0                           | Deportivo Binacional            | 9 de Noviembre                  | Camaná                          | 7 de agosto                     |                                 |                                 |                                 |                                 |                                 |                                 |                    |                    |                    |                    |                    |                    |                    |                    |                    |                    |                    |                    |                    |                    |                    |                    |                    |                    |                    |                    |                    |                    |                    |                    |                    |                    |                    |                    |
| La Colina                                                                         | 3 - 1                           | Juventus Corazón                | Almirante Miguel Grau           | El Pedregal                     | 7 de agosto                     |                                 |                                 |                                 |                                 |                                 |                                 |                    |                    |                    |                    |                    |                    |                    |                    |                    |                    |                    |                    |                    |                    |                    |                    |                    |                    |                    |                    |                    |                    |                    |                    |                    |                    |                    |                    |
| San Jacinto                                                                       | 2 - 3                           | La Colina                       | 9 de Noviembre                  | Camaná                          | 10 de agosto                    |                                 |                                 |                                 |                                 |                                 |                                 |                    |                    |                    |                    |                    |                    |                    |                    |                    |                    |                    |                    |                    |                    |                    |                    |                    |                    |                    |                    |                    |                    |                    |                    |                    |                    |                    |                    |
| Juventus Corazón                                                                  | 0 - 6                           | Deportivo Binacional            | Almirante Miguel Grau           | El Pedregal                     | 10 de agosto                    |                                 |                                 |                                 |                                 |                                 |                                 |                    |                    |                    |                    |                    |                    |                    |                    |                    |                    |                    |                    |                    |                    |                    |                    |                    |                    |                    |                    |                    |                    |                    |                    |                    |                    |                    |                    |
| Deportivo Binacional                                                              | 6 - 1                           | Juventus Corazón                | Melgar                          | Arequipa                        | 13 de agosto                    |                                 |                                 |                                 |                                 |                                 |                                 |                    |                    |                    |                    |                    |                    |                    |                    |                    |                    |                    |                    |                    |                    |                    |                    |                    |                    |                    |                    |                    |                    |                    |                    |                    |                    |                    |                    |
| La Colina                                                                         | 3 - 1                           | San Jacinto                     | Almirante Miguel Grau           | El Pedregal                     | 14 de agosto                    |                                 |                                 |                                 |                                 |                                 |                                 |                    |                    |                    |                    |                    |                    |                    |                    |                    |                    |                    |                    |                    |                    |                    |                    |                    |                    |                    |                    |                    |                    |                    |                    |                    |                    |                    |                    |
| Deportivo Binacional                                                              | 3 - 1                           | San Jacinto                     | Melgar                          | Arequipa                        | 17 de agosto                    |                                 |                                 |                                 |                                 |                                 |                                 |                    |                    |                    |                    |                    |                    |                    |                    |                    |                    |                    |                    |                    |                    |                    |                    |                    |                    |                    |                    |                    |                    |                    |                    |                    |                    |                    |                    |
| Juventus Corazón                                                                  | 0 - 3                           | La Colina                       | Almirante Miguel Grau           | El Pedregal                     | 17 de agosto                    |                                 |                                 |                                 |                                 |                                 |                                 |                    |                    |                    |                    |                    |                    |                    |                    |                    |                    |                    |                    |                    |                    |                    |                    |                    |                    |                    |                    |                    |                    |                    |                    |                    |                    |                    |                    |
| San Jacinto                                                                       | No se jugó                      | Juventus Corazón                | 9 de Noviembre                  | Camaná                          | 21 de agosto                    |                                 |                                 |                                 |                                 |                                 |                                 |                    |                    |                    |                    |                    |                    |                    |                    |                    |                    |                    |                    |                    |                    |                    |                    |                    |                    |                    |                    |                    |                    |                    |                    |                    |                    |                    |                    |
| La Colina                                                                         | 0 - 0                           | Deportivo Binacional            | Almirante Miguel Grau           | El Pedregal                     | 21 de agosto                    |                                 |                                 |                                 |                                 |                                 |                                 |                    |                    |                    |                    |                    |                    |                    |                    |                    |                    |                    |                    |                    |                    |                    |                    |                    |                    |                    |                    |                    |                    |                    |                    |                    |                    |                    |                    |
| Clasifican a la Nacional: La Colina (Campeón) y Deportivo Binacional (Subcampeón) |                                 |                                 |                                 |                                 |                                 |                                 |                                 |                                 |                                 |                                 |                                 |                    |                    |                    |                    |                    |                    |                    |                    |                    |                    |                    |                    |                    |                    |                    |                    |                    |                    |                    |                    |                    |                    |                    |                    |                    |                    |                    |                    |

| Etapa Departamental de Ayacucho                              | Etapa Departamental de Ayacucho | Etapa Departamental de Ayacucho | Etapa Departamental de Ayacucho | Etapa Departamental de Ayacucho | Etapa Departamental de Ayacucho | Etapa Departamental de Ayacucho | Etapa Departamental de Ayacucho | Etapa Departamental de Ayacucho | Etapa Departamental de Ayacucho | Etapa Departamental de Ayacucho | Etapa Departamental de Ayacucho |                  |                  |                  |                  |                  |                  |                  |                  |                  |                  |                  |                  |                  |                  |                  |                  |                  |                  |                  |                  |                  |                  |                  |                  |                  |                  |                  |                  |
| Local                                                        | Resultado                       | Visitante                       | Estadio                         | Ciudad                          | Fecha                           |                                 |                                 |                                 |                                 |                                 |                                 |                  |                  |                  |                  |                  |                  |                  |                  |                  |                  |                  |                  |                  |                  |                  |                  |                  |                  |                  |                  |                  |                  |                  |                  |                  |                  |                  |                  |
| Semifinales: Ida                                             | Semifinales: Ida                | Semifinales: Ida                | Semifinales: Ida                | Semifinales: Ida                | Semifinales: Ida                | Semifinales: Ida                | Semifinales: Ida                | Semifinales: Ida                | Semifinales: Ida                | Semifinales: Ida                | Semifinales: Ida                | Semifinales: Ida | Semifinales: Ida | Semifinales: Ida | Semifinales: Ida | Semifinales: Ida | Semifinales: Ida | Semifinales: Ida | Semifinales: Ida | Semifinales: Ida | Semifinales: Ida | Semifinales: Ida | Semifinales: Ida | Semifinales: Ida | Semifinales: Ida | Semifinales: Ida | Semifinales: Ida | Semifinales: Ida | Semifinales: Ida | Semifinales: Ida | Semifinales: Ida | Semifinales: Ida | Semifinales: Ida | Semifinales: Ida | Semifinales: Ida | Semifinales: Ida | Semifinales: Ida | Semifinales: Ida | Semifinales: Ida |
| ------------------------------------------------------------ | ------------------------------- | ------------------------------- | ------------------------------- | ------------------------------- | ------------------------------- | ------------------------------- | ------------------------------- | ------------------------------- | ------------------------------- | ------------------------------- | ------------------------------- | ---------------- | ---------------- | ---------------- | ---------------- | ---------------- | ---------------- | ---------------- | ---------------- | ---------------- | ---------------- | ---------------- | ---------------- | ---------------- | ---------------- | ---------------- | ---------------- | ---------------- | ---------------- | ---------------- | ---------------- | ---------------- | ---------------- | ---------------- | ---------------- | ---------------- | ---------------- | ---------------- | ---------------- |
| Roca Deportes                                                | 1 - 1                           | Sport Huanta                    | Ciudad de Cumaná                | Ayacucho                        | 7 de agosto                     |                                 |                                 |                                 |                                 |                                 |                                 |                  |                  |                  |                  |                  |                  |                  |                  |                  |                  |                  |                  |                  |                  |                  |                  |                  |                  |                  |                  |                  |                  |                  |                  |                  |                  |                  |                  |
| Deportivo Municipal                                          | 5 - 1                           | Sport Real Productores          | Municipal de Pichari            | Pichari                         | 7 de agosto                     |                                 |                                 |                                 |                                 |                                 |                                 |                  |                  |                  |                  |                  |                  |                  |                  |                  |                  |                  |                  |                  |                  |                  |                  |                  |                  |                  |                  |                  |                  |                  |                  |                  |                  |                  |                  |
| Semifinales: Vuelta                                          |                                 |                                 |                                 |                                 |                                 |                                 |                                 |                                 |                                 |                                 |                                 |                  |                  |                  |                  |                  |                  |                  |                  |                  |                  |                  |                  |                  |                  |                  |                  |                  |                  |                  |                  |                  |                  |                  |                  |                  |                  |                  |                  |
| Sport Huanta                                                 | 1(4) - 1(2)                     | Roca Deportes                   | Eloy Molina Robles              | Huanta                          | 14 de agosto                    |                                 |                                 |                                 |                                 |                                 |                                 |                  |                  |                  |                  |                  |                  |                  |                  |                  |                  |                  |                  |                  |                  |                  |                  |                  |                  |                  |                  |                  |                  |                  |                  |                  |                  |                  |                  |
| Sport Real Productores                                       | 4 - 1                           | Deportivo Municipal             | Municipal de Vischongo          | Vischongo                       | 14 de agosto                    |                                 |                                 |                                 |                                 |                                 |                                 |                  |                  |                  |                  |                  |                  |                  |                  |                  |                  |                  |                  |                  |                  |                  |                  |                  |                  |                  |                  |                  |                  |                  |                  |                  |                  |                  |                  |
| Final Departamental                                          |                                 |                                 |                                 |                                 |                                 |                                 |                                 |                                 |                                 |                                 |                                 |                  |                  |                  |                  |                  |                  |                  |                  |                  |                  |                  |                  |                  |                  |                  |                  |                  |                  |                  |                  |                  |                  |                  |                  |                  |                  |                  |                  |
| Sport Huanta                                                 | ---                             | Deportivo Municipal             | Eloy Molina Robles              | Huanta                          | 21 de agosto                    |                                 |                                 |                                 |                                 |                                 |                                 |                  |                  |                  |                  |                  |                  |                  |                  |                  |                  |                  |                  |                  |                  |                  |                  |                  |                  |                  |                  |                  |                  |                  |                  |                  |                  |                  |                  |
| Clasifican a la Nacional: Sport Huanta y Deportivo Municipal |                                 |                                 |                                 |                                 |                                 |                                 |                                 |                                 |                                 |                                 |                                 |                  |                  |                  |                  |                  |                  |                  |                  |                  |                  |                  |                  |                  |                  |                  |                  |                  |                  |                  |                  |                  |                  |                  |                  |                  |                  |                  |                  |

| Etapa Departamental de Cajamarca | Etapa Departamental de Cajamarca | Etapa Departamental de Cajamarca            | Etapa Departamental de Cajamarca | Etapa Departamental de Cajamarca | Etapa Departamental de Cajamarca | Etapa Departamental de Cajamarca | Etapa Departamental de Cajamarca | Etapa Departamental de Cajamarca | Etapa Departamental de Cajamarca | Etapa Departamental de Cajamarca | Etapa Departamental de Cajamarca |                  |                  |                  |                  |                  |                  |                  |                  |                  |                  |                  |                  |                  |                  |                  |                  |                  |                  |                  |                  |                  |                  |                  |                  |                  |                  |                  |                  |
| Local | Resultado                        | Visitante                                   | Estadio                          | Ciudad                           | Fecha                            |                                  |                                  |                                  |                                  |                                  |                                  |                  |                  |                  |                  |                  |                  |                  |                  |                  |                  |                  |                  |                  |                  |                  |                  |                  |                  |                  |                  |                  |                  |                  |                  |                  |                  |                  |                  |
| Semifinales: Ida | Semifinales: Ida                 | Semifinales: Ida                            | Semifinales: Ida                 | Semifinales: Ida                 | Semifinales: Ida                 | Semifinales: Ida                 | Semifinales: Ida                 | Semifinales: Ida                 | Semifinales: Ida                 | Semifinales: Ida                 | Semifinales: Ida                 | Semifinales: Ida | Semifinales: Ida | Semifinales: Ida | Semifinales: Ida | Semifinales: Ida | Semifinales: Ida | Semifinales: Ida | Semifinales: Ida | Semifinales: Ida | Semifinales: Ida | Semifinales: Ida | Semifinales: Ida | Semifinales: Ida | Semifinales: Ida | Semifinales: Ida | Semifinales: Ida | Semifinales: Ida | Semifinales: Ida | Semifinales: Ida | Semifinales: Ida | Semifinales: Ida | Semifinales: Ida | Semifinales: Ida | Semifinales: Ida | Semifinales: Ida | Semifinales: Ida | Semifinales: Ida | Semifinales: Ida |
| --- | -------------------------------- | ------------------------------------------- | -------------------------------- | -------------------------------- | -------------------------------- | -------------------------------- | -------------------------------- | -------------------------------- | -------------------------------- | -------------------------------- | -------------------------------- | ---------------- | ---------------- | ---------------- | ---------------- | ---------------- | ---------------- | ---------------- | ---------------- | ---------------- | ---------------- | ---------------- | ---------------- | ---------------- | ---------------- | ---------------- | ---------------- | ---------------- | ---------------- | ---------------- | ---------------- | ---------------- | ---------------- | ---------------- | ---------------- | ---------------- | ---------------- | ---------------- | ---------------- |
| Deportivo Coopac Nuestra Señora del Rosario | 4 - 0                            | Municipal de Gregorio Pita                  | Germán Contreras Jara            | Cajabamba                        | 13 de agosto                     |                                  |                                  |                                  |                                  |                                  |                                  |                  |                  |                  |                  |                  |                  |                  |                  |                  |                  |                  |                  |                  |                  |                  |                  |                  |                  |                  |                  |                  |                  |                  |                  |                  |                  |                  |                  |
| Santa Ana | 1 - 0                            | Deportivo Hualgayoc                         | Germán Contreras Jara            | Cajabamba                        | 14 de agosto                     |                                  |                                  |                                  |                                  |                                  |                                  |                  |                  |                  |                  |                  |                  |                  |                  |                  |                  |                  |                  |                  |                  |                  |                  |                  |                  |                  |                  |                  |                  |                  |                  |                  |                  |                  |                  |
| Semifinales: Vuelta |                                  |                                             |                                  |                                  |                                  |                                  |                                  |                                  |                                  |                                  |                                  |                  |                  |                  |                  |                  |                  |                  |                  |                  |                  |                  |                  |                  |                  |                  |                  |                  |                  |                  |                  |                  |                  |                  |                  |                  |                  |                  |                  |
| Municipal de Gregorio Pita | 1 - 1                            | Deportivo Coopac Nuestra Señora del Rosario | Municipal de San Marcos          | San Marcos                       | 17 de agosto                     |                                  |                                  |                                  |                                  |                                  |                                  |                  |                  |                  |                  |                  |                  |                  |                  |                  |                  |                  |                  |                  |                  |                  |                  |                  |                  |                  |                  |                  |                  |                  |                  |                  |                  |                  |                  |
| Deportivo Hualgayoc | 3 - 0                            | Santa Ana                                   | José Gálvez Egúsquiza            | Hualgayoc                        | 17 de agosto                     |                                  |                                  |                                  |                                  |                                  |                                  |                  |                  |                  |                  |                  |                  |                  |                  |                  |                  |                  |                  |                  |                  |                  |                  |                  |                  |                  |                  |                  |                  |                  |                  |                  |                  |                  |                  |
| Definición Extra (*) |                                  |                                             |                                  |                                  |                                  |                                  |                                  |                                  |                                  |                                  |                                  |                  |                  |                  |                  |                  |                  |                  |                  |                  |                  |                  |                  |                  |                  |                  |                  |                  |                  |                  |                  |                  |                  |                  |                  |                  |                  |                  |                  |
| San Nicolás | ---                              | Municipal de Gregorio Pita                  | Héroes de San Ramón              | Cajamarca                        | 28 de agosto                     |                                  |                                  |                                  |                                  |                                  |                                  |                  |                  |                  |                  |                  |                  |                  |                  |                  |                  |                  |                  |                  |                  |                  |                  |                  |                  |                  |                  |                  |                  |                  |                  |                  |                  |                  |                  |
| Clasifican a la Nacional: Deportivo Hualgayoc (Campeón) y Coopac Nuestra Señora del Rosario (Subcampeón) (*) La CJ-FPF declaró fundado el reclamo de San Nicolás en contra de Deportivo Coopac NSR debido a la inscripción de un jugador fuera del plazo establecido. Eliminándolo y Obligando a la necesidad de jugar un partido extra para definir al campeón entre San Nicolás y Municipal de San Marcos. Tras la revisión del caso fue readmitido el Deportivo Coopac NSR. |                                  |                                             |                                  |                                  |                                  |                                  |                                  |                                  |                                  |                                  |                                  |                  |                  |                  |                  |                  |                  |                  |                  |                  |                  |                  |                  |                  |                  |                  |                  |                  |                  |                  |                  |                  |                  |                  |                  |                  |                  |                  |                  |

| Etapa Departamental de Cusco | Etapa Departamental de Cusco | Etapa Departamental de Cusco | Etapa Departamental de Cusco | Etapa Departamental de Cusco | Etapa Departamental de Cusco | Etapa Departamental de Cusco | Etapa Departamental de Cusco | Etapa Departamental de Cusco | Etapa Departamental de Cusco | Etapa Departamental de Cusco | Etapa Departamental de Cusco |                  |                  |                  |                  |                  |                  |                  |                  |                  |                  |                  |                  |                  |                  |                  |                  |                  |                  |                  |                  |                  |                  |                  |                  |                  |                  |                  |                  |
| Local | Resultado                    | Visitante                    | Estadio                      | Ciudad                       | Fecha                        |                              |                              |                              |                              |                              |                              |                  |                  |                  |                  |                  |                  |                  |                  |                  |                  |                  |                  |                  |                  |                  |                  |                  |                  |                  |                  |                  |                  |                  |                  |                  |                  |                  |                  |
| Semifinales: Ida | Semifinales: Ida             | Semifinales: Ida             | Semifinales: Ida             | Semifinales: Ida             | Semifinales: Ida             | Semifinales: Ida             | Semifinales: Ida             | Semifinales: Ida             | Semifinales: Ida             | Semifinales: Ida             | Semifinales: Ida             | Semifinales: Ida | Semifinales: Ida | Semifinales: Ida | Semifinales: Ida | Semifinales: Ida | Semifinales: Ida | Semifinales: Ida | Semifinales: Ida | Semifinales: Ida | Semifinales: Ida | Semifinales: Ida | Semifinales: Ida | Semifinales: Ida | Semifinales: Ida | Semifinales: Ida | Semifinales: Ida | Semifinales: Ida | Semifinales: Ida | Semifinales: Ida | Semifinales: Ida | Semifinales: Ida | Semifinales: Ida | Semifinales: Ida | Semifinales: Ida | Semifinales: Ida | Semifinales: Ida | Semifinales: Ida | Semifinales: Ida |
| --- | ---------------------------- | ---------------------------- | ---------------------------- | ---------------------------- | ---------------------------- | ---------------------------- | ---------------------------- | ---------------------------- | ---------------------------- | ---------------------------- | ---------------------------- | ---------------- | ---------------- | ---------------- | ---------------- | ---------------- | ---------------- | ---------------- | ---------------- | ---------------- | ---------------- | ---------------- | ---------------- | ---------------- | ---------------- | ---------------- | ---------------- | ---------------- | ---------------- | ---------------- | ---------------- | ---------------- | ---------------- | ---------------- | ---------------- | ---------------- | ---------------- | ---------------- | ---------------- |
| Juventus Mollepata | 1 - 1                        | Unión Alto Huarca            | Alberto Díaz                 | Izcuchaca                    | 7 de agosto                  |                              |                              |                              |                              |                              |                              |                  |                  |                  |                  |                  |                  |                  |                  |                  |                  |                  |                  |                  |                  |                  |                  |                  |                  |                  |                  |                  |                  |                  |                  |                  |                  |                  |                  |
| Deportivo Garcilaso | 1 - 2                        | Defensor Yanatile            | Inca Garcilaso               | Cusco                        | 7 de agosto                  |                              |                              |                              |                              |                              |                              |                  |                  |                  |                  |                  |                  |                  |                  |                  |                  |                  |                  |                  |                  |                  |                  |                  |                  |                  |                  |                  |                  |                  |                  |                  |                  |                  |                  |
| Semifinales: Vuelta |                              |                              |                              |                              |                              |                              |                              |                              |                              |                              |                              |                  |                  |                  |                  |                  |                  |                  |                  |                  |                  |                  |                  |                  |                  |                  |                  |                  |                  |                  |                  |                  |                  |                  |                  |                  |                  |                  |                  |
| Defensor Yanatile | 3 - 4                        | Deportivo Garcilaso          | Tomás E. Payne               | Calca                        | 14 de agosto                 |                              |                              |                              |                              |                              |                              |                  |                  |                  |                  |                  |                  |                  |                  |                  |                  |                  |                  |                  |                  |                  |                  |                  |                  |                  |                  |                  |                  |                  |                  |                  |                  |                  |                  |
| Unión Alto Huarca | 2 - 2                        | Juventus Mollepata           | Municipal de Espinar         | Yauri                        | 14 de agosto                 |                              |                              |                              |                              |                              |                              |                  |                  |                  |                  |                  |                  |                  |                  |                  |                  |                  |                  |                  |                  |                  |                  |                  |                  |                  |                  |                  |                  |                  |                  |                  |                  |                  |                  |
| Final Departamental |                              |                              |                              |                              |                              |                              |                              |                              |                              |                              |                              |                  |                  |                  |                  |                  |                  |                  |                  |                  |                  |                  |                  |                  |                  |                  |                  |                  |                  |                  |                  |                  |                  |                  |                  |                  |                  |                  |                  |
| Deportivo Garcilaso | 1 - 0                        | Juventus Mollepata           | Inca Garcilaso               | Cusco                        | 21 de agosto                 |                              |                              |                              |                              |                              |                              |                  |                  |                  |                  |                  |                  |                  |                  |                  |                  |                  |                  |                  |                  |                  |                  |                  |                  |                  |                  |                  |                  |                  |                  |                  |                  |                  |                  |
| Clasifican a la Nacional: Deportivo Garcilaso (Campeón) y Juventus Mollepata (Subcampeón) (*) La CJ-FPF debido a la irregular participación de Deportivo Garcilaso al no comenzar desde la etapa distrital, tal como estipulaban las bases, determinó su eliminación. Tras la apelación presentada fue readmitido el Deportivo Garcilaso |                              |                              |                              |                              |                              |                              |                              |                              |                              |                              |                              |                  |                  |                  |                  |                  |                  |                  |                  |                  |                  |                  |                  |                  |                  |                  |                  |                  |                  |                  |                  |                  |                  |                  |                  |                  |                  |                  |                  |

| Etapa Departamental de Huancavelica                                      | Etapa Departamental de Huancavelica | Etapa Departamental de Huancavelica | Etapa Departamental de Huancavelica | Etapa Departamental de Huancavelica | Etapa Departamental de Huancavelica | Etapa Departamental de Huancavelica | Etapa Departamental de Huancavelica | Etapa Departamental de Huancavelica | Etapa Departamental de Huancavelica | Etapa Departamental de Huancavelica | Etapa Departamental de Huancavelica |                  |                  |                  |                  |                  |                  |                  |                  |                  |                  |                  |                  |                  |                  |                  |                  |                  |                  |                  |                  |                  |                  |                  |                  |                  |                  |                  |                  |
| Local                                                                    | Resultado                           | Visitante                           | Estadio                             | Ciudad                              | Fecha                               |                                     |                                     |                                     |                                     |                                     |                                     |                  |                  |                  |                  |                  |                  |                  |                  |                  |                  |                  |                  |                  |                  |                  |                  |                  |                  |                  |                  |                  |                  |                  |                  |                  |                  |                  |                  |
| Semifinales: Ida                                                         | Semifinales: Ida                    | Semifinales: Ida                    | Semifinales: Ida                    | Semifinales: Ida                    | Semifinales: Ida                    | Semifinales: Ida                    | Semifinales: Ida                    | Semifinales: Ida                    | Semifinales: Ida                    | Semifinales: Ida                    | Semifinales: Ida                    | Semifinales: Ida | Semifinales: Ida | Semifinales: Ida | Semifinales: Ida | Semifinales: Ida | Semifinales: Ida | Semifinales: Ida | Semifinales: Ida | Semifinales: Ida | Semifinales: Ida | Semifinales: Ida | Semifinales: Ida | Semifinales: Ida | Semifinales: Ida | Semifinales: Ida | Semifinales: Ida | Semifinales: Ida | Semifinales: Ida | Semifinales: Ida | Semifinales: Ida | Semifinales: Ida | Semifinales: Ida | Semifinales: Ida | Semifinales: Ida | Semifinales: Ida | Semifinales: Ida | Semifinales: Ida | Semifinales: Ida |
| ------------------------------------------------------------------------ | ----------------------------------- | ----------------------------------- | ----------------------------------- | ----------------------------------- | ----------------------------------- | ----------------------------------- | ----------------------------------- | ----------------------------------- | ----------------------------------- | ----------------------------------- | ----------------------------------- | ---------------- | ---------------- | ---------------- | ---------------- | ---------------- | ---------------- | ---------------- | ---------------- | ---------------- | ---------------- | ---------------- | ---------------- | ---------------- | ---------------- | ---------------- | ---------------- | ---------------- | ---------------- | ---------------- | ---------------- | ---------------- | ---------------- | ---------------- | ---------------- | ---------------- | ---------------- | ---------------- | ---------------- |
| Cultural Bolognesi                                                       | 1 - 1                               | San Juan de Pilpichaca              | IPD                                 | Huancavelica                        | 7 de agosto                         |                                     |                                     |                                     |                                     |                                     |                                     |                  |                  |                  |                  |                  |                  |                  |                  |                  |                  |                  |                  |                  |                  |                  |                  |                  |                  |                  |                  |                  |                  |                  |                  |                  |                  |                  |                  |
| Laureles de Esmeralda                                                    | 1 - 6                               | Unión Deportivo Ascensión           | Municipal de Castrovirreyna         | Castrovirreyna                      | 7 de agosto                         |                                     |                                     |                                     |                                     |                                     |                                     |                  |                  |                  |                  |                  |                  |                  |                  |                  |                  |                  |                  |                  |                  |                  |                  |                  |                  |                  |                  |                  |                  |                  |                  |                  |                  |                  |                  |
| Semifinales: Vuelta                                                      |                                     |                                     |                                     |                                     |                                     |                                     |                                     |                                     |                                     |                                     |                                     |                  |                  |                  |                  |                  |                  |                  |                  |                  |                  |                  |                  |                  |                  |                  |                  |                  |                  |                  |                  |                  |                  |                  |                  |                  |                  |                  |                  |
| San Juan de Pilpichaca                                                   | 1 - 2                               | Cultural Bolognesi                  | Municipal de Huaytará               | Huaytará                            | 14 de agosto                        |                                     |                                     |                                     |                                     |                                     |                                     |                  |                  |                  |                  |                  |                  |                  |                  |                  |                  |                  |                  |                  |                  |                  |                  |                  |                  |                  |                  |                  |                  |                  |                  |                  |                  |                  |                  |
| Unión Deportivo Ascensión                                                | 5 - 0                               | Laureles de Esmeralda               | IPD                                 | Huancavelica                        | 14 de agosto                        |                                     |                                     |                                     |                                     |                                     |                                     |                  |                  |                  |                  |                  |                  |                  |                  |                  |                  |                  |                  |                  |                  |                  |                  |                  |                  |                  |                  |                  |                  |                  |                  |                  |                  |                  |                  |
| Final Departamental                                                      |                                     |                                     |                                     |                                     |                                     |                                     |                                     |                                     |                                     |                                     |                                     |                  |                  |                  |                  |                  |                  |                  |                  |                  |                  |                  |                  |                  |                  |                  |                  |                  |                  |                  |                  |                  |                  |                  |                  |                  |                  |                  |                  |
| Unión Deportivo Ascensión                                                | 2 - 0                               | Cultural Bolognesi                  | IPD                                 | Huancavelica                        | 21 de agosto                        |                                     |                                     |                                     |                                     |                                     |                                     |                  |                  |                  |                  |                  |                  |                  |                  |                  |                  |                  |                  |                  |                  |                  |                  |                  |                  |                  |                  |                  |                  |                  |                  |                  |                  |                  |                  |
| Clasifican a la Nacional: Unión Deportivo Ascensión y Cultural Bolognesi |                                     |                                     |                                     |                                     |                                     |                                     |                                     |                                     |                                     |                                     |                                     |                  |                  |                  |                  |                  |                  |                  |                  |                  |                  |                  |                  |                  |                  |                  |                  |                  |                  |                  |                  |                  |                  |                  |                  |                  |                  |                  |                  |

| Etapa Departamental de Huánuco                                                      | Etapa Departamental de Huánuco | Etapa Departamental de Huánuco | Etapa Departamental de Huánuco  | Etapa Departamental de Huánuco | Etapa Departamental de Huánuco | Etapa Departamental de Huánuco | Etapa Departamental de Huánuco | Etapa Departamental de Huánuco | Etapa Departamental de Huánuco | Etapa Departamental de Huánuco | Etapa Departamental de Huánuco |                  |                  |                  |                  |                  |                  |                  |                  |                  |                  |                  |                  |                  |                  |                  |                  |                  |                  |                  |                  |                  |                  |                  |                  |                  |                  |                  |                  |
| Local                                                                               | Resultado                      | Visitante                      | Estadio                         | Ciudad                         | Fecha                          |                                |                                |                                |                                |                                |                                |                  |                  |                  |                  |                  |                  |                  |                  |                  |                  |                  |                  |                  |                  |                  |                  |                  |                  |                  |                  |                  |                  |                  |                  |                  |                  |                  |                  |
| Semifinales: Ida                                                                    | Semifinales: Ida               | Semifinales: Ida               | Semifinales: Ida                | Semifinales: Ida               | Semifinales: Ida               | Semifinales: Ida               | Semifinales: Ida               | Semifinales: Ida               | Semifinales: Ida               | Semifinales: Ida               | Semifinales: Ida               | Semifinales: Ida | Semifinales: Ida | Semifinales: Ida | Semifinales: Ida | Semifinales: Ida | Semifinales: Ida | Semifinales: Ida | Semifinales: Ida | Semifinales: Ida | Semifinales: Ida | Semifinales: Ida | Semifinales: Ida | Semifinales: Ida | Semifinales: Ida | Semifinales: Ida | Semifinales: Ida | Semifinales: Ida | Semifinales: Ida | Semifinales: Ida | Semifinales: Ida | Semifinales: Ida | Semifinales: Ida | Semifinales: Ida | Semifinales: Ida | Semifinales: Ida | Semifinales: Ida | Semifinales: Ida | Semifinales: Ida |
| ----------------------------------------------------------------------------------- | ------------------------------ | ------------------------------ | ------------------------------- | ------------------------------ | ------------------------------ | ------------------------------ | ------------------------------ | ------------------------------ | ------------------------------ | ------------------------------ | ------------------------------ | ---------------- | ---------------- | ---------------- | ---------------- | ---------------- | ---------------- | ---------------- | ---------------- | ---------------- | ---------------- | ---------------- | ---------------- | ---------------- | ---------------- | ---------------- | ---------------- | ---------------- | ---------------- | ---------------- | ---------------- | ---------------- | ---------------- | ---------------- | ---------------- | ---------------- | ---------------- | ---------------- | ---------------- |
| Dos de Enero                                                                        | 1 - 1                          | Cultural Tarapacá              | Municipal de Acomayo            | Acomayo                        | 31 de julio                    |                                |                                |                                |                                |                                |                                |                  |                  |                  |                  |                  |                  |                  |                  |                  |                  |                  |                  |                  |                  |                  |                  |                  |                  |                  |                  |                  |                  |                  |                  |                  |                  |                  |                  |
| Santo Domingo de Guzmán                                                             | 1 - 0                          | Mariano Santos                 | Municipal de Uchiza             | Uchiza                         | 3 de agosto                    |                                |                                |                                |                                |                                |                                |                  |                  |                  |                  |                  |                  |                  |                  |                  |                  |                  |                  |                  |                  |                  |                  |                  |                  |                  |                  |                  |                  |                  |                  |                  |                  |                  |                  |
| Semifinales: Vuelta                                                                 |                                |                                |                                 |                                |                                |                                |                                |                                |                                |                                |                                |                  |                  |                  |                  |                  |                  |                  |                  |                  |                  |                  |                  |                  |                  |                  |                  |                  |                  |                  |                  |                  |                  |                  |                  |                  |                  |                  |                  |
| Cultural Tarapacá                                                                   | 4 - 0                          | Dos de Enero                   | Heraclio Tapia                  | Huánuco                        | 6 de agosto                    |                                |                                |                                |                                |                                |                                |                  |                  |                  |                  |                  |                  |                  |                  |                  |                  |                  |                  |                  |                  |                  |                  |                  |                  |                  |                  |                  |                  |                  |                  |                  |                  |                  |                  |
| Mariano Santos                                                                      | 4(3) - 3(2)                    | Santo Domingo de Guzmán        | U. Nacional Agraria de la Selva | Tingo María                    | 7 de agosto                    |                                |                                |                                |                                |                                |                                |                  |                  |                  |                  |                  |                  |                  |                  |                  |                  |                  |                  |                  |                  |                  |                  |                  |                  |                  |                  |                  |                  |                  |                  |                  |                  |                  |                  |
| Final Departamental: Ida                                                            |                                |                                |                                 |                                |                                |                                |                                |                                |                                |                                |                                |                  |                  |                  |                  |                  |                  |                  |                  |                  |                  |                  |                  |                  |                  |                  |                  |                  |                  |                  |                  |                  |                  |                  |                  |                  |                  |                  |                  |
| Mariano Santos                                                                      | 0 - 0                          | Cultural Tarapacá              | Municipal de Aucayacu           | Aucayacu                       | 14 de agosto                   |                                |                                |                                |                                |                                |                                |                  |                  |                  |                  |                  |                  |                  |                  |                  |                  |                  |                  |                  |                  |                  |                  |                  |                  |                  |                  |                  |                  |                  |                  |                  |                  |                  |                  |
| Final Departamental: Vuelta                                                         |                                |                                |                                 |                                |                                |                                |                                |                                |                                |                                |                                |                  |                  |                  |                  |                  |                  |                  |                  |                  |                  |                  |                  |                  |                  |                  |                  |                  |                  |                  |                  |                  |                  |                  |                  |                  |                  |                  |                  |
| Cultural Tarapacá                                                                   | 0 - 1                          | Mariano Santos                 | Heraclio Tapia                  | Huánuco                        | 21 de agosto                   |                                |                                |                                |                                |                                |                                |                  |                  |                  |                  |                  |                  |                  |                  |                  |                  |                  |                  |                  |                  |                  |                  |                  |                  |                  |                  |                  |                  |                  |                  |                  |                  |                  |                  |
| Clasifican a la Nacional: Mariano Santos (Campeón) y Cultural Tarapacá (Subcampeón) |                                |                                |                                 |                                |                                |                                |                                |                                |                                |                                |                                |                  |                  |                  |                  |                  |                  |                  |                  |                  |                  |                  |                  |                  |                  |                  |                  |                  |                  |                  |                  |                  |                  |                  |                  |                  |                  |                  |                  |

| Etapa Departamental de Ica                                                          | Etapa Departamental de Ica | Etapa Departamental de Ica | Etapa Departamental de Ica | Etapa Departamental de Ica | Etapa Departamental de Ica | Etapa Departamental de Ica | Etapa Departamental de Ica | Etapa Departamental de Ica | Etapa Departamental de Ica | Etapa Departamental de Ica | Etapa Departamental de Ica |                  |                  |                  |                  |                  |                  |                  |                  |                  |                  |                  |                  |                  |                  |                  |                  |                  |                  |                  |                  |                  |                  |                  |                  |                  |                  |                  |                  |
| Local                                                                               | Resultado                  | Visitante                  | Estadio                    | Ciudad                     | Fecha                      |                            |                            |                            |                            |                            |                            |                  |                  |                  |                  |                  |                  |                  |                  |                  |                  |                  |                  |                  |                  |                  |                  |                  |                  |                  |                  |                  |                  |                  |                  |                  |                  |                  |                  |
| Semifinales: Ida                                                                    | Semifinales: Ida           | Semifinales: Ida           | Semifinales: Ida           | Semifinales: Ida           | Semifinales: Ida           | Semifinales: Ida           | Semifinales: Ida           | Semifinales: Ida           | Semifinales: Ida           | Semifinales: Ida           | Semifinales: Ida           | Semifinales: Ida | Semifinales: Ida | Semifinales: Ida | Semifinales: Ida | Semifinales: Ida | Semifinales: Ida | Semifinales: Ida | Semifinales: Ida | Semifinales: Ida | Semifinales: Ida | Semifinales: Ida | Semifinales: Ida | Semifinales: Ida | Semifinales: Ida | Semifinales: Ida | Semifinales: Ida | Semifinales: Ida | Semifinales: Ida | Semifinales: Ida | Semifinales: Ida | Semifinales: Ida | Semifinales: Ida | Semifinales: Ida | Semifinales: Ida | Semifinales: Ida | Semifinales: Ida | Semifinales: Ida | Semifinales: Ida |
| ----------------------------------------------------------------------------------- | -------------------------- | -------------------------- | -------------------------- | -------------------------- | -------------------------- | -------------------------- | -------------------------- | -------------------------- | -------------------------- | -------------------------- | -------------------------- | ---------------- | ---------------- | ---------------- | ---------------- | ---------------- | ---------------- | ---------------- | ---------------- | ---------------- | ---------------- | ---------------- | ---------------- | ---------------- | ---------------- | ---------------- | ---------------- | ---------------- | ---------------- | ---------------- | ---------------- | ---------------- | ---------------- | ---------------- | ---------------- | ---------------- | ---------------- | ---------------- | ---------------- |
| Carlos Orellana                                                                     | 1 - 0                      | Parada de los Amigos       | José Picasso Peratta       | Ica                        | 7 de agosto                |                            |                            |                            |                            |                            |                            |                  |                  |                  |                  |                  |                  |                  |                  |                  |                  |                  |                  |                  |                  |                  |                  |                  |                  |                  |                  |                  |                  |                  |                  |                  |                  |                  |                  |
| Francisco Oropeza                                                                   | 0 - 0                      | Octavio Espinoza           | Estadio Municipal de Nasca | Nasca                      | 7 de agosto                |                            |                            |                            |                            |                            |                            |                  |                  |                  |                  |                  |                  |                  |                  |                  |                  |                  |                  |                  |                  |                  |                  |                  |                  |                  |                  |                  |                  |                  |                  |                  |                  |                  |                  |
| Semifinales: Vuelta                                                                 |                            |                            |                            |                            |                            |                            |                            |                            |                            |                            |                            |                  |                  |                  |                  |                  |                  |                  |                  |                  |                  |                  |                  |                  |                  |                  |                  |                  |                  |                  |                  |                  |                  |                  |                  |                  |                  |                  |                  |
| Octavio Espinoza                                                                    | 2 - 1                      | Francisco Oropeza          | José Picasso Peratta       | Ica                        | 13 de agosto               |                            |                            |                            |                            |                            |                            |                  |                  |                  |                  |                  |                  |                  |                  |                  |                  |                  |                  |                  |                  |                  |                  |                  |                  |                  |                  |                  |                  |                  |                  |                  |                  |                  |                  |
| Parada de los Amigos                                                                | 1 - 1                      | Carlos Orellana            | Municipal de Grocio Prado  | San Pedro de Chincha       | 14 de agosto               |                            |                            |                            |                            |                            |                            |                  |                  |                  |                  |                  |                  |                  |                  |                  |                  |                  |                  |                  |                  |                  |                  |                  |                  |                  |                  |                  |                  |                  |                  |                  |                  |                  |                  |
| Final Departamental                                                                 |                            |                            |                            |                            |                            |                            |                            |                            |                            |                            |                            |                  |                  |                  |                  |                  |                  |                  |                  |                  |                  |                  |                  |                  |                  |                  |                  |                  |                  |                  |                  |                  |                  |                  |                  |                  |                  |                  |                  |
| Octavio Espinoza                                                                    | 1(2) - 1(3)                | Carlos Orellana            | José Picasso Peratta       | Ica                        | 20 de agosto               |                            |                            |                            |                            |                            |                            |                  |                  |                  |                  |                  |                  |                  |                  |                  |                  |                  |                  |                  |                  |                  |                  |                  |                  |                  |                  |                  |                  |                  |                  |                  |                  |                  |                  |
| Clasifican a la Nacional: Carlos Orellana (Campeón) y Octavio Espinoza (Subcampeón) |                            |                            |                            |                            |                            |                            |                            |                            |                            |                            |                            |                  |                  |                  |                  |                  |                  |                  |                  |                  |                  |                  |                  |                  |                  |                  |                  |                  |                  |                  |                  |                  |                  |                  |                  |                  |                  |                  |                  |

| Etapa Departamental de Junín                                                 | Etapa Departamental de Junín | Etapa Departamental de Junín | Etapa Departamental de Junín | Etapa Departamental de Junín | Etapa Departamental de Junín | Etapa Departamental de Junín | Etapa Departamental de Junín | Etapa Departamental de Junín | Etapa Departamental de Junín | Etapa Departamental de Junín | Etapa Departamental de Junín |                    |                    |                    |                    |                    |                    |                    |                    |                    |                    |                    |                    |                    |                    |                    |                    |                    |                    |                    |                    |                    |                    |                    |                    |                    |                    |                    |                    |
| Local                                                                        | Resultado                    | Visitante                    | Estadio                      | Ciudad                       | Fecha                        |                              |                              |                              |                              |                              |                              |                    |                    |                    |                    |                    |                    |                    |                    |                    |                    |                    |                    |                    |                    |                    |                    |                    |                    |                    |                    |                    |                    |                    |                    |                    |                    |                    |                    |
| Cuadrangular Final                                                           | Cuadrangular Final           | Cuadrangular Final           | Cuadrangular Final           | Cuadrangular Final           | Cuadrangular Final           | Cuadrangular Final           | Cuadrangular Final           | Cuadrangular Final           | Cuadrangular Final           | Cuadrangular Final           | Cuadrangular Final           | Cuadrangular Final | Cuadrangular Final | Cuadrangular Final | Cuadrangular Final | Cuadrangular Final | Cuadrangular Final | Cuadrangular Final | Cuadrangular Final | Cuadrangular Final | Cuadrangular Final | Cuadrangular Final | Cuadrangular Final | Cuadrangular Final | Cuadrangular Final | Cuadrangular Final | Cuadrangular Final | Cuadrangular Final | Cuadrangular Final | Cuadrangular Final | Cuadrangular Final | Cuadrangular Final | Cuadrangular Final | Cuadrangular Final | Cuadrangular Final | Cuadrangular Final | Cuadrangular Final | Cuadrangular Final | Cuadrangular Final |
| ---------------------------------------------------------------------------- | ---------------------------- | ---------------------------- | ---------------------------- | ---------------------------- | ---------------------------- | ---------------------------- | ---------------------------- | ---------------------------- | ---------------------------- | ---------------------------- | ---------------------------- | ------------------ | ------------------ | ------------------ | ------------------ | ------------------ | ------------------ | ------------------ | ------------------ | ------------------ | ------------------ | ------------------ | ------------------ | ------------------ | ------------------ | ------------------ | ------------------ | ------------------ | ------------------ | ------------------ | ------------------ | ------------------ | ------------------ | ------------------ | ------------------ | ------------------ | ------------------ | ------------------ | ------------------ |
| Alipio Ponce                                                                 | 1 - 0                        | Asociación Deportiva Tarma   | Los Sinchis                  | Mazamari                     | 14 de agosto                 |                              |                              |                              |                              |                              |                              |                    |                    |                    |                    |                    |                    |                    |                    |                    |                    |                    |                    |                    |                    |                    |                    |                    |                    |                    |                    |                    |                    |                    |                    |                    |                    |                    |                    |
| Sport Águila                                                                 | 3 - 0                        | Social Pichanaki             | Huancayo                     | Huancayo                     | 14 de agosto                 |                              |                              |                              |                              |                              |                              |                    |                    |                    |                    |                    |                    |                    |                    |                    |                    |                    |                    |                    |                    |                    |                    |                    |                    |                    |                    |                    |                    |                    |                    |                    |                    |                    |                    |
| Asociación Deportiva Tarma                                                   | 0 - 3                        | Sport Águila                 | Unión Tarma                  | Tarma                        | 17 de agosto                 |                              |                              |                              |                              |                              |                              |                    |                    |                    |                    |                    |                    |                    |                    |                    |                    |                    |                    |                    |                    |                    |                    |                    |                    |                    |                    |                    |                    |                    |                    |                    |                    |                    |                    |
| Social Pichanaki                                                             | 1 - 0                        | Alipio Ponce                 | Municipal de Pichanaki       | Pichanaki                    | 17 de agosto                 |                              |                              |                              |                              |                              |                              |                    |                    |                    |                    |                    |                    |                    |                    |                    |                    |                    |                    |                    |                    |                    |                    |                    |                    |                    |                    |                    |                    |                    |                    |                    |                    |                    |                    |
| Social Pichanaki                                                             | 2 - 1                        | Asociación Deportiva Tarma   | Monumental de Jauja          | Jauja                        | 21 de agosto                 |                              |                              |                              |                              |                              |                              |                    |                    |                    |                    |                    |                    |                    |                    |                    |                    |                    |                    |                    |                    |                    |                    |                    |                    |                    |                    |                    |                    |                    |                    |                    |                    |                    |                    |
| Sport Águila                                                                 | 1 - 2                        | Alipio Ponce                 | Monumental de Jauja          | Jauja                        | 21 de agosto                 |                              |                              |                              |                              |                              |                              |                    |                    |                    |                    |                    |                    |                    |                    |                    |                    |                    |                    |                    |                    |                    |                    |                    |                    |                    |                    |                    |                    |                    |                    |                    |                    |                    |                    |
| Clasifican a la Nacional: Sport Águila (Campeón) y Alipio Ponce (Subcampeón) |                              |                              |                              |                              |                              |                              |                              |                              |                              |                              |                              |                    |                    |                    |                    |                    |                    |                    |                    |                    |                    |                    |                    |                    |                    |                    |                    |                    |                    |                    |                    |                    |                    |                    |                    |                    |                    |                    |                    |

| Etapa Departamental de La Libertad                                                    | Etapa Departamental de La Libertad | Etapa Departamental de La Libertad | Etapa Departamental de La Libertad | Etapa Departamental de La Libertad | Etapa Departamental de La Libertad | Etapa Departamental de La Libertad | Etapa Departamental de La Libertad | Etapa Departamental de La Libertad | Etapa Departamental de La Libertad | Etapa Departamental de La Libertad | Etapa Departamental de La Libertad |                    |                    |                    |                    |                    |                    |                    |                    |                    |                    |                    |                    |                    |                    |                    |                    |                    |                    |                    |                    |                    |                    |                    |                    |                    |                    |                    |                    |
| Local                                                                                 | Resultado                          | Visitante                          | Estadio                            | Ciudad                             | Fecha                              |                                    |                                    |                                    |                                    |                                    |                                    |                    |                    |                    |                    |                    |                    |                    |                    |                    |                    |                    |                    |                    |                    |                    |                    |                    |                    |                    |                    |                    |                    |                    |                    |                    |                    |                    |                    |
| Cuadrangular Final                                                                    | Cuadrangular Final                 | Cuadrangular Final                 | Cuadrangular Final                 | Cuadrangular Final                 | Cuadrangular Final                 | Cuadrangular Final                 | Cuadrangular Final                 | Cuadrangular Final                 | Cuadrangular Final                 | Cuadrangular Final                 | Cuadrangular Final                 | Cuadrangular Final | Cuadrangular Final | Cuadrangular Final | Cuadrangular Final | Cuadrangular Final | Cuadrangular Final | Cuadrangular Final | Cuadrangular Final | Cuadrangular Final | Cuadrangular Final | Cuadrangular Final | Cuadrangular Final | Cuadrangular Final | Cuadrangular Final | Cuadrangular Final | Cuadrangular Final | Cuadrangular Final | Cuadrangular Final | Cuadrangular Final | Cuadrangular Final | Cuadrangular Final | Cuadrangular Final | Cuadrangular Final | Cuadrangular Final | Cuadrangular Final | Cuadrangular Final | Cuadrangular Final | Cuadrangular Final |
| ------------------------------------------------------------------------------------- | ---------------------------------- | ---------------------------------- | ---------------------------------- | ---------------------------------- | ---------------------------------- | ---------------------------------- | ---------------------------------- | ---------------------------------- | ---------------------------------- | ---------------------------------- | ---------------------------------- | ------------------ | ------------------ | ------------------ | ------------------ | ------------------ | ------------------ | ------------------ | ------------------ | ------------------ | ------------------ | ------------------ | ------------------ | ------------------ | ------------------ | ------------------ | ------------------ | ------------------ | ------------------ | ------------------ | ------------------ | ------------------ | ------------------ | ------------------ | ------------------ | ------------------ | ------------------ | ------------------ | ------------------ |
| Deportivo El Inca                                                                     | 0 - 0                              | Sport Chavelines                   | Municipal San Luis                 | Virú                               | 4 de agosto                        |                                    |                                    |                                    |                                    |                                    |                                    |                    |                    |                    |                    |                    |                    |                    |                    |                    |                    |                    |                    |                    |                    |                    |                    |                    |                    |                    |                    |                    |                    |                    |                    |                    |                    |                    |                    |
| Unión Cruz Blanca                                                                     | 1 - 0                              | Racing Huamachuco                  | Municipal de Otuzco                | Otuzco                             | 4 de agosto                        |                                    |                                    |                                    |                                    |                                    |                                    |                    |                    |                    |                    |                    |                    |                    |                    |                    |                    |                    |                    |                    |                    |                    |                    |                    |                    |                    |                    |                    |                    |                    |                    |                    |                    |                    |                    |
| Sport Chavelines                                                                      | 1 - 0                              | Unión Cruz Blanca                  | Municipal de Pacasmayo             | Pacasmayo                          | 7 de agosto                        |                                    |                                    |                                    |                                    |                                    |                                    |                    |                    |                    |                    |                    |                    |                    |                    |                    |                    |                    |                    |                    |                    |                    |                    |                    |                    |                    |                    |                    |                    |                    |                    |                    |                    |                    |                    |
| Racing Huamachuco                                                                     | 6 - 0                              | Deportivo El Inca                  | Municipal de Huamachuco            | Huamachuco                         | 7 de agosto                        |                                    |                                    |                                    |                                    |                                    |                                    |                    |                    |                    |                    |                    |                    |                    |                    |                    |                    |                    |                    |                    |                    |                    |                    |                    |                    |                    |                    |                    |                    |                    |                    |                    |                    |                    |                    |
| Deportivo El Inca                                                                     | 1 - 0                              | Unión Cruz Blanca                  | Municipal San Luis                 | Virú                               | 10 de agosto                       |                                    |                                    |                                    |                                    |                                    |                                    |                    |                    |                    |                    |                    |                    |                    |                    |                    |                    |                    |                    |                    |                    |                    |                    |                    |                    |                    |                    |                    |                    |                    |                    |                    |                    |                    |                    |
| Sport Chavelines                                                                      | 0 - 0                              | Racing Huamachuco                  | Municipal de Pacasmayo             | Pacasmayo                          | 10 de agosto                       |                                    |                                    |                                    |                                    |                                    |                                    |                    |                    |                    |                    |                    |                    |                    |                    |                    |                    |                    |                    |                    |                    |                    |                    |                    |                    |                    |                    |                    |                    |                    |                    |                    |                    |                    |                    |
| Racing Huamachuco                                                                     | 13 - 0                             | Unión Cruz Blanca                  | Municipal de Huamachuco            | Huamachuco                         | 14 de agosto                       |                                    |                                    |                                    |                                    |                                    |                                    |                    |                    |                    |                    |                    |                    |                    |                    |                    |                    |                    |                    |                    |                    |                    |                    |                    |                    |                    |                    |                    |                    |                    |                    |                    |                    |                    |                    |
| Sport Chavelines                                                                      | 2 - 1                              | Deportivo El Inca                  | Municipal de Pacasmayo             | Pacasmayo                          | 14 de agosto                       |                                    |                                    |                                    |                                    |                                    |                                    |                    |                    |                    |                    |                    |                    |                    |                    |                    |                    |                    |                    |                    |                    |                    |                    |                    |                    |                    |                    |                    |                    |                    |                    |                    |                    |                    |                    |
| Unión Cruz Blanca                                                                     | 1 - 2                              | Sport Chavelines                   | Municipal de Otuzco                | Otuzco                             | 17 de agosto                       |                                    |                                    |                                    |                                    |                                    |                                    |                    |                    |                    |                    |                    |                    |                    |                    |                    |                    |                    |                    |                    |                    |                    |                    |                    |                    |                    |                    |                    |                    |                    |                    |                    |                    |                    |                    |
| Deportivo El Inca                                                                     | 1 - 1                              | Racing Huamachuco                  | Municipal San Luis                 | Virú                               | 17 de agosto                       |                                    |                                    |                                    |                                    |                                    |                                    |                    |                    |                    |                    |                    |                    |                    |                    |                    |                    |                    |                    |                    |                    |                    |                    |                    |                    |                    |                    |                    |                    |                    |                    |                    |                    |                    |                    |
| Unión Cruz Blanca                                                                     | 2 - 4                              | Deportivo El Inca                  | Municipal de Otuzco                | Otuzco                             | 21 de agosto                       |                                    |                                    |                                    |                                    |                                    |                                    |                    |                    |                    |                    |                    |                    |                    |                    |                    |                    |                    |                    |                    |                    |                    |                    |                    |                    |                    |                    |                    |                    |                    |                    |                    |                    |                    |                    |
| Racing Huamachuco                                                                     | 9 - 0                              | Sport Chavelines                   | Municipal de Huamachuco            | Huamachuco                         | 21 de agosto                       |                                    |                                    |                                    |                                    |                                    |                                    |                    |                    |                    |                    |                    |                    |                    |                    |                    |                    |                    |                    |                    |                    |                    |                    |                    |                    |                    |                    |                    |                    |                    |                    |                    |                    |                    |                    |
| Clasifican a la Nacional: Racing Huamachuco (Campeón) y Sport Chavelines (Subcampeón) |                                    |                                    |                                    |                                    |                                    |                                    |                                    |                                    |                                    |                                    |                                    |                    |                    |                    |                    |                    |                    |                    |                    |                    |                    |                    |                    |                    |                    |                    |                    |                    |                    |                    |                    |                    |                    |                    |                    |                    |                    |                    |                    |

| Etapa Departamental de Lambayeque                                                    | Etapa Departamental de Lambayeque | Etapa Departamental de Lambayeque | Etapa Departamental de Lambayeque | Etapa Departamental de Lambayeque | Etapa Departamental de Lambayeque | Etapa Departamental de Lambayeque | Etapa Departamental de Lambayeque | Etapa Departamental de Lambayeque | Etapa Departamental de Lambayeque | Etapa Departamental de Lambayeque | Etapa Departamental de Lambayeque |                  |                  |                  |                  |                  |                  |                  |                  |                  |                  |                  |                  |                  |                  |                  |                  |                  |                  |                  |                  |                  |                  |                  |                  |                  |                  |                  |                  |
| Local                                                                                | Resultado                         | Visitante                         | Estadio                           | Ciudad                            | Fecha                             |                                   |                                   |                                   |                                   |                                   |                                   |                  |                  |                  |                  |                  |                  |                  |                  |                  |                  |                  |                  |                  |                  |                  |                  |                  |                  |                  |                  |                  |                  |                  |                  |                  |                  |                  |                  |
| Semifinales: Ida                                                                     | Semifinales: Ida                  | Semifinales: Ida                  | Semifinales: Ida                  | Semifinales: Ida                  | Semifinales: Ida                  | Semifinales: Ida                  | Semifinales: Ida                  | Semifinales: Ida                  | Semifinales: Ida                  | Semifinales: Ida                  | Semifinales: Ida                  | Semifinales: Ida | Semifinales: Ida | Semifinales: Ida | Semifinales: Ida | Semifinales: Ida | Semifinales: Ida | Semifinales: Ida | Semifinales: Ida | Semifinales: Ida | Semifinales: Ida | Semifinales: Ida | Semifinales: Ida | Semifinales: Ida | Semifinales: Ida | Semifinales: Ida | Semifinales: Ida | Semifinales: Ida | Semifinales: Ida | Semifinales: Ida | Semifinales: Ida | Semifinales: Ida | Semifinales: Ida | Semifinales: Ida | Semifinales: Ida | Semifinales: Ida | Semifinales: Ida | Semifinales: Ida | Semifinales: Ida |
| ------------------------------------------------------------------------------------ | --------------------------------- | --------------------------------- | --------------------------------- | --------------------------------- | --------------------------------- | --------------------------------- | --------------------------------- | --------------------------------- | --------------------------------- | --------------------------------- | --------------------------------- | ---------------- | ---------------- | ---------------- | ---------------- | ---------------- | ---------------- | ---------------- | ---------------- | ---------------- | ---------------- | ---------------- | ---------------- | ---------------- | ---------------- | ---------------- | ---------------- | ---------------- | ---------------- | ---------------- | ---------------- | ---------------- | ---------------- | ---------------- | ---------------- | ---------------- | ---------------- | ---------------- | ---------------- |
| Rayos-X Medicina                                                                     | 2 - 4                             | Molino El Pirata                  | Elías Aguirre                     | Chiclayo                          | 31 de julio                       |                                   |                                   |                                   |                                   |                                   |                                   |                  |                  |                  |                  |                  |                  |                  |                  |                  |                  |                  |                  |                  |                  |                  |                  |                  |                  |                  |                  |                  |                  |                  |                  |                  |                  |                  |                  |
| La Nueva Alianza                                                                     | 2 - 1                             | Juan Aurich Pastor                | Elías Aguirre                     | Chiclayo                          | 31 de julio                       |                                   |                                   |                                   |                                   |                                   |                                   |                  |                  |                  |                  |                  |                  |                  |                  |                  |                  |                  |                  |                  |                  |                  |                  |                  |                  |                  |                  |                  |                  |                  |                  |                  |                  |                  |                  |
| Semifinales: Vuelta                                                                  |                                   |                                   |                                   |                                   |                                   |                                   |                                   |                                   |                                   |                                   |                                   |                  |                  |                  |                  |                  |                  |                  |                  |                  |                  |                  |                  |                  |                  |                  |                  |                  |                  |                  |                  |                  |                  |                  |                  |                  |                  |                  |                  |
| Molino El Pirata                                                                     | 2 - 0                             | Rayos-X Medicina                  | Carlos Castañeda                  | Chiclayo                          | 7 de agosto                       |                                   |                                   |                                   |                                   |                                   |                                   |                  |                  |                  |                  |                  |                  |                  |                  |                  |                  |                  |                  |                  |                  |                  |                  |                  |                  |                  |                  |                  |                  |                  |                  |                  |                  |                  |                  |
| Juan Aurich Pastor                                                                   | 1 - 1                             | La Nueva Alianza                  | Carlos Samamé                     | Ferreñafe                         | 7 de agosto                       |                                   |                                   |                                   |                                   |                                   |                                   |                  |                  |                  |                  |                  |                  |                  |                  |                  |                  |                  |                  |                  |                  |                  |                  |                  |                  |                  |                  |                  |                  |                  |                  |                  |                  |                  |                  |
| Final Departamental: Ida                                                             |                                   |                                   |                                   |                                   |                                   |                                   |                                   |                                   |                                   |                                   |                                   |                  |                  |                  |                  |                  |                  |                  |                  |                  |                  |                  |                  |                  |                  |                  |                  |                  |                  |                  |                  |                  |                  |                  |                  |                  |                  |                  |                  |
| Molino El Pirata                                                                     | 0 - 1                             | La Nueva Alianza                  | Carlos Castañeda                  | Chiclayo                          | 14 de agosto                      |                                   |                                   |                                   |                                   |                                   |                                   |                  |                  |                  |                  |                  |                  |                  |                  |                  |                  |                  |                  |                  |                  |                  |                  |                  |                  |                  |                  |                  |                  |                  |                  |                  |                  |                  |                  |
| Final Departamental: Vuelta                                                          |                                   |                                   |                                   |                                   |                                   |                                   |                                   |                                   |                                   |                                   |                                   |                  |                  |                  |                  |                  |                  |                  |                  |                  |                  |                  |                  |                  |                  |                  |                  |                  |                  |                  |                  |                  |                  |                  |                  |                  |                  |                  |                  |
| La Nueva Alianza                                                                     | 0 - 3                             | Molino El Pirata                  | Elías Aguirre                     | Chiclayo                          | 21 de agosto                      |                                   |                                   |                                   |                                   |                                   |                                   |                  |                  |                  |                  |                  |                  |                  |                  |                  |                  |                  |                  |                  |                  |                  |                  |                  |                  |                  |                  |                  |                  |                  |                  |                  |                  |                  |                  |
| Clasifican a la Nacional: Molino El Pirata (Campeón) y La Nueva Alianza (Subcampeón) |                                   |                                   |                                   |                                   |                                   |                                   |                                   |                                   |                                   |                                   |                                   |                  |                  |                  |                  |                  |                  |                  |                  |                  |                  |                  |                  |                  |                  |                  |                  |                  |                  |                  |                  |                  |                  |                  |                  |                  |                  |                  |                  |

| Etapa Departamental de Lima                             | Etapa Departamental de Lima | Etapa Departamental de Lima | Etapa Departamental de Lima | Etapa Departamental de Lima | Etapa Departamental de Lima | Etapa Departamental de Lima | Etapa Departamental de Lima | Etapa Departamental de Lima | Etapa Departamental de Lima | Etapa Departamental de Lima | Etapa Departamental de Lima |                  |                  |                  |                  |                  |                  |                  |                  |                  |                  |                  |                  |                  |                  |                  |                  |                  |                  |                  |                  |                  |                  |                  |                  |                  |                  |                  |                  |
| Local                                                   | Resultado                   | Visitante                   | Estadio                     | Ciudad                      | Fecha                       |                             |                             |                             |                             |                             |                             |                  |                  |                  |                  |                  |                  |                  |                  |                  |                  |                  |                  |                  |                  |                  |                  |                  |                  |                  |                  |                  |                  |                  |                  |                  |                  |                  |                  |
| Semifinales: Ida                                        | Semifinales: Ida            | Semifinales: Ida            | Semifinales: Ida            | Semifinales: Ida            | Semifinales: Ida            | Semifinales: Ida            | Semifinales: Ida            | Semifinales: Ida            | Semifinales: Ida            | Semifinales: Ida            | Semifinales: Ida            | Semifinales: Ida | Semifinales: Ida | Semifinales: Ida | Semifinales: Ida | Semifinales: Ida | Semifinales: Ida | Semifinales: Ida | Semifinales: Ida | Semifinales: Ida | Semifinales: Ida | Semifinales: Ida | Semifinales: Ida | Semifinales: Ida | Semifinales: Ida | Semifinales: Ida | Semifinales: Ida | Semifinales: Ida | Semifinales: Ida | Semifinales: Ida | Semifinales: Ida | Semifinales: Ida | Semifinales: Ida | Semifinales: Ida | Semifinales: Ida | Semifinales: Ida | Semifinales: Ida | Semifinales: Ida | Semifinales: Ida |
| ------------------------------------------------------- | --------------------------- | --------------------------- | --------------------------- | --------------------------- | --------------------------- | --------------------------- | --------------------------- | --------------------------- | --------------------------- | --------------------------- | --------------------------- | ---------------- | ---------------- | ---------------- | ---------------- | ---------------- | ---------------- | ---------------- | ---------------- | ---------------- | ---------------- | ---------------- | ---------------- | ---------------- | ---------------- | ---------------- | ---------------- | ---------------- | ---------------- | ---------------- | ---------------- | ---------------- | ---------------- | ---------------- | ---------------- | ---------------- | ---------------- | ---------------- | ---------------- |
| Juventud América                                        | 0 - 0                       | Walter Ormeño               | Buenos Aires de Villa       | Chorrillos                  | 7 de agosto                 |                             |                             |                             |                             |                             |                             |                  |                  |                  |                  |                  |                  |                  |                  |                  |                  |                  |                  |                  |                  |                  |                  |                  |                  |                  |                  |                  |                  |                  |                  |                  |                  |                  |                  |
| Deportivo Venus                                         | 5 - 1                       | Social La Florida           | Segundo Aranda              | Huacho                      | 7 de agosto                 |                             |                             |                             |                             |                             |                             |                  |                  |                  |                  |                  |                  |                  |                  |                  |                  |                  |                  |                  |                  |                  |                  |                  |                  |                  |                  |                  |                  |                  |                  |                  |                  |                  |                  |
| Semifinales: Vuelta                                     |                             |                             |                             |                             |                             |                             |                             |                             |                             |                             |                             |                  |                  |                  |                  |                  |                  |                  |                  |                  |                  |                  |                  |                  |                  |                  |                  |                  |                  |                  |                  |                  |                  |                  |                  |                  |                  |                  |                  |
| Social La Florida                                       | 0 - 0                       | Deportivo Venus             | Óscar Ramos Cabieses        | Imperial                    | 13 de agosto                |                             |                             |                             |                             |                             |                             |                  |                  |                  |                  |                  |                  |                  |                  |                  |                  |                  |                  |                  |                  |                  |                  |                  |                  |                  |                  |                  |                  |                  |                  |                  |                  |                  |                  |
| Walter Ormeño                                           | 1 - 0                       | Juventud América            | Óscar Ramos Cabieses        | Imperial                    | 14 de agosto                |                             |                             |                             |                             |                             |                             |                  |                  |                  |                  |                  |                  |                  |                  |                  |                  |                  |                  |                  |                  |                  |                  |                  |                  |                  |                  |                  |                  |                  |                  |                  |                  |                  |                  |
| Clasifican a la Nacional: Por Definir y Deportivo Venus |                             |                             |                             |                             |                             |                             |                             |                             |                             |                             |                             |                  |                  |                  |                  |                  |                  |                  |                  |                  |                  |                  |                  |                  |                  |                  |                  |                  |                  |                  |                  |                  |                  |                  |                  |                  |                  |                  |                  |

(*) La CJ-FPF desestimó el recurso de queja presentado por Walter Ormeño y, con ello, DIM vuelve a la competencia en desmedro del conjunto cañetano.
| Etapa Departamental de Loreto                                                      | Etapa Departamental de Loreto | Etapa Departamental de Loreto | Etapa Departamental de Loreto | Etapa Departamental de Loreto | Etapa Departamental de Loreto | Etapa Departamental de Loreto | Etapa Departamental de Loreto | Etapa Departamental de Loreto | Etapa Departamental de Loreto | Etapa Departamental de Loreto | Etapa Departamental de Loreto |                    |                    |                    |                    |                    |                    |                    |                    |                    |                    |                    |                    |                    |                    |                    |                    |                    |                    |                    |                    |                    |                    |                    |                    |                    |                    |                    |                    |
| Local                                                                              | Resultado                     | Visitante                     | Estadio                       | Ciudad                        | Fecha                         |                               |                               |                               |                               |                               |                               |                    |                    |                    |                    |                    |                    |                    |                    |                    |                    |                    |                    |                    |                    |                    |                    |                    |                    |                    |                    |                    |                    |                    |                    |                    |                    |                    |                    |
| Cuadrangular Final                                                                 | Cuadrangular Final            | Cuadrangular Final            | Cuadrangular Final            | Cuadrangular Final            | Cuadrangular Final            | Cuadrangular Final            | Cuadrangular Final            | Cuadrangular Final            | Cuadrangular Final            | Cuadrangular Final            | Cuadrangular Final            | Cuadrangular Final | Cuadrangular Final | Cuadrangular Final | Cuadrangular Final | Cuadrangular Final | Cuadrangular Final | Cuadrangular Final | Cuadrangular Final | Cuadrangular Final | Cuadrangular Final | Cuadrangular Final | Cuadrangular Final | Cuadrangular Final | Cuadrangular Final | Cuadrangular Final | Cuadrangular Final | Cuadrangular Final | Cuadrangular Final | Cuadrangular Final | Cuadrangular Final | Cuadrangular Final | Cuadrangular Final | Cuadrangular Final | Cuadrangular Final | Cuadrangular Final | Cuadrangular Final | Cuadrangular Final | Cuadrangular Final |
| ---------------------------------------------------------------------------------- | ----------------------------- | ----------------------------- | ----------------------------- | ----------------------------- | ----------------------------- | ----------------------------- | ----------------------------- | ----------------------------- | ----------------------------- | ----------------------------- | ----------------------------- | ------------------ | ------------------ | ------------------ | ------------------ | ------------------ | ------------------ | ------------------ | ------------------ | ------------------ | ------------------ | ------------------ | ------------------ | ------------------ | ------------------ | ------------------ | ------------------ | ------------------ | ------------------ | ------------------ | ------------------ | ------------------ | ------------------ | ------------------ | ------------------ | ------------------ | ------------------ | ------------------ | ------------------ |
| Kola San Martín                                                                    | 0 - 0                         | Jenaro Herrera                | Municipal de Nauta            | Nauta                         | 7 de agosto                   |                               |                               |                               |                               |                               |                               |                    |                    |                    |                    |                    |                    |                    |                    |                    |                    |                    |                    |                    |                    |                    |                    |                    |                    |                    |                    |                    |                    |                    |                    |                    |                    |                    |                    |
| Estudiantil CNI                                                                    | 2 - 0                         | Deportivo Hospital            | Municipal de Nauta            | Nauta                         | 7 de agosto                   |                               |                               |                               |                               |                               |                               |                    |                    |                    |                    |                    |                    |                    |                    |                    |                    |                    |                    |                    |                    |                    |                    |                    |                    |                    |                    |                    |                    |                    |                    |                    |                    |                    |                    |
| Estudiantil CNI                                                                    | 3 - 1                         | Jenaro Herrera                | Municipal de Nauta            | Nauta                         | 10 de agosto                  |                               |                               |                               |                               |                               |                               |                    |                    |                    |                    |                    |                    |                    |                    |                    |                    |                    |                    |                    |                    |                    |                    |                    |                    |                    |                    |                    |                    |                    |                    |                    |                    |                    |                    |
| Kola San Martín                                                                    | 2 - 1                         | Deportivo Hospital            | Municipal de Nauta            | Nauta                         | 10 de agosto                  |                               |                               |                               |                               |                               |                               |                    |                    |                    |                    |                    |                    |                    |                    |                    |                    |                    |                    |                    |                    |                    |                    |                    |                    |                    |                    |                    |                    |                    |                    |                    |                    |                    |                    |
| Jenaro Herrera                                                                     | 3 - 1                         | Deportivo Hospital            | Municipal de Nauta            | Nauta                         | 13 de agosto                  |                               |                               |                               |                               |                               |                               |                    |                    |                    |                    |                    |                    |                    |                    |                    |                    |                    |                    |                    |                    |                    |                    |                    |                    |                    |                    |                    |                    |                    |                    |                    |                    |                    |                    |
| Estudiantil CNI                                                                    | 2 - 2                         | Kola San Martín               | Municipal de Nauta            | Nauta                         | 13 de agosto                  |                               |                               |                               |                               |                               |                               |                    |                    |                    |                    |                    |                    |                    |                    |                    |                    |                    |                    |                    |                    |                    |                    |                    |                    |                    |                    |                    |                    |                    |                    |                    |                    |                    |                    |
| Clasifican a la Nacional: Estudiantil CNI (Campeón) y Kola San Martín (Subcampeón) |                               |                               |                               |                               |                               |                               |                               |                               |                               |                               |                               |                    |                    |                    |                    |                    |                    |                    |                    |                    |                    |                    |                    |                    |                    |                    |                    |                    |                    |                    |                    |                    |                    |                    |                    |                    |                    |                    |                    |

| Etapa Departamental de Madre de Dios                                             | Etapa Departamental de Madre de Dios | Etapa Departamental de Madre de Dios | Etapa Departamental de Madre de Dios | Etapa Departamental de Madre de Dios | Etapa Departamental de Madre de Dios | Etapa Departamental de Madre de Dios | Etapa Departamental de Madre de Dios | Etapa Departamental de Madre de Dios | Etapa Departamental de Madre de Dios | Etapa Departamental de Madre de Dios | Etapa Departamental de Madre de Dios |         |         |         |         |         |         |         |         |         |         |         |         |         |         |         |         |         |         |         |         |         |         |         |         |         |         |         |         |
| Local                                                                            | Resultado                            | Visitante                            | Estadio                              | Ciudad                               | Fecha                                |                                      |                                      |                                      |                                      |                                      |                                      |         |         |         |         |         |         |         |         |         |         |         |         |         |         |         |         |         |         |         |         |         |         |         |         |         |         |         |         |
| Serie A                                                                          | Serie A                              | Serie A                              | Serie A                              | Serie A                              | Serie A                              | Serie A                              | Serie A                              | Serie A                              | Serie A                              | Serie A                              | Serie A                              | Serie A | Serie A | Serie A | Serie A | Serie A | Serie A | Serie A | Serie A | Serie A | Serie A | Serie A | Serie A | Serie A | Serie A | Serie A | Serie A | Serie A | Serie A | Serie A | Serie A | Serie A | Serie A | Serie A | Serie A | Serie A | Serie A | Serie A | Serie A |
| -------------------------------------------------------------------------------- | ------------------------------------ | ------------------------------------ | ------------------------------------ | ------------------------------------ | ------------------------------------ | ------------------------------------ | ------------------------------------ | ------------------------------------ | ------------------------------------ | ------------------------------------ | ------------------------------------ | ------- | ------- | ------- | ------- | ------- | ------- | ------- | ------- | ------- | ------- | ------- | ------- | ------- | ------- | ------- | ------- | ------- | ------- | ------- | ------- | ------- | ------- | ------- | ------- | ------- | ------- | ------- | ------- |
| Deportivo Madeacre                                                               | 3 - 0                                | Mafer                                | Luciano Flores                       | Iñapari                              | 17 de julio                          |                                      |                                      |                                      |                                      |                                      |                                      |         |         |         |         |         |         |         |         |         |         |         |         |         |         |         |         |         |         |         |         |         |         |         |         |         |         |         |         |
| Deportivo Madeacre                                                               | 0 - 3                                | Deportivo Maldonado                  | Luciano Flores                       | Iñapari                              | 24 de julio                          |                                      |                                      |                                      |                                      |                                      |                                      |         |         |         |         |         |         |         |         |         |         |         |         |         |         |         |         |         |         |         |         |         |         |         |         |         |         |         |         |
| Mafer                                                                            | 1 - 2                                | Deportivo Maldonado                  | Campo deportivo comunal              | Punkiri Chico                        | 27 de julio                          |                                      |                                      |                                      |                                      |                                      |                                      |         |         |         |         |         |         |         |         |         |         |         |         |         |         |         |         |         |         |         |         |         |         |         |         |         |         |         |         |
| Mafer                                                                            | 2 - 0                                | Deportivo Madeacre                   | Campo deportivo comunal              | Colorado                             | 7 de agosto                          |                                      |                                      |                                      |                                      |                                      |                                      |         |         |         |         |         |         |         |         |         |         |         |         |         |         |         |         |         |         |         |         |         |         |         |         |         |         |         |         |
| Deportivo Maldonado                                                              | 4 - 1                                | Deportivo Madeacre                   | Campo del Triunfo                    | Puerto Maldonado                     | 14 de agosto                         |                                      |                                      |                                      |                                      |                                      |                                      |         |         |         |         |         |         |         |         |         |         |         |         |         |         |         |         |         |         |         |         |         |         |         |         |         |         |         |         |
| Deportivo Maldonado                                                              | 6 - 1                                | Mafer                                | IPD                                  | Puerto Maldonado                     | 21 de agosto                         |                                      |                                      |                                      |                                      |                                      |                                      |         |         |         |         |         |         |         |         |         |         |         |         |         |         |         |         |         |         |         |         |         |         |         |         |         |         |         |         |
| Serie B                                                                          |                                      |                                      |                                      |                                      |                                      |                                      |                                      |                                      |                                      |                                      |                                      |         |         |         |         |         |         |         |         |         |         |         |         |         |         |         |         |         |         |         |         |         |         |         |         |         |         |         |         |
| Deportivo Monterrico                                                             | 10 - 1                               | Puerto Carlos                        | Municipal de Iberia                  | Iberia                               | 17 de julio                          |                                      |                                      |                                      |                                      |                                      |                                      |         |         |         |         |         |         |         |         |         |         |         |         |         |         |         |         |         |         |         |         |         |         |         |         |         |         |         |         |
| Deportivo Monterrico                                                             | 0 - 1                                | Minsa FBC                            | Municipal de Iberia                  | Iberia                               | 24 de julio                          |                                      |                                      |                                      |                                      |                                      |                                      |         |         |         |         |         |         |         |         |         |         |         |         |         |         |         |         |         |         |         |         |         |         |         |         |         |         |         |         |
| Puerto Carlos                                                                    | 1 - 7                                | Minsa FBC                            | Campo deportivo comunal              | Punkiri Chico                        | 27 de julio                          |                                      |                                      |                                      |                                      |                                      |                                      |         |         |         |         |         |         |         |         |         |         |         |         |         |         |         |         |         |         |         |         |         |         |         |         |         |         |         |         |
| Puerto Carlos                                                                    | 0 - 3                                | Deportivo Monterrico                 | Campo deportivo comunal              | Colorado                             | 7 de agosto                          |                                      |                                      |                                      |                                      |                                      |                                      |         |         |         |         |         |         |         |         |         |         |         |         |         |         |         |         |         |         |         |         |         |         |         |         |         |         |         |         |
| Minsa FBC                                                                        | 0 - 0                                | Deportivo Monterrico                 | Campo del Triunfo                    | Puerto Maldonado                     | 14 de agosto                         |                                      |                                      |                                      |                                      |                                      |                                      |         |         |         |         |         |         |         |         |         |         |         |         |         |         |         |         |         |         |         |         |         |         |         |         |         |         |         |         |
| Minsa FBC                                                                        | 9 - 1                                | Puerto Carlos                        | IPD                                  | Puerto Maldonado                     | 21 de agosto                         |                                      |                                      |                                      |                                      |                                      |                                      |         |         |         |         |         |         |         |         |         |         |         |         |         |         |         |         |         |         |         |         |         |         |         |         |         |         |         |         |
| Final Departamental                                                              |                                      |                                      |                                      |                                      |                                      |                                      |                                      |                                      |                                      |                                      |                                      |         |         |         |         |         |         |         |         |         |         |         |         |         |         |         |         |         |         |         |         |         |         |         |         |         |         |         |         |
| Minsa FBC                                                                        | 3 - 0                                | Deportivo Maldonado                  | IPD                                  | Puerto Maldonado                     | 28 de agosto                         |                                      |                                      |                                      |                                      |                                      |                                      |         |         |         |         |         |         |         |         |         |         |         |         |         |         |         |         |         |         |         |         |         |         |         |         |         |         |         |         |
| Clasifican a la Nacional: Minsa FBC (Campeón) y Deportivo Maldonado (Subcampeón) |                                      |                                      |                                      |                                      |                                      |                                      |                                      |                                      |                                      |                                      |                                      |         |         |         |         |         |         |         |         |         |         |         |         |         |         |         |         |         |         |         |         |         |         |         |         |         |         |         |         |

| Etapa Departamental de Moquegua                                                     | Etapa Departamental de Moquegua | Etapa Departamental de Moquegua | Etapa Departamental de Moquegua | Etapa Departamental de Moquegua | Etapa Departamental de Moquegua | Etapa Departamental de Moquegua | Etapa Departamental de Moquegua | Etapa Departamental de Moquegua | Etapa Departamental de Moquegua | Etapa Departamental de Moquegua | Etapa Departamental de Moquegua |                            |                            |                            |                            |                            |                            |                            |                            |                            |                            |                            |                            |                            |                            |                            |                            |                            |                            |                            |                            |                            |                            |                            |                            |                            |                            |                            |                            |
| Local                                                                               | Resultado                       | Visitante                       | Estadio                         | Ciudad                          | Fecha                           |                                 |                                 |                                 |                                 |                                 |                                 |                            |                            |                            |                            |                            |                            |                            |                            |                            |                            |                            |                            |                            |                            |                            |                            |                            |                            |                            |                            |                            |                            |                            |                            |                            |                            |                            |                            |
| Serie Mariscal Nieto - Ilo                                                          | Serie Mariscal Nieto - Ilo      | Serie Mariscal Nieto - Ilo      | Serie Mariscal Nieto - Ilo      | Serie Mariscal Nieto - Ilo      | Serie Mariscal Nieto - Ilo      | Serie Mariscal Nieto - Ilo      | Serie Mariscal Nieto - Ilo      | Serie Mariscal Nieto - Ilo      | Serie Mariscal Nieto - Ilo      | Serie Mariscal Nieto - Ilo      | Serie Mariscal Nieto - Ilo      | Serie Mariscal Nieto - Ilo | Serie Mariscal Nieto - Ilo | Serie Mariscal Nieto - Ilo | Serie Mariscal Nieto - Ilo | Serie Mariscal Nieto - Ilo | Serie Mariscal Nieto - Ilo | Serie Mariscal Nieto - Ilo | Serie Mariscal Nieto - Ilo | Serie Mariscal Nieto - Ilo | Serie Mariscal Nieto - Ilo | Serie Mariscal Nieto - Ilo | Serie Mariscal Nieto - Ilo | Serie Mariscal Nieto - Ilo | Serie Mariscal Nieto - Ilo | Serie Mariscal Nieto - Ilo | Serie Mariscal Nieto - Ilo | Serie Mariscal Nieto - Ilo | Serie Mariscal Nieto - Ilo | Serie Mariscal Nieto - Ilo | Serie Mariscal Nieto - Ilo | Serie Mariscal Nieto - Ilo | Serie Mariscal Nieto - Ilo | Serie Mariscal Nieto - Ilo | Serie Mariscal Nieto - Ilo | Serie Mariscal Nieto - Ilo | Serie Mariscal Nieto - Ilo | Serie Mariscal Nieto - Ilo | Serie Mariscal Nieto - Ilo |
| ----------------------------------------------------------------------------------- | ------------------------------- | ------------------------------- | ------------------------------- | ------------------------------- | ------------------------------- | ------------------------------- | ------------------------------- | ------------------------------- | ------------------------------- | ------------------------------- | ------------------------------- | -------------------------- | -------------------------- | -------------------------- | -------------------------- | -------------------------- | -------------------------- | -------------------------- | -------------------------- | -------------------------- | -------------------------- | -------------------------- | -------------------------- | -------------------------- | -------------------------- | -------------------------- | -------------------------- | -------------------------- | -------------------------- | -------------------------- | -------------------------- | -------------------------- | -------------------------- | -------------------------- | -------------------------- | -------------------------- | -------------------------- | -------------------------- | -------------------------- |
| Francisco Fahlman                                                                   | 0 - 2                           | Deportivo Enersur               | 25 de Noviembre                 | Moquegua                        | 17 de julio                     |                                 |                                 |                                 |                                 |                                 |                                 |                            |                            |                            |                            |                            |                            |                            |                            |                            |                            |                            |                            |                            |                            |                            |                            |                            |                            |                            |                            |                            |                            |                            |                            |                            |                            |                            |                            |
| Mariscal Nieto                                                                      | 2 - 0                           | Atlético Huracán                | Mariscal Nieto                  | Ilo                             | 17 de julio                     |                                 |                                 |                                 |                                 |                                 |                                 |                            |                            |                            |                            |                            |                            |                            |                            |                            |                            |                            |                            |                            |                            |                            |                            |                            |                            |                            |                            |                            |                            |                            |                            |                            |                            |                            |                            |
| Atlético Huracán                                                                    | 0 - 1                           | Deportivo Enersur               | 25 de Noviembre                 | Moquegua                        | 24 de julio                     |                                 |                                 |                                 |                                 |                                 |                                 |                            |                            |                            |                            |                            |                            |                            |                            |                            |                            |                            |                            |                            |                            |                            |                            |                            |                            |                            |                            |                            |                            |                            |                            |                            |                            |                            |                            |
| Mariscal Nieto                                                                      | 2 - 1                           | Francisco Fahlman               | Mariscal Nieto                  | Ilo                             | 24 de julio                     |                                 |                                 |                                 |                                 |                                 |                                 |                            |                            |                            |                            |                            |                            |                            |                            |                            |                            |                            |                            |                            |                            |                            |                            |                            |                            |                            |                            |                            |                            |                            |                            |                            |                            |                            |                            |
| Atlético Huracán                                                                    | 0 - 3                           | Mariscal Nieto                  | 25 de Noviembre                 | Moquegua                        | 28 de julio                     |                                 |                                 |                                 |                                 |                                 |                                 |                            |                            |                            |                            |                            |                            |                            |                            |                            |                            |                            |                            |                            |                            |                            |                            |                            |                            |                            |                            |                            |                            |                            |                            |                            |                            |                            |                            |
| Deportivo Enersur                                                                   | 4 - 0                           | Francisco Fahlman               | Mariscal Nieto                  | Ilo                             | 28 de julio                     |                                 |                                 |                                 |                                 |                                 |                                 |                            |                            |                            |                            |                            |                            |                            |                            |                            |                            |                            |                            |                            |                            |                            |                            |                            |                            |                            |                            |                            |                            |                            |                            |                            |                            |                            |                            |
| Final Departamental                                                                 |                                 |                                 |                                 |                                 |                                 |                                 |                                 |                                 |                                 |                                 |                                 |                            |                            |                            |                            |                            |                            |                            |                            |                            |                            |                            |                            |                            |                            |                            |                            |                            |                            |                            |                            |                            |                            |                            |                            |                            |                            |                            |                            |
| Deportivo Enersur                                                                   | 1(4) - 1(3)                     | Mariscal Nieto                  | Mariscal Nieto                  | Ilo                             | 31 de julio                     |                                 |                                 |                                 |                                 |                                 |                                 |                            |                            |                            |                            |                            |                            |                            |                            |                            |                            |                            |                            |                            |                            |                            |                            |                            |                            |                            |                            |                            |                            |                            |                            |                            |                            |                            |                            |
| Repechaje: Ida                                                                      |                                 |                                 |                                 |                                 |                                 |                                 |                                 |                                 |                                 |                                 |                                 |                            |                            |                            |                            |                            |                            |                            |                            |                            |                            |                            |                            |                            |                            |                            |                            |                            |                            |                            |                            |                            |                            |                            |                            |                            |                            |                            |                            |
| Mariscal Nieto                                                                      | 3 - 2                           | AEXA Santa Cruz                 | Mariscal Nieto                  | Ilo                             | 7 de agosto                     |                                 |                                 |                                 |                                 |                                 |                                 |                            |                            |                            |                            |                            |                            |                            |                            |                            |                            |                            |                            |                            |                            |                            |                            |                            |                            |                            |                            |                            |                            |                            |                            |                            |                            |                            |                            |
| Repechaje: Vuelta                                                                   |                                 |                                 |                                 |                                 |                                 |                                 |                                 |                                 |                                 |                                 |                                 |                            |                            |                            |                            |                            |                            |                            |                            |                            |                            |                            |                            |                            |                            |                            |                            |                            |                            |                            |                            |                            |                            |                            |                            |                            |                            |                            |                            |
| AEXA Santa Cruz                                                                     | 0 - 1                           | Mariscal Nieto                  | Municipal de Ichuña             | Ichuña                          | 14 de agosto                    |                                 |                                 |                                 |                                 |                                 |                                 |                            |                            |                            |                            |                            |                            |                            |                            |                            |                            |                            |                            |                            |                            |                            |                            |                            |                            |                            |                            |                            |                            |                            |                            |                            |                            |                            |                            |
| Clasifican a la Nacional: Deportivo Enersur (Campeón) y Mariscal Nieto (Subcampeón) |                                 |                                 |                                 |                                 |                                 |                                 |                                 |                                 |                                 |                                 |                                 |                            |                            |                            |                            |                            |                            |                            |                            |                            |                            |                            |                            |                            |                            |                            |                            |                            |                            |                            |                            |                            |                            |                            |                            |                            |                            |                            |                            |

| Etapa Departamental de Pasco                              | Etapa Departamental de Pasco | Etapa Departamental de Pasco   | Etapa Departamental de Pasco | Etapa Departamental de Pasco | Etapa Departamental de Pasco | Etapa Departamental de Pasco | Etapa Departamental de Pasco | Etapa Departamental de Pasco | Etapa Departamental de Pasco | Etapa Departamental de Pasco | Etapa Departamental de Pasco |                  |                  |                  |                  |                  |                  |                  |                  |                  |                  |                  |                  |                  |                  |                  |                  |                  |                  |                  |                  |                  |                  |                  |                  |                  |                  |                  |                  |
| Local                                                     | Resultado                    | Visitante                      | Estadio                      | Ciudad                       | Fecha                        |                              |                              |                              |                              |                              |                              |                  |                  |                  |                  |                  |                  |                  |                  |                  |                  |                  |                  |                  |                  |                  |                  |                  |                  |                  |                  |                  |                  |                  |                  |                  |                  |                  |                  |
| Semifinales: Ida                                          | Semifinales: Ida             | Semifinales: Ida               | Semifinales: Ida             | Semifinales: Ida             | Semifinales: Ida             | Semifinales: Ida             | Semifinales: Ida             | Semifinales: Ida             | Semifinales: Ida             | Semifinales: Ida             | Semifinales: Ida             | Semifinales: Ida | Semifinales: Ida | Semifinales: Ida | Semifinales: Ida | Semifinales: Ida | Semifinales: Ida | Semifinales: Ida | Semifinales: Ida | Semifinales: Ida | Semifinales: Ida | Semifinales: Ida | Semifinales: Ida | Semifinales: Ida | Semifinales: Ida | Semifinales: Ida | Semifinales: Ida | Semifinales: Ida | Semifinales: Ida | Semifinales: Ida | Semifinales: Ida | Semifinales: Ida | Semifinales: Ida | Semifinales: Ida | Semifinales: Ida | Semifinales: Ida | Semifinales: Ida | Semifinales: Ida | Semifinales: Ida |
| --------------------------------------------------------- | ---------------------------- | ------------------------------ | ---------------------------- | ---------------------------- | ---------------------------- | ---------------------------- | ---------------------------- | ---------------------------- | ---------------------------- | ---------------------------- | ---------------------------- | ---------------- | ---------------- | ---------------- | ---------------- | ---------------- | ---------------- | ---------------- | ---------------- | ---------------- | ---------------- | ---------------- | ---------------- | ---------------- | ---------------- | ---------------- | ---------------- | ---------------- | ---------------- | ---------------- | ---------------- | ---------------- | ---------------- | ---------------- | ---------------- | ---------------- | ---------------- | ---------------- | ---------------- |
| Asociación Deportiva Municipal                            | 3 - 0                        | Sociedad de Tiro Nro. 28       | Municipal de Oxapampa        | Oxapampa                     | 7 de agosto                  |                              |                              |                              |                              |                              |                              |                  |                  |                  |                  |                  |                  |                  |                  |                  |                  |                  |                  |                  |                  |                  |                  |                  |                  |                  |                  |                  |                  |                  |                  |                  |                  |                  |                  |
| Sport Ticlacayán                                          | 1 - 0                        | Municipal de Yanahuanca        | Daniel Alcides Carrión       | Cerro de Pasco               | 7 de agosto                  |                              |                              |                              |                              |                              |                              |                  |                  |                  |                  |                  |                  |                  |                  |                  |                  |                  |                  |                  |                  |                  |                  |                  |                  |                  |                  |                  |                  |                  |                  |                  |                  |                  |                  |
| Semifinales: Vuelta                                       |                              |                                |                              |                              |                              |                              |                              |                              |                              |                              |                              |                  |                  |                  |                  |                  |                  |                  |                  |                  |                  |                  |                  |                  |                  |                  |                  |                  |                  |                  |                  |                  |                  |                  |                  |                  |                  |                  |                  |
| Sociedad de Tiro Nro. 28                                  | 2 - 2                        | Asociación Deportiva Municipal | Daniel Alcides Carrión       | Cerro de Pasco               | 14 de agosto                 |                              |                              |                              |                              |                              |                              |                  |                  |                  |                  |                  |                  |                  |                  |                  |                  |                  |                  |                  |                  |                  |                  |                  |                  |                  |                  |                  |                  |                  |                  |                  |                  |                  |                  |
| Municipal de Yanahuanca                                   | 1 - 1                        | Sport Ticlacayán               | Municipal de Yanahuanca      | Yanahuanca                   | 14 de agosto                 |                              |                              |                              |                              |                              |                              |                  |                  |                  |                  |                  |                  |                  |                  |                  |                  |                  |                  |                  |                  |                  |                  |                  |                  |                  |                  |                  |                  |                  |                  |                  |                  |                  |                  |
| Final Departamental                                       |                              |                                |                              |                              |                              |                              |                              |                              |                              |                              |                              |                  |                  |                  |                  |                  |                  |                  |                  |                  |                  |                  |                  |                  |                  |                  |                  |                  |                  |                  |                  |                  |                  |                  |                  |                  |                  |                  |                  |
| Asociación Deportiva Municipal                            | 0 - 1                        | Sport Ticlacayán               | Municipal de Oxapampa        | Oxapampa                     | 21 de agosto                 |                              |                              |                              |                              |                              |                              |                  |                  |                  |                  |                  |                  |                  |                  |                  |                  |                  |                  |                  |                  |                  |                  |                  |                  |                  |                  |                  |                  |                  |                  |                  |                  |                  |                  |
| Clasifican a la Nacional: AD Municipal y Sport Ticlacayán |                              |                                |                              |                              |                              |                              |                              |                              |                              |                              |                              |                  |                  |                  |                  |                  |                  |                  |                  |                  |                  |                  |                  |                  |                  |                  |                  |                  |                  |                  |                  |                  |                  |                  |                  |                  |                  |                  |                  |

| Etapa Departamental de Piura                                                 | Etapa Departamental de Piura | Etapa Departamental de Piura | Etapa Departamental de Piura | Etapa Departamental de Piura | Etapa Departamental de Piura | Etapa Departamental de Piura | Etapa Departamental de Piura | Etapa Departamental de Piura | Etapa Departamental de Piura | Etapa Departamental de Piura | Etapa Departamental de Piura |                  |                  |                  |                  |                  |                  |                  |                  |                  |                  |                  |                  |                  |                  |                  |                  |                  |                  |                  |                  |                  |                  |                  |                  |                  |                  |                  |                  |
| Local                                                                        | Resultado                    | Visitante                    | Estadio                      | Ciudad                       | Fecha                        |                              |                              |                              |                              |                              |                              |                  |                  |                  |                  |                  |                  |                  |                  |                  |                  |                  |                  |                  |                  |                  |                  |                  |                  |                  |                  |                  |                  |                  |                  |                  |                  |                  |                  |
| Semifinales: Ida                                                             | Semifinales: Ida             | Semifinales: Ida             | Semifinales: Ida             | Semifinales: Ida             | Semifinales: Ida             | Semifinales: Ida             | Semifinales: Ida             | Semifinales: Ida             | Semifinales: Ida             | Semifinales: Ida             | Semifinales: Ida             | Semifinales: Ida | Semifinales: Ida | Semifinales: Ida | Semifinales: Ida | Semifinales: Ida | Semifinales: Ida | Semifinales: Ida | Semifinales: Ida | Semifinales: Ida | Semifinales: Ida | Semifinales: Ida | Semifinales: Ida | Semifinales: Ida | Semifinales: Ida | Semifinales: Ida | Semifinales: Ida | Semifinales: Ida | Semifinales: Ida | Semifinales: Ida | Semifinales: Ida | Semifinales: Ida | Semifinales: Ida | Semifinales: Ida | Semifinales: Ida | Semifinales: Ida | Semifinales: Ida | Semifinales: Ida | Semifinales: Ida |
| ---------------------------------------------------------------------------- | ---------------------------- | ---------------------------- | ---------------------------- | ---------------------------- | ---------------------------- | ---------------------------- | ---------------------------- | ---------------------------- | ---------------------------- | ---------------------------- | ---------------------------- | ---------------- | ---------------- | ---------------- | ---------------- | ---------------- | ---------------- | ---------------- | ---------------- | ---------------- | ---------------- | ---------------- | ---------------- | ---------------- | ---------------- | ---------------- | ---------------- | ---------------- | ---------------- | ---------------- | ---------------- | ---------------- | ---------------- | ---------------- | ---------------- | ---------------- | ---------------- | ---------------- | ---------------- |
| San Antonio                                                                  | 3 - 1                        | Deportivo UNP                | Miguel Grau                  | Piura                        | 3 de agosto                  |                              |                              |                              |                              |                              |                              |                  |                  |                  |                  |                  |                  |                  |                  |                  |                  |                  |                  |                  |                  |                  |                  |                  |                  |                  |                  |                  |                  |                  |                  |                  |                  |                  |                  |
| Atlético Grau                                                                | 10 - 0                       | Lizardo Montero              | Miguel Grau                  | Piura                        | 4 de agosto                  |                              |                              |                              |                              |                              |                              |                  |                  |                  |                  |                  |                  |                  |                  |                  |                  |                  |                  |                  |                  |                  |                  |                  |                  |                  |                  |                  |                  |                  |                  |                  |                  |                  |                  |
| Semifinales: Vuelta                                                          |                              |                              |                              |                              |                              |                              |                              |                              |                              |                              |                              |                  |                  |                  |                  |                  |                  |                  |                  |                  |                  |                  |                  |                  |                  |                  |                  |                  |                  |                  |                  |                  |                  |                  |                  |                  |                  |                  |                  |
| Lizardo Montero                                                              | 1 - 0                        | Atlético Grau                | Pampa de Lobo                | Ayabaca                      | 7 de agosto                  |                              |                              |                              |                              |                              |                              |                  |                  |                  |                  |                  |                  |                  |                  |                  |                  |                  |                  |                  |                  |                  |                  |                  |                  |                  |                  |                  |                  |                  |                  |                  |                  |                  |                  |
| Deportivo UNP                                                                | 2 - 3                        | San Antonio                  | Miguel Grau                  | Piura                        | 7 de agosto                  |                              |                              |                              |                              |                              |                              |                  |                  |                  |                  |                  |                  |                  |                  |                  |                  |                  |                  |                  |                  |                  |                  |                  |                  |                  |                  |                  |                  |                  |                  |                  |                  |                  |                  |
| Final Departamental                                                          |                              |                              |                              |                              |                              |                              |                              |                              |                              |                              |                              |                  |                  |                  |                  |                  |                  |                  |                  |                  |                  |                  |                  |                  |                  |                  |                  |                  |                  |                  |                  |                  |                  |                  |                  |                  |                  |                  |                  |
| Atlético Grau                                                                | 2 - 0                        | San Antonio                  | Miguel Grau                  | Piura                        | 14 de agosto                 |                              |                              |                              |                              |                              |                              |                  |                  |                  |                  |                  |                  |                  |                  |                  |                  |                  |                  |                  |                  |                  |                  |                  |                  |                  |                  |                  |                  |                  |                  |                  |                  |                  |                  |
| Clasifican a la Nacional: Atlético Grau (Campeón) y San Antonio (Subcampeón) |                              |                              |                              |                              |                              |                              |                              |                              |                              |                              |                              |                  |                  |                  |                  |                  |                  |                  |                  |                  |                  |                  |                  |                  |                  |                  |                  |                  |                  |                  |                  |                  |                  |                  |                  |                  |                  |                  |                  |

| Etapa Departamental de Puno                                                                | Etapa Departamental de Puno | Etapa Departamental de Puno | Etapa Departamental de Puno | Etapa Departamental de Puno | Etapa Departamental de Puno | Etapa Departamental de Puno | Etapa Departamental de Puno | Etapa Departamental de Puno | Etapa Departamental de Puno | Etapa Departamental de Puno | Etapa Departamental de Puno |                      |                      |                      |                      |                      |                      |                      |                      |                      |                      |                      |                      |                      |                      |                      |                      |                      |                      |                      |                      |                      |                      |                      |                      |                      |                      |                      |                      |
| Local                                                                                      | Resultado                   | Visitante                   | Estadio                     | Ciudad                      | Fecha                       |                             |                             |                             |                             |                             |                             |                      |                      |                      |                      |                      |                      |                      |                      |                      |                      |                      |                      |                      |                      |                      |                      |                      |                      |                      |                      |                      |                      |                      |                      |                      |                      |                      |                      |
| Sextos de Final: Ida                                                                       | Sextos de Final: Ida        | Sextos de Final: Ida        | Sextos de Final: Ida        | Sextos de Final: Ida        | Sextos de Final: Ida        | Sextos de Final: Ida        | Sextos de Final: Ida        | Sextos de Final: Ida        | Sextos de Final: Ida        | Sextos de Final: Ida        | Sextos de Final: Ida        | Sextos de Final: Ida | Sextos de Final: Ida | Sextos de Final: Ida | Sextos de Final: Ida | Sextos de Final: Ida | Sextos de Final: Ida | Sextos de Final: Ida | Sextos de Final: Ida | Sextos de Final: Ida | Sextos de Final: Ida | Sextos de Final: Ida | Sextos de Final: Ida | Sextos de Final: Ida | Sextos de Final: Ida | Sextos de Final: Ida | Sextos de Final: Ida | Sextos de Final: Ida | Sextos de Final: Ida | Sextos de Final: Ida | Sextos de Final: Ida | Sextos de Final: Ida | Sextos de Final: Ida | Sextos de Final: Ida | Sextos de Final: Ida | Sextos de Final: Ida | Sextos de Final: Ida | Sextos de Final: Ida | Sextos de Final: Ida |
| ------------------------------------------------------------------------------------------ | --------------------------- | --------------------------- | --------------------------- | --------------------------- | --------------------------- | --------------------------- | --------------------------- | --------------------------- | --------------------------- | --------------------------- | --------------------------- | -------------------- | -------------------- | -------------------- | -------------------- | -------------------- | -------------------- | -------------------- | -------------------- | -------------------- | -------------------- | -------------------- | -------------------- | -------------------- | -------------------- | -------------------- | -------------------- | -------------------- | -------------------- | -------------------- | -------------------- | -------------------- | -------------------- | -------------------- | -------------------- | -------------------- | -------------------- | -------------------- | -------------------- |
| Municipal de Santa Rosa                                                                    | 0 - 1                       | Unión Fuerza Minera         | Centenario                  | Ayaviri                     | 3 de agosto                 |                             |                             |                             |                             |                             |                             |                      |                      |                      |                      |                      |                      |                      |                      |                      |                      |                      |                      |                      |                      |                      |                      |                      |                      |                      |                      |                      |                      |                      |                      |                      |                      |                      |                      |
| Sport Munich                                                                               | 1 - 0                       | Policial Santa Rosa         | Rodolfo Ramos Catacora      | Desaguadero                 | 4 de agosto                 |                             |                             |                             |                             |                             |                             |                      |                      |                      |                      |                      |                      |                      |                      |                      |                      |                      |                      |                      |                      |                      |                      |                      |                      |                      |                      |                      |                      |                      |                      |                      |                      |                      |                      |
| Municipal de Lampa                                                                         | 0 - 3                       | Credicoop San Román         | Municipal de Lampa          | Lampa                       | 4 de agosto                 |                             |                             |                             |                             |                             |                             |                      |                      |                      |                      |                      |                      |                      |                      |                      |                      |                      |                      |                      |                      |                      |                      |                      |                      |                      |                      |                      |                      |                      |                      |                      |                      |                      |                      |
| Sextos de Final: Vuelta                                                                    |                             |                             |                             |                             |                             |                             |                             |                             |                             |                             |                             |                      |                      |                      |                      |                      |                      |                      |                      |                      |                      |                      |                      |                      |                      |                      |                      |                      |                      |                      |                      |                      |                      |                      |                      |                      |                      |                      |                      |
| Unión Fuerza Minera                                                                        | 6 - 2                       | Municipal de Santa Rosa     | Luis Gutiérrez Toro         | Putina                      | 7 de agosto                 |                             |                             |                             |                             |                             |                             |                      |                      |                      |                      |                      |                      |                      |                      |                      |                      |                      |                      |                      |                      |                      |                      |                      |                      |                      |                      |                      |                      |                      |                      |                      |                      |                      |                      |
| Policial Santa Rosa                                                                        | 3 - 5                       | Sport Munich                | Enrique Torres Belón        | Puno                        | 7 de agosto                 |                             |                             |                             |                             |                             |                             |                      |                      |                      |                      |                      |                      |                      |                      |                      |                      |                      |                      |                      |                      |                      |                      |                      |                      |                      |                      |                      |                      |                      |                      |                      |                      |                      |                      |
| Credicoop San Román                                                                        | 2 - 0                       | Municipal de Lampa          | Guillermo Briceño           | Juliaca                     | 7 de agosto                 |                             |                             |                             |                             |                             |                             |                      |                      |                      |                      |                      |                      |                      |                      |                      |                      |                      |                      |                      |                      |                      |                      |                      |                      |                      |                      |                      |                      |                      |                      |                      |                      |                      |                      |
| Repechaje: Ida                                                                             |                             |                             |                             |                             |                             |                             |                             |                             |                             |                             |                             |                      |                      |                      |                      |                      |                      |                      |                      |                      |                      |                      |                      |                      |                      |                      |                      |                      |                      |                      |                      |                      |                      |                      |                      |                      |                      |                      |                      |
| Sport Munich                                                                               | 0 - 3                       | Credicoop San Román         | Enrique Torres Belón        | Puno                        | 11 de agosto                |                             |                             |                             |                             |                             |                             |                      |                      |                      |                      |                      |                      |                      |                      |                      |                      |                      |                      |                      |                      |                      |                      |                      |                      |                      |                      |                      |                      |                      |                      |                      |                      |                      |                      |
| Repechaje: Vuelta                                                                          |                             |                             |                             |                             |                             |                             |                             |                             |                             |                             |                             |                      |                      |                      |                      |                      |                      |                      |                      |                      |                      |                      |                      |                      |                      |                      |                      |                      |                      |                      |                      |                      |                      |                      |                      |                      |                      |                      |                      |
| Credicoop San Román                                                                        | 0 - 1                       | Sport Munich                | Guillermo Briceño           | Juliaca                     | 14 de agosto                |                             |                             |                             |                             |                             |                             |                      |                      |                      |                      |                      |                      |                      |                      |                      |                      |                      |                      |                      |                      |                      |                      |                      |                      |                      |                      |                      |                      |                      |                      |                      |                      |                      |                      |
| Final Departamental: Ida                                                                   |                             |                             |                             |                             |                             |                             |                             |                             |                             |                             |                             |                      |                      |                      |                      |                      |                      |                      |                      |                      |                      |                      |                      |                      |                      |                      |                      |                      |                      |                      |                      |                      |                      |                      |                      |                      |                      |                      |                      |
| Unión Fuerza Minera                                                                        | 2 - 0                       | Credicoop San Román         | Luis Gutiérrez Toro         | Putina                      | 17 de agosto                |                             |                             |                             |                             |                             |                             |                      |                      |                      |                      |                      |                      |                      |                      |                      |                      |                      |                      |                      |                      |                      |                      |                      |                      |                      |                      |                      |                      |                      |                      |                      |                      |                      |                      |
| Final Departamental: Vuelta                                                                |                             |                             |                             |                             |                             |                             |                             |                             |                             |                             |                             |                      |                      |                      |                      |                      |                      |                      |                      |                      |                      |                      |                      |                      |                      |                      |                      |                      |                      |                      |                      |                      |                      |                      |                      |                      |                      |                      |                      |
| Credicoop San Román                                                                        | 1 - 0                       | Unión Fuerza Minera         | Guillermo Briceño           | Juliaca                     | 21 de agosto                |                             |                             |                             |                             |                             |                             |                      |                      |                      |                      |                      |                      |                      |                      |                      |                      |                      |                      |                      |                      |                      |                      |                      |                      |                      |                      |                      |                      |                      |                      |                      |                      |                      |                      |
| Clasifican a la Nacional: Unión Fuerza Minera (Campeón) y Credicoop San Román (Subcampeón) |                             |                             |                             |                             |                             |                             |                             |                             |                             |                             |                             |                      |                      |                      |                      |                      |                      |                      |                      |                      |                      |                      |                      |                      |                      |                      |                      |                      |                      |                      |                      |                      |                      |                      |                      |                      |                      |                      |                      |

| Etapa Departamental de San Martín                                                              | Etapa Departamental de San Martín | Etapa Departamental de San Martín | Etapa Departamental de San Martín | Etapa Departamental de San Martín | Etapa Departamental de San Martín | Etapa Departamental de San Martín | Etapa Departamental de San Martín | Etapa Departamental de San Martín | Etapa Departamental de San Martín | Etapa Departamental de San Martín | Etapa Departamental de San Martín |                  |                  |                  |                  |                  |                  |                  |                  |                  |                  |                  |                  |                  |                  |                  |                  |                  |                  |                  |                  |                  |                  |                  |                  |                  |                  |                  |                  |
| Local                                                                                          | Resultado                         | Visitante                         | Estadio                           | Ciudad                            | Fecha                             |                                   |                                   |                                   |                                   |                                   |                                   |                  |                  |                  |                  |                  |                  |                  |                  |                  |                  |                  |                  |                  |                  |                  |                  |                  |                  |                  |                  |                  |                  |                  |                  |                  |                  |                  |                  |
| Semifinales: Ida                                                                               | Semifinales: Ida                  | Semifinales: Ida                  | Semifinales: Ida                  | Semifinales: Ida                  | Semifinales: Ida                  | Semifinales: Ida                  | Semifinales: Ida                  | Semifinales: Ida                  | Semifinales: Ida                  | Semifinales: Ida                  | Semifinales: Ida                  | Semifinales: Ida | Semifinales: Ida | Semifinales: Ida | Semifinales: Ida | Semifinales: Ida | Semifinales: Ida | Semifinales: Ida | Semifinales: Ida | Semifinales: Ida | Semifinales: Ida | Semifinales: Ida | Semifinales: Ida | Semifinales: Ida | Semifinales: Ida | Semifinales: Ida | Semifinales: Ida | Semifinales: Ida | Semifinales: Ida | Semifinales: Ida | Semifinales: Ida | Semifinales: Ida | Semifinales: Ida | Semifinales: Ida | Semifinales: Ida | Semifinales: Ida | Semifinales: Ida | Semifinales: Ida | Semifinales: Ida |
| ---------------------------------------------------------------------------------------------- | --------------------------------- | --------------------------------- | --------------------------------- | --------------------------------- | --------------------------------- | --------------------------------- | --------------------------------- | --------------------------------- | --------------------------------- | --------------------------------- | --------------------------------- | ---------------- | ---------------- | ---------------- | ---------------- | ---------------- | ---------------- | ---------------- | ---------------- | ---------------- | ---------------- | ---------------- | ---------------- | ---------------- | ---------------- | ---------------- | ---------------- | ---------------- | ---------------- | ---------------- | ---------------- | ---------------- | ---------------- | ---------------- | ---------------- | ---------------- | ---------------- | ---------------- | ---------------- |
| Bellavista FC                                                                                  | 0 - 0                             | Unión César Vallejo               | Municipal de Bellavista           | Bellavista                        | 7 de agosto                       |                                   |                                   |                                   |                                   |                                   |                                   |                  |                  |                  |                  |                  |                  |                  |                  |                  |                  |                  |                  |                  |                  |                  |                  |                  |                  |                  |                  |                  |                  |                  |                  |                  |                  |                  |                  |
| San José de Agua Blanca                                                                        | 3 - 0                             | Comunidad Campesina Eslabón       | Eladio Tapullima                  | San José de Sisa                  | 14 de agosto                      |                                   |                                   |                                   |                                   |                                   |                                   |                  |                  |                  |                  |                  |                  |                  |                  |                  |                  |                  |                  |                  |                  |                  |                  |                  |                  |                  |                  |                  |                  |                  |                  |                  |                  |                  |                  |
| Semifinales: Vuelta                                                                            |                                   |                                   |                                   |                                   |                                   |                                   |                                   |                                   |                                   |                                   |                                   |                  |                  |                  |                  |                  |                  |                  |                  |                  |                  |                  |                  |                  |                  |                  |                  |                  |                  |                  |                  |                  |                  |                  |                  |                  |                  |                  |                  |
| Unión César Vallejo                                                                            | 2 - 0                             | Bellavista FC                     | Municipal de Cacatachi            | Cacatachi                         | 14 de agosto                      |                                   |                                   |                                   |                                   |                                   |                                   |                  |                  |                  |                  |                  |                  |                  |                  |                  |                  |                  |                  |                  |                  |                  |                  |                  |                  |                  |                  |                  |                  |                  |                  |                  |                  |                  |                  |
| Comunidad Campesina Eslabón                                                                    | 0 - 2                             | San José de Agua Blanca           | IE Adela Vargas Burga             | El Eslabón                        | 21 de agosto                      |                                   |                                   |                                   |                                   |                                   |                                   |                  |                  |                  |                  |                  |                  |                  |                  |                  |                  |                  |                  |                  |                  |                  |                  |                  |                  |                  |                  |                  |                  |                  |                  |                  |                  |                  |                  |
| Clasifican a la Nacional: San José de Agua Blanca (Campeón) y Unión César Vallejo (Subcampeón) |                                   |                                   |                                   |                                   |                                   |                                   |                                   |                                   |                                   |                                   |                                   |                  |                  |                  |                  |                  |                  |                  |                  |                  |                  |                  |                  |                  |                  |                  |                  |                  |                  |                  |                  |                  |                  |                  |                  |                  |                  |                  |                  |

| Etapa Departamental de Tacna                                                                | Etapa Departamental de Tacna | Etapa Departamental de Tacna | Etapa Departamental de Tacna  | Etapa Departamental de Tacna | Etapa Departamental de Tacna | Etapa Departamental de Tacna | Etapa Departamental de Tacna | Etapa Departamental de Tacna | Etapa Departamental de Tacna | Etapa Departamental de Tacna | Etapa Departamental de Tacna |                    |                    |                    |                    |                    |                    |                    |                    |                    |                    |                    |                    |                    |                    |                    |                    |                    |                    |                    |                    |                    |                    |                    |                    |                    |                    |                    |                    |
| Local                                                                                       | Resultado                    | Visitante                    | Estadio                       | Ciudad                       | Fecha                        |                              |                              |                              |                              |                              |                              |                    |                    |                    |                    |                    |                    |                    |                    |                    |                    |                    |                    |                    |                    |                    |                    |                    |                    |                    |                    |                    |                    |                    |                    |                    |                    |                    |                    |
| Cuadrangular Final                                                                          | Cuadrangular Final           | Cuadrangular Final           | Cuadrangular Final            | Cuadrangular Final           | Cuadrangular Final           | Cuadrangular Final           | Cuadrangular Final           | Cuadrangular Final           | Cuadrangular Final           | Cuadrangular Final           | Cuadrangular Final           | Cuadrangular Final | Cuadrangular Final | Cuadrangular Final | Cuadrangular Final | Cuadrangular Final | Cuadrangular Final | Cuadrangular Final | Cuadrangular Final | Cuadrangular Final | Cuadrangular Final | Cuadrangular Final | Cuadrangular Final | Cuadrangular Final | Cuadrangular Final | Cuadrangular Final | Cuadrangular Final | Cuadrangular Final | Cuadrangular Final | Cuadrangular Final | Cuadrangular Final | Cuadrangular Final | Cuadrangular Final | Cuadrangular Final | Cuadrangular Final | Cuadrangular Final | Cuadrangular Final | Cuadrangular Final | Cuadrangular Final |
| ------------------------------------------------------------------------------------------- | ---------------------------- | ---------------------------- | ----------------------------- | ---------------------------- | ---------------------------- | ---------------------------- | ---------------------------- | ---------------------------- | ---------------------------- | ---------------------------- | ---------------------------- | ------------------ | ------------------ | ------------------ | ------------------ | ------------------ | ------------------ | ------------------ | ------------------ | ------------------ | ------------------ | ------------------ | ------------------ | ------------------ | ------------------ | ------------------ | ------------------ | ------------------ | ------------------ | ------------------ | ------------------ | ------------------ | ------------------ | ------------------ | ------------------ | ------------------ | ------------------ | ------------------ | ------------------ |
| E. G. B. Tacna Heroica                                                                      | 4 - 1                        | Águila Melgar                | Héroes del Alto de la Alianza | Tacna                        | 6 de agosto                  |                              |                              |                              |                              |                              |                              |                    |                    |                    |                    |                    |                    |                    |                    |                    |                    |                    |                    |                    |                    |                    |                    |                    |                    |                    |                    |                    |                    |                    |                    |                    |                    |                    |                    |
| Coronel Bolognesi                                                                           | 4 - 0                        | Unión Mirave                 | Héroes del Alto de la Alianza | Tacna                        | 7 de agosto                  |                              |                              |                              |                              |                              |                              |                    |                    |                    |                    |                    |                    |                    |                    |                    |                    |                    |                    |                    |                    |                    |                    |                    |                    |                    |                    |                    |                    |                    |                    |                    |                    |                    |                    |
| Coronel Bolognesi                                                                           | 2 - 0                        | Águila Melgar                | Héroes del Alto de la Alianza | Tacna                        | 13 de agosto                 |                              |                              |                              |                              |                              |                              |                    |                    |                    |                    |                    |                    |                    |                    |                    |                    |                    |                    |                    |                    |                    |                    |                    |                    |                    |                    |                    |                    |                    |                    |                    |                    |                    |                    |
| E. G. B. Tacna Heroica                                                                      | 3 - 1                        | Unión Mirave                 | Héroes del Alto de la Alianza | Tacna                        | 14 de agosto                 |                              |                              |                              |                              |                              |                              |                    |                    |                    |                    |                    |                    |                    |                    |                    |                    |                    |                    |                    |                    |                    |                    |                    |                    |                    |                    |                    |                    |                    |                    |                    |                    |                    |                    |
| Coronel Bolognesi                                                                           | 2 - 1                        | E. G. B. Tacna Heroica       | Héroes del Alto de la Alianza | Tacna                        | 21 de agosto                 |                              |                              |                              |                              |                              |                              |                    |                    |                    |                    |                    |                    |                    |                    |                    |                    |                    |                    |                    |                    |                    |                    |                    |                    |                    |                    |                    |                    |                    |                    |                    |                    |                    |                    |
| Clasifican a la Nacional: Coronel Bolognesi (Campeón) y E. G. B. Tacna Heroica (Subcampeón) |                              |                              |                               |                              |                              |                              |                              |                              |                              |                              |                              |                    |                    |                    |                    |                    |                    |                    |                    |                    |                    |                    |                    |                    |                    |                    |                    |                    |                    |                    |                    |                    |                    |                    |                    |                    |                    |                    |                    |

| Etapa Departamental de Tumbes                                                            | Etapa Departamental de Tumbes | Etapa Departamental de Tumbes | Etapa Departamental de Tumbes | Etapa Departamental de Tumbes | Etapa Departamental de Tumbes | Etapa Departamental de Tumbes | Etapa Departamental de Tumbes | Etapa Departamental de Tumbes | Etapa Departamental de Tumbes | Etapa Departamental de Tumbes | Etapa Departamental de Tumbes |                    |                    |                    |                    |                    |                    |                    |                    |                    |                    |                    |                    |                    |                    |                    |                    |                    |                    |                    |                    |                    |                    |                    |                    |                    |                    |                    |                    |
| Local                                                                                    | Resultado                     | Visitante                     | Estadio                       | Ciudad                        | Fecha                         |                               |                               |                               |                               |                               |                               |                    |                    |                    |                    |                    |                    |                    |                    |                    |                    |                    |                    |                    |                    |                    |                    |                    |                    |                    |                    |                    |                    |                    |                    |                    |                    |                    |                    |
| Cuadrangular Final                                                                       | Cuadrangular Final            | Cuadrangular Final            | Cuadrangular Final            | Cuadrangular Final            | Cuadrangular Final            | Cuadrangular Final            | Cuadrangular Final            | Cuadrangular Final            | Cuadrangular Final            | Cuadrangular Final            | Cuadrangular Final            | Cuadrangular Final | Cuadrangular Final | Cuadrangular Final | Cuadrangular Final | Cuadrangular Final | Cuadrangular Final | Cuadrangular Final | Cuadrangular Final | Cuadrangular Final | Cuadrangular Final | Cuadrangular Final | Cuadrangular Final | Cuadrangular Final | Cuadrangular Final | Cuadrangular Final | Cuadrangular Final | Cuadrangular Final | Cuadrangular Final | Cuadrangular Final | Cuadrangular Final | Cuadrangular Final | Cuadrangular Final | Cuadrangular Final | Cuadrangular Final | Cuadrangular Final | Cuadrangular Final | Cuadrangular Final | Cuadrangular Final |
| ---------------------------------------------------------------------------------------- | ----------------------------- | ----------------------------- | ----------------------------- | ----------------------------- | ----------------------------- | ----------------------------- | ----------------------------- | ----------------------------- | ----------------------------- | ----------------------------- | ----------------------------- | ------------------ | ------------------ | ------------------ | ------------------ | ------------------ | ------------------ | ------------------ | ------------------ | ------------------ | ------------------ | ------------------ | ------------------ | ------------------ | ------------------ | ------------------ | ------------------ | ------------------ | ------------------ | ------------------ | ------------------ | ------------------ | ------------------ | ------------------ | ------------------ | ------------------ | ------------------ | ------------------ | ------------------ |
| Independiente Carretas                                                                   | 0 - 0                         | Asociación Los Chanos         | Mariscal Cáceres              | Tumbes                        | 31 de julio                   |                               |                               |                               |                               |                               |                               |                    |                    |                    |                    |                    |                    |                    |                    |                    |                    |                    |                    |                    |                    |                    |                    |                    |                    |                    |                    |                    |                    |                    |                    |                    |                    |                    |                    |
| Cristal Tumbes                                                                           | 1 - 0                         | Comercial Aguas Verdes        | Mariscal Cáceres              | Tumbes                        | 31 de julio                   |                               |                               |                               |                               |                               |                               |                    |                    |                    |                    |                    |                    |                    |                    |                    |                    |                    |                    |                    |                    |                    |                    |                    |                    |                    |                    |                    |                    |                    |                    |                    |                    |                    |                    |
| Independiente Carretas                                                                   | 0 - 6                         | Comercial Aguas Verdes        | Mariscal Cáceres              | Tumbes                        | 7 de agosto                   |                               |                               |                               |                               |                               |                               |                    |                    |                    |                    |                    |                    |                    |                    |                    |                    |                    |                    |                    |                    |                    |                    |                    |                    |                    |                    |                    |                    |                    |                    |                    |                    |                    |                    |
| Cristal Tumbes                                                                           | 2 - 2                         | Asociación Los Chanos         | Mariscal Cáceres              | Tumbes                        | 7 de agosto                   |                               |                               |                               |                               |                               |                               |                    |                    |                    |                    |                    |                    |                    |                    |                    |                    |                    |                    |                    |                    |                    |                    |                    |                    |                    |                    |                    |                    |                    |                    |                    |                    |                    |                    |
| Cristal Tumbes                                                                           | 4 - 1                         | Independiente Carretas        | Mariscal Cáceres              | Tumbes                        | 14 de agosto                  |                               |                               |                               |                               |                               |                               |                    |                    |                    |                    |                    |                    |                    |                    |                    |                    |                    |                    |                    |                    |                    |                    |                    |                    |                    |                    |                    |                    |                    |                    |                    |                    |                    |                    |
| Comercial Aguas Verdes                                                                   | 1 - 1                         | Asociación Los Chanos         | Mariscal Cáceres              | Tumbes                        | 14 de agosto                  |                               |                               |                               |                               |                               |                               |                    |                    |                    |                    |                    |                    |                    |                    |                    |                    |                    |                    |                    |                    |                    |                    |                    |                    |                    |                    |                    |                    |                    |                    |                    |                    |                    |                    |
| Clasifican a la Nacional: Cristal Tumbes (Campeón) y Comercial Aguas Verdes (Subcampeón) |                               |                               |                               |                               |                               |                               |                               |                               |                               |                               |                               |                    |                    |                    |                    |                    |                    |                    |                    |                    |                    |                    |                    |                    |                    |                    |                    |                    |                    |                    |                    |                    |                    |                    |                    |                    |                    |                    |                    |

| Etapa Departamental de Ucayali                                                                         | Etapa Departamental de Ucayali | Etapa Departamental de Ucayali | Etapa Departamental de Ucayali | Etapa Departamental de Ucayali | Etapa Departamental de Ucayali | Etapa Departamental de Ucayali | Etapa Departamental de Ucayali | Etapa Departamental de Ucayali | Etapa Departamental de Ucayali | Etapa Departamental de Ucayali | Etapa Departamental de Ucayali |             |             |             |             |             |             |             |             |             |             |             |             |             |             |             |             |             |             |             |             |             |             |             |             |             |             |             |             |
| Local                                                                                                  | Resultado                      | Visitante                      | Estadio                        | Ciudad                         | Fecha                          |                                |                                |                                |                                |                                |                                |             |             |             |             |             |             |             |             |             |             |             |             |             |             |             |             |             |             |             |             |             |             |             |             |             |             |             |             |
| Semifinales                                                                                            | Semifinales                    | Semifinales                    | Semifinales                    | Semifinales                    | Semifinales                    | Semifinales                    | Semifinales                    | Semifinales                    | Semifinales                    | Semifinales                    | Semifinales                    | Semifinales | Semifinales | Semifinales | Semifinales | Semifinales | Semifinales | Semifinales | Semifinales | Semifinales | Semifinales | Semifinales | Semifinales | Semifinales | Semifinales | Semifinales | Semifinales | Semifinales | Semifinales | Semifinales | Semifinales | Semifinales | Semifinales | Semifinales | Semifinales | Semifinales | Semifinales | Semifinales | Semifinales |
| --- | ------------------------------ | ------------------------------ | ------------------------------ | ------------------------------ | ------------------------------ | ------------------------------ | ------------------------------ | ------------------------------ | ------------------------------ | ------------------------------ | ------------------------------ | ----------- | ----------- | ----------- | ----------- | ----------- | ----------- | ----------- | ----------- | ----------- | ----------- | ----------- | ----------- | ----------- | ----------- | ----------- | ----------- | ----------- | ----------- | ----------- | ----------- | ----------- | ----------- | ----------- | ----------- | ----------- | ----------- | ----------- | ----------- |
| Pucallpa F. C.                                                                                         | 2(4) - 2(5)                    | Defensor Neshuya               | Aliardo Soria                  | Pucallpa                       | 6 de agosto                    |                                |                                |                                |                                |                                |                                |             |             |             |             |             |             |             |             |             |             |             |             |             |             |             |             |             |             |             |             |             |             |             |             |             |             |             |             |
| C. D. Universidad Nacional Ucayali                                                                     | 3 - 0                          | Municipal de Atalaya           | Aliardo Soria                  | Pucallpa                       | 6 de agosto                    |                                |                                |                                |                                |                                |                                |             |             |             |             |             |             |             |             |             |             |             |             |             |             |             |             |             |             |             |             |             |             |             |             |             |             |             |             |
| Final Departamental                                                                                    |                                |                                |                                |                                |                                |                                |                                |                                |                                |                                |                                |             |             |             |             |             |             |             |             |             |             |             |             |             |             |             |             |             |             |             |             |             |             |             |             |             |             |             |             |
| C. D. Universidad Nacional Ucayali                                                                     | 2(4) - 2(5)                    | Defensor Neshuya               | Aliardo Soria                  | Pucallpa                       | 14 de agosto                   |                                |                                |                                |                                |                                |                                |             |             |             |             |             |             |             |             |             |             |             |             |             |             |             |             |             |             |             |             |             |             |             |             |             |             |             |             |
| Clasifican a la Nacional: Defensor Neshuya (Campeón) y C. D. Universidad Nacional Ucayali (Subcampeón) |                                |                                |                                |                                |                                |                                |                                |                                |                                |                                |                                |             |             |             |             |             |             |             |             |             |             |             |             |             |             |             |             |             |             |             |             |             |             |             |             |             |             |             |             |

| Etapa Departamental de Callao                                | Etapa Departamental de Callao | Etapa Departamental de Callao | Etapa Departamental de Callao | Etapa Departamental de Callao | Etapa Departamental de Callao | Etapa Departamental de Callao | Etapa Departamental de Callao | Etapa Departamental de Callao | Etapa Departamental de Callao | Etapa Departamental de Callao | Etapa Departamental de Callao |             |             |             |             |             |             |             |             |             |             |             |             |             |             |             |             |             |             |             |             |             |             |             |             |             |             |             |             |
| Local                                                        | Resultado                     | Visitante                     | Estadio                       | Ciudad                        | Fecha                         |                               |                               |                               |                               |                               |                               |             |             |             |             |             |             |             |             |             |             |             |             |             |             |             |             |             |             |             |             |             |             |             |             |             |             |             |             |
| Semifinales                                                  | Semifinales                   | Semifinales                   | Semifinales                   | Semifinales                   | Semifinales                   | Semifinales                   | Semifinales                   | Semifinales                   | Semifinales                   | Semifinales                   | Semifinales                   | Semifinales | Semifinales | Semifinales | Semifinales | Semifinales | Semifinales | Semifinales | Semifinales | Semifinales | Semifinales | Semifinales | Semifinales | Semifinales | Semifinales | Semifinales | Semifinales | Semifinales | Semifinales | Semifinales | Semifinales | Semifinales | Semifinales | Semifinales | Semifinales | Semifinales | Semifinales | Semifinales | Semifinales |
| ------------------------------------------------------------ | ----------------------------- | ----------------------------- | ----------------------------- | ----------------------------- | ----------------------------- | ----------------------------- | ----------------------------- | ----------------------------- | ----------------------------- | ----------------------------- | ----------------------------- | ----------- | ----------- | ----------- | ----------- | ----------- | ----------- | ----------- | ----------- | ----------- | ----------- | ----------- | ----------- | ----------- | ----------- | ----------- | ----------- | ----------- | ----------- | ----------- | ----------- | ----------- | ----------- | ----------- | ----------- | ----------- | ----------- | ----------- | ----------- |
| Alfredo Tomassini                                            | 1 - 2                         | Sport Blue Rays               | Facundo Ramírez Aguilar       | Ventanilla                    | 21 de agosto                  |                               |                               |                               |                               |                               |                               |             |             |             |             |             |             |             |             |             |             |             |             |             |             |             |             |             |             |             |             |             |             |             |             |             |             |             |             |
| Cultural Peñarol                                             | 3 - 0                         | José López Pazos              | Facundo Ramírez Aguilar       | Ventanilla                    | 21 de agosto                  |                               |                               |                               |                               |                               |                               |             |             |             |             |             |             |             |             |             |             |             |             |             |             |             |             |             |             |             |             |             |             |             |             |             |             |             |             |
| Clasifican a la Nacional: Cultural Peñarol y Sport Blue Rays |                               |                               |                               |                               |                               |                               |                               |                               |                               |                               |                               |             |             |             |             |             |             |             |             |             |             |             |             |             |             |             |             |             |             |             |             |             |             |             |             |             |             |             |             |

## Etapa nacional
Esta etapa se jugará entre septiembre y diciembre. El formato de competición fue creado por la empresa MatchVision desde la Copa Perú 2015.

### Primera fase: cruces zonales
Reúne a los 50 equipos clasificados de la etapa departamental (2 por cada región). Estos disputarán seis partidos enfrentando a 3 rivales (teniendo en cuenta la cercanía geográfica), jugando cada equipo 3 partidos de local y 3 partidos de visita intercalados. Los equipos campeones siempre enfrentarán a subcampeones y viceversa. Finalizadas las seis fechas de esta fase, todos los equipos se ordenarán en una tabla única de posiciones, donde: Los primeros 8 clasificarán directamente a octavos de final. Los ubicados entre los puestos 9 y 24 accederán a la segunda fase (repechajes). Finalmente, los equipos ubicados entre los puestos 25 al 50 quedarán eliminados.
Criterio de desempate
El Criterio de Desempate cuenta con 7 parámetros que se enumeran:

 1.	Mayor cantidad de puntos.

 2.	Mayor cantidad de puntos relativos ©: Que nacen de multiplicar los puntos ganados a cada rival por los puntos obtenidos por ese rival específico.

 3.	Mejor diferencia de goles.

 4.	Mayor cantidad de goles a favor.

 5.	Mejor campaña de visita utilizando los mismos criterios sólo para los partidos en esa condición:

        1.	Mayor cantidad de puntos logrados de visita

        2.	Mayor cantidad de puntos relativos en sus partidos de visita

        3.	Mejor diferencia de goles logrados de visita

        4.	Mayor cantidad de goles a favor en sus partidos de visita

 6.     Puntos logrados en el primer tiempo: Considerando como resultado final sólo el resultado de los primeros tiempos, y por último	

 7.	Se aplicará sorteo.

#### Participantes
| Departamento  | Club                                        | Fundación | Ciudad              | Condición  | Director Técnico     |
| ------------- | ------------------------------------------- | --------- | ------------------- | ---------- | -------------------- |
| Amazonas      | Unión Santo Domingo                         | 1979      | Chachapoyas         | Campeón    | Fernando Seminario   |
| Amazonas      | Higos Urco                                  | 1947      | Chachapoyas         | Subcampeón | Fernando Villanueva  |
| Áncash        | Sport Rosario                               | 1965      | Huaraz              | Campeón    | Lizandro Barbarán    |
| Áncash        | Deportivo Delusa                            | 2007      | Casma               | Subcampeón | Moisés Varas         |
| Apurímac      | José María Arguedas                         | 2004      | Andahuaylas         | Campeón    | Abel Silva           |
| Apurímac      | Deportivo La Victoria                       | 1972      | Abancay             | Subcampeón | Lizandro Barrientos  |
| Arequipa      | La Colina                                   | 2010      | El Pedregal         | Campeón    | Julio Begazo         |
| Arequipa      | Deportivo Binacional                        | 2016      | Paucarpata          | Subcampeón | Mario Flores         |
| Ayacucho      | Deportivo Municipal                         | 1996      | Pichari [CUS]       | Campeón    | Moisés Quispe        |
| Ayacucho      | Sport Huanta                                | 2012      | Huanta              | Subcampeón | Pedro Gonzales       |
| Cajamarca     | Deportivo Hualgayoc                         | 1992      | Hualgayoc           | Campeón    | Erick Torres         |
| Cajamarca     | Deportivo Coopac Nuestra Señora del Rosario | 2012      | Cajabamba           | Subcampeón | Alfredo Salaverry    |
| Cusco         | Deportivo Garcilaso                         | 1957      | Cusco               | Campeón    | Edson Ojeda          |
| Cusco         | Juventus Mollepata                          | 2011      | Mollepata           | Subcampeón | José Luis Bustamante |
| Huancavelica  | Unión Deportivo Ascensión                   | 1969      | Ascensión           | Campeón    | Jaime Carrión        |
| Huancavelica  | Cultural Bolognesi                          | 1976      | Huancavelica        | Subcampeón | Félix Lozada         |
| Huánuco       | Mariano Santos                              | 1987      | Tingo María         | Campeón    | Carlos Mori          |
| Huánuco       | Cultural Tarapacá                           | 1917      | Huánuco             | Subcampeón | José Chacaltana      |
| Ica           | Carlos Orellana                             | 1976      | La Tinguiña         | Campeón    | Óscar Mayurí         |
| Ica           | Octavio Espinoza                            | 1923      | Ica                 | Subcampeón | Alfonso Koc          |
| Junín         | Sport Águila                                | 1947      | Huancayo            | Campeón    | José Ramírez Cubas   |
| Junín         | Alipio Ponce                                | 1979      | Mazamari            | Subcampeón | Eduardo Asca         |
| La Libertad   | Racing Huamachuco                           | 1946      | Huamachuco          | Campeón    | Eusebio Salazar      |
| La Libertad   | Sport Chavelines Juniors                    | 1984      | Pacasmayo           | Subcampeón | William Laya         |
| Lambayeque    | Molino El Pirata                            | 2015      | José Leonardo Ortiz | Campeón    | Edwin Zelada         |
| Lambayeque    | La Nueva Alianza                            | 2010      | Chiclayo            | Subcampeón | Hugo Monteza         |
| Lima          | Deportivo Venus                             | 1980      | Huacho              | Campeón    | Jorge Cordero        |
| Lima          | Deportivo Independiente Miraflores          | 1983      | Lima                | Subcampeón | Luis Roth            |
| Loreto        | Estudiantil CNI                             | 1996      | Iquitos             | Campeón    | Juan José Vásquez    |
| Loreto        | Kola San Martín                             | 2014      | Punchana            | Subcampeón | Jorge Machuca        |
| Madre de Dios | Minsa FBC                                   | 1996      | Puerto Maldonado    | Campeón    | Víctor Bautista      |
| Madre de Dios | Deportivo Maldonado                         | 1935      | Puerto Maldonado    | Subcampeón | Julio Pérez Jara     |
| Moquegua      | Deportivo Enersur                           | 2003      | Ilo                 | Campeón    | Marco Sánchez        |
| Moquegua      | Mariscal Nieto                              | 1966      | Ilo                 | Subcampeón | Lino Sánchez         |
| Pasco         | Deportivo Municipal                         | 2015      | Oxapampa            | Campeón    | Julio Buendía        |
| Pasco         | Sport Ticlacayán                            | 2016      | Ticlacayán          | Subcampeón | José Humberto Pari   |
| Piura         | Atlético Grau                               | 1919      | Piura               | Campeón    | Guillermo Esteves    |
| Piura         | San Antonio                                 | 2012      | Piura               | Subcampeón | Javier Atoche        |
| Puno          | Unión Fuerza Minera                         | 2010      | Putina              | Campeón    | Leonardo Morales     |
| Puno          | Credicoop San Román                         | 2000      | Juliaca             | Subcampeón | Wilquer García       |
| San Martín    | San José                                    | 1998      | Agua Blanca         | Campeón    | Aristóteles Ramos    |
| San Martín    | Unión César Vallejo                         | 2010      | Tarapoto            | Subcampeón | Luis Panta           |
| Tacna         | Coronel Bolognesi                           | 1929      | Tacna               | Campeón    | Julio Gil            |
| Tacna         | EGB Tacna Heroica                           | 2014      | Alto de la Alianza  | Subcampeón | Nilton Arnao         |
| Tumbes        | Cristal Tumbes                              | 1981      | Tumbes              | Campeón    | Enrique Zuzunaga     |
| Tumbes        | Comercial Aguas Verdes                      | 1971      | Zarumilla           | Subcampeón | René Rujel           |
| Ucayali       | Defensor Neshuya                            | 2016      | Neshuya             | Campeón    | Édgar Galindo        |
| Ucayali       | Universidad Nacional Ucayali                | 1990      | Pucallpa            | Subcampeón | Harry López          |
| Callao        | Sport Blue Rays                             | 2016      | Callao              | Campeón    | Gerardo Carrillo     |
| Callao        | Cultural Peñarol                            | 1964      | Callao              | Subcampeón | Santiago Luyo        |

#### Tabla nacional de posiciones
| Pos. | Equipo                    | PJ | PG | PE | PP | Pts. | PR  | Dif. | GF | GC | Pts. Vi. |
| ---- | ------------------------- | -- | -- | -- | -- | ---- | --- | ---- | -- | -- | -------- |
| 1°   | Carlos Orellana           | 6  | 5  | 1  | 0  | 16   | 44  | 7    | 11 | 4  | 9        |
| 2°   | Deportivo Binacional      | 6  | 4  | 2  | 0  | 14   | 98  | 8    | 13 | 5  | 7        |
| 3°   | Sport Águila              | 6  | 4  | 2  | 0  | 14   | 52  | 10   | 13 | 3  | 7        |
| 4°   | Deportivo Garcilaso       | 6  | 4  | 2  | 0  | 14   | 42  | 7    | 8  | 1  | 5        |
| 5°   | Sport Rosario             | 6  | 4  | 1  | 1  | 13   | 92  | 6    | 13 | 7  | 4        |
| 6°   | Kola San Martín           | 6  | 4  | 1  | 1  | 13   | 74  | 9    | 19 | 10 | 7        |
| 7°   | Comercial Aguas Verdes    | 6  | 4  | 1  | 1  | 13   | 71  | 10   | 16 | 6  | 4        |
| 8°   | Deportivo Hualgayoc       | 6  | 4  | 1  | 1  | 13   | 67  | 9    | 18 | 9  | 4        |
| 9°   | José María Arguedas       | 6  | 4  | 1  | 1  | 13   | 58  | 5    | 8  | 3  | 7        |
| 10°  | EGB Tacna Heroica         | 6  | 4  | 1  | 1  | 13   | 57  | 2    | 11 | 9  | 6        |
| 11°  | Unión Deportivo Ascensión | 6  | 4  | 0  | 2  | 12   | 54  | 9    | 20 | 11 | 3        |
| 12°  | Venus                     | 6  | 4  | 0  | 2  | 12   | 48  | 15   | 21 | 6  | 3        |
| 13°  | Credicoop San Román       | 6  | 3  | 2  | 1  | 11   | 82  | 7    | 10 | 3  | 2        |
| 14°  | Molinos El Pirata         | 6  | 3  | 2  | 1  | 11   | 73  | 3    | 10 | 7  | 4        |
| 15°  | Octavio Espinoza          | 6  | 3  | 2  | 1  | 11   | 72  | 4    | 9  | 5  | 5        |
| 16°  | San José de Agua Blanca   | 6  | 3  | 2  | 1  | 11   | 63  | 3    | 12 | 8  | 4        |
| 17°  | Cultural Tarapacá         | 6  | 3  | 2  | 1  | 11   | 37  | 4    | 11 | 7  | 4        |
| 18°  | DIM                       | 6  | 3  | 1  | 2  | 10   | 101 | 0    | 5  | 5  | 1        |
| 19°  | Sport Huanta              | 6  | 3  | 1  | 2  | 10   | 100 | 5    | 12 | 7  | 1        |
| 20°  | Estudiantil CNI           | 6  | 3  | 1  | 2  | 10   | 98  | 5    | 16 | 11 | 6        |
| 21°  | Racing Club de Huamachuco | 6  | 3  | 1  | 2  | 10   | 70  | 2    | 7  | 5  | 1        |
| 22°  | Unión Santo Domingo       | 6  | 3  | 1  | 2  | 10   | 59  | 4    | 12 | 8  | 1        |
| 23°  | Unión Fuerza Minera       | 6  | 3  | 1  | 2  | 10   | 53  | 9    | 13 | 4  | 4        |
| 24°  | Minsa                     | 6  | 3  | 1  | 2  | 10   | 26  | -2   | 5  | 7  | 3        |
| 25°  | Coopac NSR                | 6  | 3  | 0  | 3  | 9    | 99  | 0    | 10 | 10 | 0        |
| 26°  | Municipal de Oxapampa     | 6  | 3  | 0  | 3  | 9    | 75  | -4   | 9  | 13 | 0        |
| 27°  | Atlético Grau             | 6  | 2  | 3  | 1  | 9    | 73  | 3    | 10 | 7  | 2        |
| 28°  | San Antonio               | 6  | 2  | 3  | 1  | 9    | 29  | 9    | 16 | 7  | 4        |
| 29°  | UNU                       | 6  | 3  | 0  | 3  | 9    | 15  | 10   | 19 | 9  | 3        |
| 30°  | Alipio Ponce              | 6  | 2  | 2  | 2  | 8    | 91  | 0    | 12 | 12 | 1        |
| 31°  | Mariscal Nieto            | 6  | 2  | 2  | 2  | 8    | 31  | -1   | 10 | 11 | 1        |
| 32°  | Sport Blue Rays           | 6  | 2  | 2  | 2  | 8    | 21  | -3   | 2  | 5  | 3        |
| 33°  | Coronel Bolognesi         | 6  | 2  | 1  | 3  | 7    | 71  | -1   | 12 | 13 | 1        |
| 34°  | Deportivo Delusa          | 6  | 2  | 1  | 3  | 7    | 40  | -1   | 9  | 10 | 3        |
| 35°  | Sport Ticlacayán          | 6  | 2  | 0  | 4  | 6    | 63  | -1   | 11 | 12 | 0        |
| 36°  | Sport Chavelines          | 6  | 1  | 2  | 3  | 5    | 54  | -4   | 8  | 12 | 0        |
| 37°  | Unión César Vallejo       | 6  | 1  | 2  | 3  | 5    | 50  | -2   | 7  | 9  | 1        |
| 38°  | Mariano Santos            | 6  | 1  | 2  | 3  | 5    | 49  | -8   | 7  | 15 | 1        |
| 39°  | Deportivo La Victoria     | 6  | 1  | 2  | 3  | 5    | 30  | -1   | 8  | 9  | 1        |
| 40°  | Higos Urco                | 6  | 1  | 1  | 4  | 4    | 39  | -10  | 6  | 16 | 0        |
| 41°  | La Colina                 | 6  | 1  | 1  | 4  | 4    | 38  | -3   | 11 | 14 | 0        |
| 42°  | Municipal de Pichari      | 6  | 1  | 1  | 4  | 4    | 35  | -8   | 8  | 16 | 0        |
| 43°  | La Nueva Alianza          | 5  | 1  | 1  | 3  | 4    | 13  | -5   | 11 | 16 | 3        |
| 44°  | Deportivo Enersur         | 6  | 0  | 3  | 3  | 3    | 32  | -8   | 1  | 9  | 1        |
| 45°  | Juventus Mollepata        | 6  | 1  | 0  | 5  | 3    | 30  | -6   | 2  | 8  | 0        |
| 46°  | Deportivo Maldonado       | 6  | 0  | 1  | 5  | 1    | 14  | -14  | 2  | 16 | 0        |
| 47°  | Cultural Bolognesi        | 6  | 0  | 0  | 6  | 0    | 0   | -18  | 3  | 21 | 0        |
| 48°  | Cultural Peñarol          | 6  | 0  | 0  | 6  | 0    | 0   | -18  | 1  | 19 | 0        |
| 49°  | Defensor Neshuya          | 6  | 0  | 0  | 6  | 0    | 0   | -19  | 2  | 21 | 0        |
| 50°  | Cristal Tumbes            | 5  | 0  | 0  | 5  | 0    | 0   | -22  | 5  | 27 | 0        |

|  | Clasifican a Etapa Nacional-Tercera Fase  |
|  | Clasificados Etapa Nacional-Segunda Fase. |
|  | Eliminados                                |

#### Fixture
| Sport Blue Rays                | 0 - 0 | Octavio Espinoza                            | El Ermitaño               | Independencia       | 3 de septiembre | 15:00 |
| Sport Rosario                  | 2 - 0 | Deportivo Independiente Miraflores          | Rosas Pampa               | Huaraz              | 3 de septiembre | 15:00 |
| Estudiantil CNI                | 0 - 0 | Unión César Vallejo                         | Max Augustín              | Iquitos             | 3 de septiembre | 15:00 |
| José María Arguedas            | 1 - 1 | Sport Huanta                                | Los Chankas               | Andahuaylas         | 3 de septiembre | 15:30 |
| Carlos Orellana                | 2 - 1 | Cultural Bolognesi                          | José Picasso Peratta      | Ica                 | 3 de septiembre | 15:45 |
| Deportivo Municipal (Pichari)  | 1 - 1 | Deportivo La Victoria                       | Municipal de Kimbiri      | Kimbiri             | 4 de septiembre | 15:00 |
| Atlético Grau                  | 3 - 1 | Comercial Aguas Verdes                      | Miguel Grau               | Piura               | 4 de septiembre | 15:00 |
| Molino El Pirata               | 2 - 0 | San Antonio                                 | César Flores Marigorda    | Lambayeque          | 4 de septiembre | 15:00 |
| Coronel Bolognesi              | 3 - 1 | Mariscal Nieto                              | Joel Gutiérrez            | Gregorio Albarracín | 4 de septiembre | 15:00 |
| Unión Fuerza Minera            | 0 - 1 | Deportivo Binacional                        | Guillermo Briceño         | Juliaca             | 4 de septiembre | 15:00 |
| Deportivo Enersur              | 0 - 0 | Credicoop San Román                         | Mariscal Nieto            | Ilo                 | 4 de septiembre | 15:00 |
| Sport Águila                   | 2 - 0 | Sport Ticlacayán                            | Huancayo                  | Huancayo            | 4 de septiembre | 15:15 |
| Unión Deportivo Ascensión      | 3 - 0 | Alipio Ponce                                | IPD de Huancavelica       | Huancavelica        | 4 de septiembre | 15:15 |
| Deportivo Municipal (Oxapampa) | 2 - 0 | Cultural Tarapacá                           | Municipal de Oxapampa     | Oxapampa            | 4 de septiembre | 15:15 |
| Cristal Tumbes                 | 2 - 4 | La Nueva Alianza                            | Mariscal Cáceres          | Tumbes              | 4 de septiembre | 15:30 |
| Defensor Neshuya               | 1 - 4 | Kola San Martín                             | Aliardo Soria             | Pucallpa            | 4 de septiembre | 15:30 |
| Deportivo Venus                | 5 - 1 | Cultural Peñarol                            | Segundo Aranda            | Huacho              | 4 de septiembre | 15:30 |
| San José de Agua Blanca        | 2 - 0 | Sport Chavelines                            | Hildebrando Salazar       | Lamas               | 4 de septiembre | 15:30 |
| La Colina                      | 2 - 3 | EGB Tacna Heroica                           | Almirante Miguel Grau     | El Pedregal         | 4 de septiembre | 15:30 |
| Minsa FBC                      | 1 - 0 | Juventus Mollepata                          | IPD de Puerto Maldonado   | Puerto Maldonado    | 4 de septiembre | 15:30 |
| Racing Huamachuco              | 2 - 0 | Deportivo Delusa                            | Municipal de Huamachuco   | Huamachuco          | 4 de septiembre | 15:45 |
| Deportivo Hualgayoc            | 3 - 0 | Higos Urco                                  | José Gálvez Egúsquiza     | Hualgayoc           | 5 de septiembre | 15:00 |
| Deportivo Garcilaso            | 4 - 1 | Deportivo Maldonado                         | Inca Garcilaso de la Vega | Cusco               | 8 de septiembre | 15:00 |
| Mariano Santos                 | 2 - 0 | C. D. Universidad Nacional Ucayali          | Municipal de Aucayacu     | Aucayacu            | 8 de septiembre | 15:00 |
| Unión Santo Domingo            | 2 - 0 | Deportivo Coopac Nuestra Señora del Rosario | Gran Kuélap               | Chachapoyas         | 5 de octubre    | 15:30 |

| La Nueva Alianza                            | 1 - 1 | Deportivo Hualgayoc            | De La Juventud            | Chongoyape          | 10 de septiembre | 11:00 |
| Deportivo Binacional                        | 4 - 1 | Coronel Bolognesi              | Monumental de la UNSA     | Arequipa            | 10 de septiembre | 13:00 |
| Cultural Tarapacá                           | 2 - 1 | Defensor Neshuya               | Heraclio Tapia            | Huánuco             | 10 de septiembre | 15:00 |
| Deportivo Independiente Miraflores          | 2 - 0 | Sport Blue Rays                | Marcial Villanueva Marcos | Cruz Blanca         | 10 de septiembre | 15:30 |
| Cultural Peñarol                            | 0 - 2 | Carlos Orellana                | Colegio Politécnico       | Callao              | 10 de septiembre | 15:30 |
| Sport Ticlacayán                            | 4 - 1 | Deportivo Venus                | Daniel Alcides Carrión    | Cerro de Pasco      | 11 de septiembre | 15:00 |
| Higos Urco                                  | 0 - 0 | Atlético Grau                  | Gran Kuélap               | Chachapoyas         | 11 de septiembre | 15:00 |
| Deportivo Coopac Nuestra Señora del Rosario | 3 - 0 | Racing Huamachuco              | Germán Contreras Jara     | Cajabamba           | 11 de septiembre | 15:00 |
| Juventus Mollepata                          | 0 - 2 | José María Arguedas            | Alberto Díaz              | Izcuchaca           | 11 de septiembre | 15:00 |
| EGB Tacna Heroica                           | 1 - 1 | Deportivo Enersur              | Joel Gutiérrez            | Gregorio Albarracín | 11 de septiembre | 15:00 |
| Credicoop San Román                         | 4 - 0 | Minsa FBC                      | Guillermo Briceño         | Juliaca             | 11 de septiembre | 15:00 |
| San Antonio                                 | 4 - 0 | Cristal Tumbes                 | Miguel Grau               | Piura               | 11 de septiembre | 15:00 |
| Octavio Espinoza                            | 2 - 1 | Deportivo Municipal (Pichari)  | José Picasso Peratta      | Ica                 | 11 de septiembre | 15:00 |
| Sport Huanta                                | 3 - 1 | Unión Deportivo Ascensión      | Eloy Molina Robles        | Huanta              | 11 de septiembre | 15:00 |
| Deportivo Maldonado                         | 0 - 2 | Unión Fuerza Minera            | IPD de Puerto Maldonado   | Puerto Maldonado    | 11 de septiembre | 15:00 |
| Kola San Martín                             | 2 - 1 | San José Agua Blanca           | Max Augustín              | Iquitos             | 11 de septiembre | 15:00 |
| Mariscal Nieto                              | 3 - 2 | La Colina                      | Mariscal Nieto            | Ilo                 | 11 de septiembre | 15:15 |
| Alipio Ponce                                | 3 - 1 | Deportivo Municipal (Oxapampa) | Los Sinchis               | Mazamari            | 11 de septiembre | 15:15 |
| Sport Chavelines Juniors                    | 3 - 3 | Sport Rosario                  | Municipal de Pacasmayo    | Pacasmayo           | 11 de septiembre | 15:30 |
| Unión César Vallejo                         | 1 - 1 | Unión Santo Domingo            | Hildebrando Salazar       | Lamas               | 11 de septiembre | 15:30 |
| Deportivo La Victoria                       | 0 - 0 | Deportivo Garcilaso            | Monumental Condebamba     | Abancay             | 11 de septiembre | 15:30 |
| Cultural Bolognesi                          | 0 - 2 | Sport Águila                   | IPD de Huancavelica       | Huancavelica        | 11 de septiembre | 15:30 |
| Comercial Aguas Verdes                      | 1 - 0 | Molino El Pirata               | 24 de Julio               | Zarumilla           | 11 de septiembre | 15:30 |
| Deportivo Delusa                            | 3 - 0 | Mariano Santos                 | Valeriano López           | Casma               | 11 de septiembre | 16:00 |
| C. D. Universidad Nacional Ucayali          | 2 - 4 | Estudiantil CNI                | Aliardo Soria             | Pucallpa            | 13 de septiembre | 15:30 |

| Sport Rosario                  | 2 - 0 | Deportivo Delusa                            | Rosas Pampa               | Huaraz               | 17 de septiembre | 14:00 |
| Defensor Neshuya               | 0 - 4 | C. D. Universidad Nacional Ucayali          | Aliardo Soria             | Pucallpa             | 17 de septiembre | 15:30 |
| Deportivo Municipal (Pichari)  | 2 - 1 | Sport Huanta                                | Municipal de Kimbiri      | Kimbiri              | 18 de septiembre | 13:00 |
| Unión Santo Domingo            | 5 - 1 | Higos Urco                                  | Gran Kuélap               | Chachapoyas          | 18 de septiembre | 15:00 |
| Atlético Grau                  | 1 - 1 | San Antonio                                 | Miguel Grau               | Piura                | 18 de septiembre | 15:00 |
| Molino El Pirata               | 3 - 2 | La Nueva Alianza                            | Elías Aguirre             | Chiclayo             | 18 de septiembre | 15:00 |
| Mariano Santos                 | 1 - 1 | Cultural Tarapacá                           | Municipal de Aucayacu     | Aucayacu             | 18 de septiembre | 15:00 |
| Deportivo Garcilaso            | 1 - 0 | Juventus Mollepata                          | Inca Garcilaso de la Vega | Cusco                | 18 de septiembre | 15:00 |
| Minsa FBC                      | 1 - 0 | Deportivo Maldonado                         | IPD                       | Puerto Maldonado     | 18 de septiembre | 15:00 |
| Unión Fuerza Minera            | 2 - 0 | Credicoop San Román                         | Luis Gutiérrez Toro       | Putina               | 18 de septiembre | 15:00 |
| Coronel Bolognesi              | 3 - 1 | EGB Tacna Heroica                           | Joel Gutiérrez            | Gregorio Albarrracín | 18 de septiembre | 15:10 |
| Sport Águila                   | 1 - 1 | Alipio Ponce                                | Mariscal Castilla         | El Tambo             | 18 de septiembre | 15:15 |
| Deportivo Enersur              | 0 - 0 | Mariscal Nieto                              | Mariscal Nieto            | Ilo                  | 18 de septiembre | 15:20 |
| La Colina                      | 1 - 1 | Deportivo Binacional                        | Almirante Miguel Grau     | El Pedregal          | 18 de septiembre | 15:30 |
| Deportivo Hualgayoc            | 3 - 1 | Deportivo Coopac Nuestra Señora del Rosario | José Gálvez Egúsquiza     | Hualgayoc            | 18 de septiembre | 15:30 |
| Sport Blue Rays                | 1 - 0 | Cultural Peñarol                            | El Ermitaño               | Independencia        | 18 de septiembre | 15:30 |
| Deportivo Venus                | 2 - 0 | Deportivo Independiente Miraflores          | Segundo Aranda            | Huacho               | 18 de septiembre | 15:30 |
| San José Agua Blanca           | 3 - 1 | Unión César Vallejo                         | Hildebrando Salazar       | Lamas                | 18 de septiembre | 15:30 |
| Carlos Orellana                | 0 - 0 | Octavio Espinoza                            | Hugo Sotil                | Parcona              | 18 de septiembre | 15:30 |
| José María Arguedas            | 2 - 0 | Deportivo La Victoria                       | Los Chankas               | Andahuaylas          | 18 de septiembre | 15:30 |
| Unión Deportivo Ascensión      | 6 - 0 | Cultural Bolognesi                          | IPD de Huancavelica       | Huancavelica         | 18 de septiembre | 15:30 |
| Deportivo Municipal (Oxapampa) | 1 - 0 | Sport Ticlacayán                            | Municipal de Oxapampa     | Oxapampa             | 18 de septiembre | 15:30 |
| Estudiantil CNI                | 0 - 2 | Kola San Martín                             | Max Augustín              | Iquitos              | 18 de septiembre | 15:30 |
| Racing Huamachuco              | 2 - 0 | Sport Chavelines                            | Municipal de Huamachuco   | Huamachuco           | 18 de septiembre | 16:00 |
| Cristal Tumbes                 | 2 - 9 | Comercial Aguas Verdes                      | Mariscal Cáceres          | Tumbes               | 18 de septiembre | 16:00 |

| Deportivo Binacional                        | 4 - 1 | La Colina                      | Monumental de la UNSA     | Arequipa            | 24 de septiembre | 13:00 |
| La Nueva Alianza                            | 2 - 3 | Molino El Pirata               | Elías Aguirre             | Chiclayo            | 24 de septiembre | 15:00 |
| Juventus Mollepata                          | 0 - 2 | Deportivo Garcilaso            | Inca Garcilaso            | Cusco               | 24 de septiembre | 15:30 |
| Cultural Peñarol                            | 0 - 1 | Sport Blue Rays                | Colegio Politécnico       | Callao              | 25 de septiembre | 14:00 |
| Sport Huanta                                | 4 - 0 | Deportivo Municipal (Pichari)  | Eloy Molina Robles        | Huanta              | 25 de septiembre | 15:00 |
| Cultural Tarapacá                           | 2 - 2 | Mariano Santos                 | Heraclio Tapia            | Huánuco             | 25 de septiembre | 15:00 |
| Octavio Espinoza                            | 2 - 3 | Carlos Orellana                | José Picasso Peratta      | Ica                 | 25 de septiembre | 15:00 |
| Deportivo Independiente Miraflores          | 1 - 0 | Deportivo Venus                | Marcial Villanueva Marcos | Cruz Blanca         | 25 de septiembre | 15:00 |
| Credicoop San Román                         | 2 - 1 | Unión Fuerza Minera            | Guillermo Briceño         | Juliaca             | 25 de septiembre | 15:00 |
| C. D. Universidad Nacional Ucayali          | 7 - 0 | Defensor Neshuya               | Aliardo Soria             | Pucallpa            | 25 de septiembre | 15:00 |
| EGB Tacna Heroica                           | 2 - 1 | Coronel Bolognesi              | Joel Gutiérrez            | Gregorio Albarracín | 25 de septiembre | 15:10 |
| Alipio Ponce                                | 1 - 1 | Sport Águila                   | Los Sinchis               | Mazamari            | 25 de septiembre | 15:15 |
| Mariscal Nieto                              | 3 - 0 | Deportivo Enersur              | Mariscal Nieto            | Ilo                 | 25 de septiembre | 15:20 |
| Higos Urco                                  | 2 - 1 | Unión Santo Domingo            | Gran Kuélap               | Chachapoyas         | 25 de septiembre | 15:30 |
| Deportivo La Victoria                       | 1 - 2 | José María Arguedas            | Monumental Condebamba     | Abancay             | 25 de septiembre | 15:30 |
| Deportivo Coopac Nuestra Señora del Rosario | 3 - 1 | Deportivo Hualgayoc            | Germán Contreras Jara     | Cajabamba           | 25 de septiembre | 15:30 |
| Cultural Bolognesi                          | 0 - 2 | Unión Deportivo Ascensión      | IPD de Huancavelica       | Huancavelica        | 25 de septiembre | 15:30 |
| Kola San Martín                             | 3 - 7 | Estudiantil CNI                | Max Augustín              | Iquitos             | 25 de septiembre | 15:30 |
| Deportivo Maldonado                         | 1 - 2 | Minsa FBC                      | IPD de Puerto Maldonado   | Puerto Maldonado    | 25 de septiembre | 15:30 |
| Sport Ticlacayán                            | 7 - 1 | Deportivo Municipal (Oxapampa) | Daniel Alcides Carrión    | Cerro de Pasco      | 25 de septiembre | 15:30 |
| San Antonio                                 | 2 - 2 | Atlético Grau                  | Sesquicentenario          | Sechura             | 25 de septiembre | 15:30 |
| Unión César Vallejo                         | 1 - 2 | San José Agua Blanca           | Carlos Vidaurre           | Tarapoto            | 25 de septiembre | 15:30 |
| Deportivo Delusa                            | 2 - 3 | Sport Rosario                  | Valeriano López           | Casma               | 25 de septiembre | 16:00 |
| Sport Chavelines                            | 2 - 0 | Racing Huamachuco              | Municipal de Pacasmayo    | Pacasmayo           | 25 de septiembre | 16:00 |
| Comercial Aguas Verdes                      | 2 - 0 | Cristal Tumbes                 | 24 de Julio               | Zarumilla           | 25 de septiembre | 16:00 |

| Sport Rosario                  | 2 - 0 | Sport Chavelines                            | Rosas Pampa               | Huaraz              | 1 de octubre | 13:00 |
| Sport Blue Rays                | 0 - 0 | Deportivo Independiente Miraflores          | El Ermitaño               | Independencia       | 1 de octubre | 15:30 |
| Defensor Neshuya               | 0 - 4 | Cultural Tarapacá                           | Aliardo Soria             | Pucallpa            | 1 de octubre | 15:30 |
| Estudiantil CNI                | 3 - 0 | C. D. Universidad Nacional Ucayali          | Max Augustín              | Iquitos             | 1 de octubre | 15:30 |
| Cristal Tumbes                 | 1 - 8 | San Antonio                                 | Mariscal Cáceres          | Tumbes              | 2 de octubre | 11:00 |
| Deportivo Municipal (Pichari)  | 1 - 2 | Octavio Espinoza                            | Municipal de Kimbiri      | Kimbiri             | 2 de octubre | 14:30 |
| Atlético Grau                  | 4 - 1 | Higos Urco                                  | Miguel Grau               | Piura               | 2 de octubre | 15:00 |
| Molino El Pirata               | 1 - 1 | Comercial Aguas Verdes                      | Elías Aguirre             | Chiclayo            | 2 de octubre | 15:00 |
| Deportivo Hualgayoc            | 7 - 2 | La Nueva Alianza                            | José Gálvez Egúsquiza     | Hualgayoc           | 2 de octubre | 15:00 |
| Mariano Santos                 | 2 - 3 | Deportivo Delusa                            | Municipal de Aucayacu     | Aucayacu            | 2 de octubre | 15:00 |
| Unión Fuerza Minera            | 7 - 0 | Deportivo Maldonado                         | Guillermo Briceño         | Juliaca             | 2 de octubre | 15:00 |
| Coronel Bolognesi              | 1 - 2 | Deportivo Binacional                        | Joel Gutiérrez            | Gregorio Albarracín | 2 de octubre | 15:10 |
| Sport Águila                   | 5 - 1 | Cultural Bolognesi                          | Huancayo                  | Huancayo            | 2 de octubre | 15:15 |
| Deportivo Enersur              | 0 - 1 | EGB Tacna Heroica                           | Mariscal Nieto            | Ilo                 | 2 de octubre | 15:20 |
| Unión Santo Domingo            | 1 - 0 | Unión César Vallejo                         | Gran Kuélap               | Chachapoyas         | 2 de octubre | 15:30 |
| San José Agua Blanca           | 1 - 1 | Kola San Martín                             | Eladio Tapullima          | San José de Sisa    | 2 de octubre | 15:30 |
| Deportivo Municipal (Oxapampa) | 3 - 1 | Alipio Ponce                                | Municipal de Oxapampa     | Oxapampa            | 2 de octubre | 15:30 |
| Deportivo Venus                | 5 - 0 | Sport Ticlacayán                            | Segundo Aranda            | Huacho              | 2 de octubre | 15:30 |
| Carlos Orellana                | 2 - 0 | Cultural Peñarol                            | Fernando Cevasco          | La Tinguiña         | 2 de octubre | 15:30 |
| Unión Deportivo Ascensión      | 3 - 2 | Sport Huanta                                | IPD de Huancavelica       | Huancavelica        | 2 de octubre | 15:30 |
| Minsa FBC                      | 0 - 0 | Credicoop San Román                         | IPD de Puerto Maldonado   | Puerto Maldonado    | 2 de octubre | 15:30 |
| Deportivo Garcilaso            | 1 - 0 | Deportivo La Victoria                       | Inca Garcilaso de la Vega | Cusco               | 2 de octubre | 15:30 |
| José María Arguedas            | 1 - 0 | Juventus Mollepata                          | Los Chankas               | Andahuaylas         | 2 de octubre | 15:30 |
| La Colina                      | 3 - 0 | Mariscal Nieto                              | Almirante Miguel Grau     | El Pedregal         | 2 de octubre | 15:30 |
| Racing Huamachuco              | 3 - 0 | Deportivo Coopac Nuestra Señora del Rosario | Municipal de Huamachuco   | Huamachuco          | 2 de octubre | 16:00 |

| Deportivo Binacional                        | 1 - 1 | Unión Fuerza Minera            | Monumental de la UNSA   | Arequipa            | 8 de octubre   | 13:00 |
| Cultural Tarapacá                           | 2 - 1 | Deportivo Municipal (Oxapampa) | Heraclio Tapia          | Huánuco             | 8 de octubre   | 15:00 |
| Deportivo Independiente Miraflores          | 2 - 1 | Sport Rosario                  | Manuel Bonilla          | Lima                | 8 de octubre   | 15:30 |
| Octavio Espinoza                            | 3 - 0 | Sport Blue Rays                | José Picasso Peratta    | Ica                 | 9 de octubre   | 13:00 |
| Credicoop San Román                         | 4 - 0 | Deportivo Enersur              | Guillermo Briceño       | Juliaca             | 9 de octubre   | 15:00 |
| EGB Tacna Heroica                           | 3 - 2 | La Colina                      | Joel Gutiérrez          | Gregorio Albarracín | 9 de octubre   | 15:10 |
| Alipio Ponce                                | 6 - 3 | Unión Deportivo Ascensión      | Los Sinchis             | Mazamari            | 9 de octubre   | 15:15 |
| Mariscal Nieto                              | 3 - 3 | Coronel Bolognesi              | Mariscal Nieto          | Ilo                 | 9 de octubre   | 15:20 |
| Sport Huanta                                | 1 - 0 | José María Arguedas            | Eloy Molina Robles      | Huanta              | 9 de octubre   | 15:30 |
| Higos Urco                                  | 2 - 3 | Deportivo Hualgayoc            | Gran Kuélap             | Chachapoyas         | 9 de octubre   | 15:30 |
| C. D. Universidad Nacional Ucayali          | 6 - 0 | Mariano Santos                 | Aliardo Soria           | Pucallpa            | 9 de octubre   | 15:30 |
| Cultural Bolognesi                          | 1 - 2 | Carlos Orellana                | IPD de Huancavelica     | Huancavelica        | 9 de octubre   | 15:30 |
| Sport Ticlacayán                            | 0 - 2 | Sport Águila                   | Daniel Alcides Carrión  | Cerro de Pasco      | 9 de octubre   | 15:30 |
| Cultural Peñarol                            | 0 - 8 | Deportivo Venus                | Segundo Aranda Torres   | Huacho              | 9 de octubre   | 15:30 |
| San Antonio                                 | 1 - 1 | Molino El Pirata               | Miguel Grau             | Piura               | 9 de octubre   | 15:30 |
| Unión César Vallejo                         | 4 - 2 | Estudiantil CNI                | Carlos Vidaurre         | Tarapoto            | 9 de octubre   | 15:30 |
| Juventus Mollepata                          | 2 - 1 | Minsa FBC                      | Alberto Díaz            | Izcuchaca           | 9 de octubre   | 15:30 |
| Comercial Aguas Verdes                      | 2 - 0 | Atlético Grau                  | 24 de Julio             | Zarumilla           | 9 de octubre   | 15:30 |
| Kola San Martín                             | 7 - 0 | Defensor Neshuya               | Max Augustín            | Iquitos             | 9 de octubre   | 15:30 |
| Deportivo Maldonado                         | 0 - 0 | Deportivo Garcilaso            | IPD de Puerto Maldonado | Puerto Maldonado    | 9 de octubre   | 15:30 |
| Deportivo Coopac Nuestra Señora del Rosario | 4 - 2 | Unión Santo Domingo            | Germán Contreras Jara   | Cajabamba           | 9 de octubre   | 15:30 |
| Deportivo La Victoria                       | 6 - 3 | Deportivo Municipal (Pichari)  | Monumental Condebamba   | Abancay             | 9 de octubre   | 15:30 |
| Deportivo Delusa                            | 1 - 1 | Racing Huamachuco              | Valeriano López         | Casma               | 9 de octubre   | 16:00 |
| Sport Chavelines                            | 3 - 3 | San José Agua Blanca           | Municipal de Pacasmayo  | Pacasmayo           | 9 de octubre   | 16:00 |
| La Nueva Alianza                            | ---   | Cristal Tumbes                 | Elías Aguirre           | Chiclayo            | No se programó |       |

## Etapa nacional: fases finales

### Segunda fase (repechajes)
Participantes
| Club                               | Distrito            | Provincia             | Departamento  | Localía                              | Director Técnico   |
| ---------------------------------- | ------------------- | --------------------- | ------------- | ------------------------------------ | ------------------ |
| José María Arguedas                | Andahuaylas         | Andahuaylas           | Apurímac      | Estadio Los Chankas                  | Abel Silva         |
| EGB Tacna Heroica                  | Alto de la Alianza  | Tacna                 | Tacna         | Estadio Joel Gutiérrez               | Nilton Arnao       |
| Unión Deportivo Ascensión          | Ascensión           | Huancavelica          | Huancavelica  | Estadio IPD de Huancavelica          | Jaime Carrión      |
| Deportivo Venus                    | Huacho              | Huaura                | Lima          | Estadio Segundo Aranda Torres        | Jorge Cordero      |
| Credicoop San Román                | Juliaca             | San Román             | Puno          | Estadio Guillermo Briceño Rosamedina | Wilquer García     |
| Molino El Pirata                   | José Leonardo Ortiz | Chiclayo              | Lambayeque    | Estadio Elías Aguirre                | Edwin Zelada       |
| Octavio Espinoza                   | Ica                 | Ica                   | Ica           | Estadio José Picasso Peratta         | Alfonso Koch       |
| San José Agua Blanca               | Agua Blanca         | El Dorado             | San Martín    | Estadio Eladio Tapullima             | Aristóteles Ramos  |
| Cultural Tarapacá                  | Huánuco             | Huánuco               | Huánuco       | Estadio Heraclio Tapia               | José Chacaltana    |
| Deportivo Independiente Miraflores | Miraflores          | Lima                  | Lima          | Estadio Marcial Villanueva Marcos    | Luis Roth          |
| Sport Huanta                       | Huanta              | Huanta                | Ayacucho      | Estadio Eloy Molina Robles           | Pedro Gonzáles     |
| Estudiantil CNI                    | Iquitos             | Maynas                | Loreto        | Estadio Max Augustín                 | Juan José Vásquez  |
| Racing Huamachuco                  | Huamachuco          | Sánchez Carrión       | La Libertad   | Estadio Municipal de Huamachuco      | Eusebio Salazar    |
| Unión Santo Domingo                | Chachapoyas         | Chachapoyas           | Amazonas      | Estadio Gran Kuélap                  | Fernando Seminario |
| Unión Fuerza Minera                | Quilcapuncu         | San Antonio de Putina | Puno          | Estadio Luis Gutiérrez Toro          | Leonardo Morales   |
| Minsa FBC                          | Tambopata           | Tambopata             | Madre de Dios | Estadio IPD de Puerto Maldonado      | Víctor Bautista    |

### Repechajes

#### Repechaje 1
| 16 de octubre de 2016, 15:30 | Unión Santo Domingo        | 3:0 (2:0) | San José Agua Blanca | Estadio Kuélap, Chachapoyas                               |                                                           |
|                              | Herrera 17' · Vega 42' 78' |           |                      | Asistencia: 1.090 espectadores Árbitro(s): Alberto Lozano | Asistencia: 1.090 espectadores Árbitro(s): Alberto Lozano |

| 23 de octubre de 2016, 14:00 | San José Agua Blanca                                                | 6:3 (2:1) | Unión Santo Domingo                                    | Estadio Carlos Vidaurre García, Tarapoto           |                                                    |
|                              | Javier Trauco 1' 17' 63' · William López 49' 52' · Fred Paredes 78' |           | Roivito Herrera 40' · Xiomar López 56' · Luis Mora 84' | Asistencia: 600 espectadores Árbitro(s): José Lora | Asistencia: 600 espectadores Árbitro(s): José Lora |

#### Repechaje 2
| 15 de octubre de 2016, 15:00 | Deportivo Independiente Miraflores | 1:0 (0:0) | Octavio Espinoza | Estadio Marcial Villanueva Marcos, Cruz Blanca - Huaura     |                                                             |
|                              | Quezada 90+4'                      |           |                  | Asistencia: 1.050 espectadores Árbitro(s): Eduardo Chirinos | Asistencia: 1.050 espectadores Árbitro(s): Eduardo Chirinos |

| 23 de octubre de 2016, 15:00 | Octavio Espinoza                | 2:1 (1:0) | Deportivo Independiente Miraflores | Estadio José Picasso Peratta, Ica                      |                                                        |
|                              | Ray Flores 26' · Julio Vera 84' |           | Luis Chizán 70'                    | Asistencia: 950 espectadores Árbitro(s): Mike Palomino | Asistencia: 950 espectadores Árbitro(s): Mike Palomino |

#### Repechaje 3
| 16 de octubre de 2016, 16:00 | Racing Huamachuco                            | 4:0 (2:0) | Molino El Pirata | Estadio Municipal de Huamachuco, Huamachuco            |                                                        |
|                              | Chávez 32' · León 45' · Mora 61' · Durán 76' |           |                  | Asistencia: 1.800 espectadores Árbitro(s): Por Definir | Asistencia: 1.800 espectadores Árbitro(s): Por Definir |

| 23 de octubre de 2016, 13:00 | Molino El Pirata                                        | 3:0 (2:0) | Racing Huamachuco | Estadio Francisco Mendoza Pizarro, Olmos                   |                                                            |
|                              | Julio Talaviña 15' · Ricardo Prieto 40' · Luis León 71' |           |                   | Asistencia: 1.000 espectadores Árbitro(s): Wilder Espinoza | Asistencia: 1.000 espectadores Árbitro(s): Wilder Espinoza |

#### Repechaje 4
| 16 de octubre de 2016, 15:30 | Minsa FBC | 0:2 (0:1) | Credicoop San Román | Estadio IPD de Puerto Maldonado, Puerto Maldonado           |                                                             |
|                              |           |           | Suárez 4' 66'       | Asistencia: 1.990 espectadores Árbitro(s): Guillermo Tejeda | Asistencia: 1.990 espectadores Árbitro(s): Guillermo Tejeda |

| 23 de octubre de 2016, 15:00 | Credicoop San Román                  | 2:0 (1:0) | Minsa FBC | Estadio Guillermo Briceño Rosamedina, Juliaca           |                                                         |
|                              | Tony Suárez 14' · Moisés Machaca 54' |           |           | Asistencia: 350 espectadores Árbitro(s): Jorge Carrillo | Asistencia: 350 espectadores Árbitro(s): Jorge Carrillo |

#### Repechaje 5
| 16 de octubre de 2016, 15:30 | Deportivo Venus | 1:0 (0:0) | Estudiantil CNI | Estadio Segundo Aranda Torres, Huacho                    |                                                          |
|                              | Sáenz 90+4'     |           |                 | Asistencia: 400 espectadores Árbitro(s): Jesús Cartagena | Asistencia: 400 espectadores Árbitro(s): Jesús Cartagena |

| 23 de octubre de 2016, 15:00 | Estudiantil CNI   | 1:1 (0:1) | Deportivo Venus | Estadio Max Augustín, Iquitos                        |                                                      |
|                              | Carlo Urquizo 73' |           | Walter Sáenz 3' | Asistencia: 980 espectadores Árbitro(s): Jorge Panta | Asistencia: 980 espectadores Árbitro(s): Jorge Panta |

#### Repechaje 6
| 16 de octubre de 2016, 13:00 | Cultural Tarapacá         | 2:3 (1:0) | Unión Deportivo Ascensión             | Estadio Heraclio Tapia, Huánuco                          |                                                          |
|                              | Arriaga 45' · Porraas 78' |           | Paitán 58' · Castillo 83' · Allca 88' | Asistencia: 2.090 espectadores Árbitro(s): Fernando Jerí | Asistencia: 2.090 espectadores Árbitro(s): Fernando Jerí |

| 23 de octubre de 2016, 15:30 | Unión Deportivo Ascensión                                                   | 4:1 (1:1) | Cultural Tarapacá | Estadio IPD de Huancavelica, Huancavelica             |                                                       |
|                              | Erick Chávez 27' · Edseel Quiróz 47' · Diego Bejarano 76' · Yhosep Soto 86' |           | José Ccencho 25'  | Asistencia: 700 espectadores Árbitro(s): Jhon Cabrera | Asistencia: 700 espectadores Árbitro(s): Jhon Cabrera |

#### Repechaje 7
| 16 de octubre de 2016, 15:00 | Unión Fuerza Minera | 0:0 (0:0) | EGB Tacna Heroica | Estadio Guillermo Briceño Rosamedina, Juliaca         |  |
|                              |                     |           |                   | Asistencia: 1.009 espectadores Árbitro(s): Iván Chang |  |

| 23 de octubre de 2016, 15:00 | EGB Tacna Heroica                                       | 3:1 (1:0) | Unión Fuerza Minera | Estadio Joel Gutiérrez, Gregorio Albarracín           |                                                       |
|                              | Martín Oviedo 21' · Renato Díaz 63' · Aléxis Torres 87' |           | Edwin Flores 86'    | Asistencia: 970 espectadores Árbitro(s): Ramón Blanco | Asistencia: 970 espectadores Árbitro(s): Ramón Blanco |

#### Repechaje 8
| 16 de octubre de 2016, 15:30 | Sport Huanta              | 2:2 (1:1) | José María Arguedas    | Estadio Eloy Molina Robles, Huanta                      |                                                         |
|                              | Gallegos 43' · Blanco 53' |           | Rojas 35' · Robles 60' | Asistencia: 980 espectadores Árbitro(s): Carlos Pacheco | Asistencia: 980 espectadores Árbitro(s): Carlos Pacheco |

| 23 de octubre de 2016, 15:30 | José María Arguedas                                      | 3:0 (1:0) | Sport Huanta | Estadio Los Chankas, Andahuaylas                            |                                                             |
|                              | Antonio Lizarbe 14' · Jorge Robles 51' · John Camero 90' |           |              | Asistencia: 1.609 espectadores Árbitro(s): Eduardo Chirinos | Asistencia: 1.609 espectadores Árbitro(s): Eduardo Chirinos |

### Tercera fase
Participantes
| Departamento | Equipo                    | Distrito     | D.T.               |
| ------------ | ------------------------- | ------------ | ------------------ |
| Áncash       | Sport Rosario             | Huaraz       | Lizandro Barbarán  |
| Ápurimac     | José María Arguedas       | Andahuaylas  | Abel Silva         |
| Arequipa     | Deportivo Binacional      | Paucarpata   | Mario Flores       |
| Cajamarca    | Deportivo Hualgayoc       | Hualgayoc    | Erick Torres       |
| Cusco        | Deportivo Garcilaso       | Cuzco        | Edson Ojeda        |
| Huancavelica | Unión Deportivo Ascensión | Ascensión    | Jaime Carrión      |
| Ica          | Carlos Orellana           | La Tinguiña  | Oscar Mayurí       |
| Ica          | Octavio Espinoza          | Ica          | Alfonso Koch       |
| Junín        | Sport Águila              | Huancán      | José Ramírez Cubas |
| La Libertad  | Racing Club               | Huamachuco   | Eusebio Salazar    |
| Lima         | Deportivo Venus           | Huacho       | Jorge Cordero      |
| Loreto       | Kola San Martín           | Punchana     | Jorge Machuca      |
| Puno         | Credicoop San Román       | Juliaca      | Wilquer García     |
| San Martín   | San José Agua Blanca      | Agua Blanca  | Aristóteles Ramos  |
| Tacna        | EGB Tacna Heroica         | Alto Alianza | Milton Arnao       |
| Tumbes       | Comercial Aguas Verdes    | Zarumilla    | René Rujel         |

| Sport Rosario Deportivo Binacional Deportivo Hualgayoc Deportivo Garcilaso Carlos Orellana Octavio Espinoza Sport Águila Kola San Martín Comercial Aguas Verdes Racing Club San José Agua Blanca San Román E. G. B. Deportivo Venus UD. Ascensión José María Arguedas |

### Octavos de final

#### Llave A
| 6 de noviembre de 2016, 15:00 | San José Agua Blanca                                  | 3:3 (2:3) | Carlos Orellana                     | Estadio Carlos Vidaurre García, Tarapoto                   |                                                            |
|                               | Fred Paredes 33' · Deiber Peña 45' · Tulio Angulo 58' |           | Luis Alva 12' 37' · Luis Laguna 31' | Asistencia: 1.009 espectadores Árbitro(s): Jesús Cartagena | Asistencia: 1.009 espectadores Árbitro(s): Jesús Cartagena |

| 13 de noviembre de 2016, 15:30 | Carlos Orellana                   | 2:1 (0:0) | San José Agua Blanca | Estadio José Picasso Peratta, Ica                          |                                                            |
|                                | Luis Alva 59' · Milton Torres 65' |           | Sebastián Peña 88'   | Asistencia: 1.000 espectadores Árbitro(s): Hibert Villegas | Asistencia: 1.000 espectadores Árbitro(s): Hibert Villegas |

#### Llave B
| 5 de noviembre de 2016, 13:00 | Octavio Espinoza  | 1:2 (1:1) | Deportivo Binacional                          | Estadio José Picasso Peratta, Ica                     |                                                       |
|                               | Andro Vásquez 21' |           | Javier Carnero 9' · Adhemir Villavicencio 73' | Asistencia: 990 espectadores Árbitro(s): Ramón Blanco | Asistencia: 990 espectadores Árbitro(s): Ramón Blanco |

| 12 de noviembre de 2016, 13:00 | Deportivo Binacional                                          | 3:1 (1:0) | Octavio Espinoza  | Estadio Monumental de la UNSA, Arequipa                   |                                                           |
|                                | Diego Escuza 15' · Andy Polar 79' · Adhemir Villavicencio 82' |           | Miguel Chávez 87' | Asistencia: 3.990 espectadores Árbitro(s): Jorge Carrillo | Asistencia: 3.990 espectadores Árbitro(s): Jorge Carrillo |

#### Llave C
| 6 de noviembre de 2016, 15:00 | Racing Huamachuco | 4:0 (1:0) | Sport Águila | Estadio Municipal de Huamachuco, Huamachuco                 |  |
|                               |                   |           |              | Asistencia: 2.990 espectadores Árbitro(s): Fernando Legario |  |

| 13 de noviembre de 2016, 13:15 | Sport Águila                                 | 2:0 (0:0) | Racing Huamachuco | Estadio Huancayo, Huancayo                               |                                                          |
|                                | Nelson Campos 57' · Jonathan Marticorena 89' |           |                   | Asistencia: 2.890 espectadores Árbitro(s): José Martínez | Asistencia: 2.890 espectadores Árbitro(s): José Martínez |

#### Llave D
| 6 de noviembre de 2016, 15:00 | Credicoop San Román | 0:0 (0:0) | Deportivo Garcilaso | Estadio Guillermo Briceño Rosamedina, Juliaca             |  |
|                               |                     |           |                     | Asistencia: 1.890 espectadores Árbitro(s): Yovani Quevedo |  |

| 13 de noviembre de 2016, 15:00 | Deportivo Garcilaso                                  | 3:1 (2:1) | Credicoop San Román | Estadio Inca Garcilaso de la Vega, Cusco                   |                                                            |
|                                | Héctor Zeta 18' · Paolo Méndez 21' · Joseph Peña 46' |           | Tony Suárez 37'     | Asistencia: 3.005 espectadores Árbitro(s): Renzo Castañeda | Asistencia: 3.005 espectadores Árbitro(s): Renzo Castañeda |

#### Llave E
| 5 de noviembre de 2016, 15:30 | Deportivo Venus     | 1:2 (0:0) | Sport Rosario                          | Estadio Segundo Aranda Torres, Huacho                         |                                                               |
|                               | Francis Salazar 89' |           | Edson Chacaliaza 57' · Joyce Conde 86' | Asistencia: 1.679 espectadores Árbitro(s): José Luis Martínez | Asistencia: 1.679 espectadores Árbitro(s): José Luis Martínez |

| 13 de noviembre de 2016, 12:30 | Sport Rosario                                                                                                | 6:2 (3:1) | Deportivo Venus         | Estadio Rosas Pampa, Huaraz                              |                                                          |
|                                | Joyce Conde 39' 52' · Luis Galliquio 29' · Bremen Horna 32' · Edson Chacaliaza 49' · Kristhian Gutiérrez 84' |           | Julio Cafferata 19' 60' | Asistencia: 3.996 espectadores Árbitro(s): Roberto Mauro | Asistencia: 3.996 espectadores Árbitro(s): Roberto Mauro |

#### Llave F
| 5 de noviembre de 2016, 15:30 | Kola San Martín                              | 3:0 (1:0) | Unión Deportivo Ascensión | Estadio Max Augustín, Iquitos                          |                                                        |
|                               | Junior Zambrano 11' 70' · Joyce Meléndez 80' |           |                           | Asistencia: 1.002 espectadores Árbitro(s): Jorge Panta | Asistencia: 1.002 espectadores Árbitro(s): Jorge Panta |

| 13 de noviembre de 2016, 15:15 | Unión Deportivo Ascensión                                 | 3:0 (1:0) | Kola San Martín | Estadio IPD de Huancavelica, Huancavelica                 |                                                           |
|                                | Diego Bejarano 39' · Edseel Quiróz 68' · Brayan Allca 84' |           |                 | Asistencia: 1.209 espectadores Árbitro(s): Luis Seminario | Asistencia: 1.209 espectadores Árbitro(s): Luis Seminario |

#### Llave G
| 6 de noviembre de 2016, 15:00 | EGB Tacna Heroica                                   | 3:1 (0:1) | Comercial Aguas Verdes | Estadio Joel Gutiérrez, Gregorio Albarracín               |                                                           |
|                               | Giancarlo Arfinengo 62' 73' · Guillermo Velasco 76' |           | Edwin Montoya 29'      | Asistencia: 1.008 espectadores Árbitro(s): Jorge Martínez | Asistencia: 1.008 espectadores Árbitro(s): Jorge Martínez |

| 13 de noviembre de 2016, 15:00 | Comercial Aguas Verdes | 1:0 (0:0) | EGB Tacna Heroica | Estadio 24 de Julio, Zarumilla                              |                                                             |
|                                | Edy Rugel 70'          |           |                   | Asistencia: 1.990 espectadores Árbitro(s): Fernando Legario | Asistencia: 1.990 espectadores Árbitro(s): Fernando Legario |

#### Llave H
| 6 de noviembre de 2016, 15:30 | José María Arguedas | 1:0 (0:0) | Deportivo Hualgayoc | Estadio Los Chankas, Andahuaylas                      |                                                       |
|                               | Paolo Quispe 49'    |           |                     | Asistencia: 998 espectadores Árbitro(s): Kevin Ortega | Asistencia: 998 espectadores Árbitro(s): Kevin Ortega |

| 13 de noviembre de 2016, 13:00 | Deportivo Hualgayoc                               | 5:3 (2:2) | José María Arguedas                      | José Gálvez Egúsquiza, Hualgayoc                            |                                                             |
|                                | Hoover Crespo 6' 75' 90+5' · Jorge Vílchez 9' 53' |           | Bryan Rojas 7' 62' · Antonio Lizarbe 32' | Asistencia: 1.009 espectadores Árbitro(s): Eduardo Chirinos | Asistencia: 1.009 espectadores Árbitro(s): Eduardo Chirinos |

### Cuartos de final

#### Llave I
| 19 de noviembre de 2016, 13:00 | Deportivo Binacional                                                                                      | 6:3 (3:0) | Carlos Orellana                                      | Estadio Monumental de la UNSA, Arequipa               |                                                       |
|                                | Luis Pastor 4' 44' · Javier Carnero 41' · Diego Escuza 50' · Adhemir Villavicencio 52' · John Fajardo 55' |           | Luis Zamora 48' · César Ramírez 73' · Luis Alva 90+1 | Asistencia: 4.009 espectadores Árbitro(s): Iván Chang | Asistencia: 4.009 espectadores Árbitro(s): Iván Chang |

| 27 de noviembre de 2016, 14:00 | Carlos Orellana   | 1:0 (0:0) | Deportivo Binacional | Estadio José Picasso Peratta, Ica                        |                                                          |
|                                | César Ramírez 77' |           |                      | Asistencia: 1.889 espectadores Árbitro(s): Roberto Mauro | Asistencia: 1.889 espectadores Árbitro(s): Roberto Mauro |

#### Llave II
| 20 de noviembre de 2016, 15:00 | EGB Tacna Heroica                   | 2:2 (1:2) | Deportivo Hualgayoc                        | Estadio Joel Gutiérrez, Gregorio Albarracín                 |                                                             |
|                                | Aléxis Torres 27' · Renato Díaz 78' |           | Jorge Vílchez 16' · Jonnathan Carrillo 42' | Asistencia: 2.990 espectadores Árbitro(s): Augusto Menéndez | Asistencia: 2.990 espectadores Árbitro(s): Augusto Menéndez |

| 27 de noviembre de 2016, 15:00 | Deportivo Hualgayoc                                                                                      | 6:2 (3:1) | EGB Tacna Heroica                      | José Gálvez Egúsquiza, Hualgayoc                           |                                                            |
|                                | Jorge Vílchez 18' 52' · Hoover Crespo 32' · Johan Martínez 45+2' · Erick Medina 78' · Luis Paredes 90+2' |           | Enzo Dávila 6' · Guillermo Velasco 80' | Asistencia: 1.990 espectadores Árbitro(s): Renzo Castañeda | Asistencia: 1.990 espectadores Árbitro(s): Renzo Castañeda |

#### Llave III
| 20 de noviembre de 2016, 15:30 | Racing Huamachuco | 1:0 (1:0) | Deportivo Garcilaso | Estadio Municipal de Huamachuco, Huamachuco            |                                                        |
|                                | Renato Mora 33'   |           |                     | Asistencia: 3.889 espectadores Árbitro(s): Jorge Panta | Asistencia: 3.889 espectadores Árbitro(s): Jorge Panta |

| 26 de noviembre de 2016, 15:00 | Deportivo Garcilaso | 0:4 (0:2) | Racing Huamachuco                                                         | Estadio Inca Garcilaso de la Vega, Cusco                      |                                                               |
|                                |                     |           | Luis León 6' · Enzo Briceño 25' · Roy Jauregui 61' · Engels Sánchez 90+4' | Asistencia: 3.009 espectadores Árbitro(s): José Luis Martínez | Asistencia: 3.009 espectadores Árbitro(s): José Luis Martínez |

#### Llave IV
| 20 de noviembre de 2016, 15:00 | Kola San Martín | 0:1 (0:0) | Sport Rosario   | Estadio Max Augustín, Iquitos                               |                                                             |
|                                |                 |           | Fabio Rojas 65' | Asistencia: 1.990 espectadores Árbitro(s): Fernando Legario | Asistencia: 1.990 espectadores Árbitro(s): Fernando Legario |

| 27 de noviembre de 2016, 12:30 | Sport Rosario                                                       | 4:3 (1:1) | Kola San Martín             | Estadio Rosas Pampa, Huaraz                               |                                                           |
|                                | Fabio Rojas 8' · Kristihan Gutiérrez 61' · Giancarlo Tataje 67' 87' |           | Junior Zambrano 34' 57' 68' | Asistencia: 5.889 espectadores Árbitro(s): Yovani Quevedo | Asistencia: 5.889 espectadores Árbitro(s): Yovani Quevedo |

## Finalísima
Cuadrangular final que consta de una ronda de partidos todos contra todos en la ciudad de Lima. El equipo que obtenga más puntos al final del cuadrangular será el campeón de la Copa Perú 2016 obteniendo el ascenso y el derecho a jugar el Campeonato Descentralizado 2017. El equipo que ocupe la segunda posición obtendrá el ascenso a la Segunda División 2017.

### Participantes
| Racing Huamachuco | Sport Rosario | Deportivo Binacional | Deportivo Hualgayoc |
|                   |               |                      |                     |
| ----------------- | ------------- | -------------------- | ------------------- |

### Campaña a lo largo del año
| Racing Huamachuco                               | Sport Rosario                          | Deportivo Binacional                        | Deportivo Hualgayoc                       |
| Liga Distrital de Huamachuco: No participó      | Liga Distrital de Huaraz: Campeón      | Liga Distrital de Paucarpata: Campeón       | Liga Distrital de Hualgayoc: No participó |
| Etapa Provincial de Sánchez Carrión: Subcampeón | Etapa Provincial de Ancash: Campeón    | Etapa Provincial de Arequipa: Campeón       | Etapa Provincial de Hualgayoc: Campeón    |
| Etapa Departamental de La Libertad: Campeón     | Etapa Departamental de Áncash: Campeón | Etapa Departamental de Arequipa: Subcampeón | Etapa Departamental de Cajamarca: Campeón |
| Etapa Nacional: Vigésimo Primero (21°)          | Etapa Nacional: Quinto (5°)            | Etapa Nacional: Segundo (2°)                | Etapa Nacional: Octavo (8°)               |

### Tabla de posiciones
|  | Pos. | Equipos              |            | PJ | PG | PE | PP | GF | GC | Dif. | Pts. |
|  | ---- | -------------------- | ---------- | -- | -- | -- | -- | -- | -- | ---- | ---- |
|  | 1º   | Sport Rosario        | Se mantuvo | 3  | 2  | 1  | 0  | 6  | 4  | +2   | 7    |
|  | 2º   | Deportivo Hualgayoc  | Se mantuvo | 3  | 1  | 1  | 1  | 5  | 3  | +2   | 4    |
|  | 3º   | Deportivo Binacional | Se mantuvo | 3  | 1  | 0  | 2  | 3  | 4  | -1   | 3    |
|  | 4º   | Racing Huamachuco    | Se mantuvo | 3  | 1  | 0  | 2  | 3  | 6  | -3   | 3    |

|  | Asciende a la Primera División 2017 |
|  | Asciende a la Segunda División 2017 |

#### Primera fecha
| 3 de diciembre de 2016, 18:00 | Sport Rosario | 1:1 (1:1) | Deportivo Hualgayoc | Estadio Nacional, Lima                                  |                                                         |
|                               | Torres 36'    |           | Martínez 15'        | Asistencia: 6500 espectadores Árbitro(s): Mike Palomino | Asistencia: 6500 espectadores Árbitro(s): Mike Palomino |

| 3 de diciembre de 2016, 20:00 | Deportivo Binacional | 0:1 (0:1) | Racing Huamachuco | Estadio Nacional, Lima                                 |                                                        |
|                               |                      |           | Jáuregui 13'      | Asistencia: 5000 espectadores Árbitro(s): Ramón Blanco | Asistencia: 5000 espectadores Árbitro(s): Ramón Blanco |

#### Segunda fecha
| 7 de diciembre de 2016, 18:00 | Sport Rosario                                    | 3:2 (2:2) | Deportivo Binacional | Estadio Nacional, Lima                               |                                                      |
|                               | Galliquio 5' · Conde 23' · Aspilcueta 73' (a.g.) |           | Carnero 7' 43'       | Asistencia: 8500 espectadores Árbitro(s): Iván Chang | Asistencia: 8500 espectadores Árbitro(s): Iván Chang |

| 7 de diciembre de 2016, 20:00 | Deportivo Hualgayoc                      | 4:1 (3:1) | Racing Huamachuco   | Estadio Nacional, Lima                                  |                                                         |
|                               | Vílchez 8' (pen.) 58' · Carrillo 23' 31' |           | Jáuregui 29' (pen.) | Asistencia: 6000 espectadores Árbitro(s): Roberto Mauro | Asistencia: 6000 espectadores Árbitro(s): Roberto Mauro |

#### Tercera fecha
| 10 de diciembre de 2016, 18:00 | Deportivo Hualgayoc | 0:1 (0:0) | Deportivo Binacional | Estadio Nacional, Lima                                       |                                                              |
|                                |                     |           | Merino 84' (a.g.)    | Asistencia: 10,545 espectadores Árbitro(s): Fernando Legario | Asistencia: 10,545 espectadores Árbitro(s): Fernando Legario |

| 10 de diciembre de 2016, 20:00 | Sport Rosario           | 2:1 (1:0) | Racing Huamachuco | Estadio Nacional, Lima                                      |                                                             |
|                                | Gutiérrez 8' · Roca 64' |           | Lara 80'          | Asistencia: 10,545 espectadores Árbitro(s): Renzo Castañeda | Asistencia: 10,545 espectadores Árbitro(s): Renzo Castañeda |

|                          |
| Campeón                  |
| Sport Rosario 1.º título |

## Máximos goleadores
- Fuente: Dechalaca.com (enlace roto disponible en Internet Archive; véase el historial, la primera versión y la última)..

| Pos.                                          | Jugador         | Equipo                 | Goles |
| --------------------------------------------- | --------------- | ---------------------- | ----- |
| 1º                                            | Jorge Vilchez   | Deportivo Hualgayoc    | 17    |
| 2º                                            | Junior Zambrano | Kola San Martín        | 13    |
| 3º                                            | Hoover Crespo   | Deportivo Hualgayoc    | 9     |
| 4º                                            | Jossimar Vilela | Comercial Aguas Verdes | 8     |
| 5º                                            | Julio Cafferata | Social Venus           | 7     |
| 6º                                            | Luis Alva       | Carlos Orellana        | 7     |
| 7º                                            | Diego Bejarano  | UDA                    | 6     |
| 8º                                            | Javier Carnero  | Deportivo Binacional   | 6     |
| 9º                                            | Bryan Carrillo  | Deportivo Hualgayoc    | 6     |
| 10º                                           | Walter Sáenz    | Social Venus           | 6     |
| Última actualización: 10 de diciembre de 2016 |                 |                        |       |